# 2011年のテレビ (日本)
2011年のテレビでは、2011年のテレビ分野（主に日本）の動向についてまとめる。この年は日本のテレビでも歴史的な一年で、7月24日には地上波と衛星放送共にアナログ放送が終了し、デジタル放送の時代が始まった。

## 概説
この年は、前述のように日本のテレビジョン放送にとっては大きな節目の年となった。半世紀以上にわたって続けられてきたアナログテレビジョン放送がこの年7月24日をもって、東北地方の3県を除き(後述)一斉に終了し、完全デジタル化(デジタル放送へ移行)となった。ただ、残された僅かな期間でデジタル可視地域におけるデジタル化を完了できるかが大きな課題となり、またこれと並行して、デジタル難視地域における対策も待ったなしの取り組みを求められた。

また、3月11日に東北地方太平洋沖地震（東日本大震災）及び東京電力・福島第一原子力発電所での事故が発生したことにより、震災の影響はテレビ界にも及んだ。特に被災した福島県・宮城県・岩手県においては特例法によりデジタル完全移行が延期されるなど、全体的に大きな動きがみられた。
一方で、BSデジタル放送にも新たな動きがあり、春には日本放送協会(NHK)のBS放送が従来の3波（BS1・BS2・ハイビジョン）から2波（BS1・BSプレミアム）に再編された。また、8月には新たな放送衛星が打ち上げられ、10月1日にはWOWOWが完全ハイビジョン3チャンネル体制になったのをはじめ、新たなBSデジタル放送が順次開局した。

### 棲み分けの強化
- 日本放送協会(NHK)では、3波あった衛星波テレビチャンネルを完全デジタル化に伴って2波体制に戻した。一つは、意味付けを多少変えるものの報道・スポーツ主体という基本スタンスは維持した「BS1」。もう一つは、教養・文化を主体とした新チャンネル「BSプレミアム」である。波別の役割分担を明確化したことにより、テレビ完全デジタル化と相まって、NHKは2011年度、近年類を見ない抜本的な改編を行って、アナログ放送終了に備える。またこれにより、旧NHK衛星第2テレビジョンが担ってきた地上波難視聴対策についても、デジタル放送推進協会(Dpa)が行っている“セーフティネット放送”に移譲した。
- 民放でも、全国放送番組の一部を地上波から衛星波に移す動きが出ている。日本中央競馬会(JRA)は、それまで大都市圏の独立UHF放送局が行っていたレース中継を原則として打ち切り、日本BS放送（BS11デジタル）に移行させる。さらに、地上波の数少ない総合型演歌系音楽番組であった『演歌百撰』（関西放送制作の制作・番組販売）も、この年からサンテレビジョン(SUN)と奈良テレビ放送(TVN)を残して放送を終了した。今後は原則として、2008年4月に放送を開始したBS11デジタルでの放送となる。

## テレビ番組関係の出来事

### 1月
- 2日 - 関西放送制作制作で、全国の放送局に販売していた演歌専門の音楽番組『演歌百撰』が、この日夜から原則BS11デジタルとスカパー!・第一興商スターカラオケのみの放送に移行。地上波はサンテレビと奈良テレビの2局だけとなった。
- 4日 - 日本テレビ『PON!』（中京テレビへもネット）がこの日より静岡第一テレビへもネット開始（ - 2014年3月28日まで）。
- 5日・6日 - BS11の競馬番組『BSイレブン競馬中継』を放送開始。5日KBS京都では『KEIBAワンダーランド』を1時間に短縮、『うまDOKI』を放送開始。
- 6日 - NHK総合で2010年に放送されたドラマ『チャンス』（2010年8月28日〜10月2日、全6話）が、2010年度のJRA賞馬事文化賞（日本中央競馬会制定）を受賞。テレビ番組の同賞受賞は2005年度の『NHKスペシャル「ディープインパクト〜無敗の3冠馬はこうして生まれた〜」』に続き2度目で、テレビドラマの受賞は初[1]。
- 14日 - NHKと民放でつくる放送倫理・番組向上機構（以下BPOと略す）の放送倫理検証委員会が、2010年に放送されたバラエティー番組について、宣伝利用にあたるなどの制作上の問題があったとして、審議を行うことを決定。審議対象となるのは『月曜プレミア!・主治医が見つかる診療所』（テレビ東京系、11月8日放送）と『イチハチ』（毎日放送制作・TBS系、11月17日放送）の2番組[2][3]。
- 19日
  - NHKが新年度の番組編成概要を発表。BSが2波に集約されることに伴い、前年に続いて抜本的な枠整理を実施した。主な変更点は以下の通り（発表時点）。
    - 衛星放送（BS2）での大相撲中継が3月場所（春場所）をもって終了（→3月場所は大相撲八百長問題で中止となった為、1月場所（初場所）を以てBSでの放送は終了。ただし11月場所（九州場所）よりBS1にて放送を再開）。
    - 総合テレビでは『土曜時代劇』などを廃枠。
    - 教育テレビでは小学校向け学校教育放送番組を段階的に1回10分に縮小、学校放送の枠を圧縮。
- 27日 - 12日に放送された毎日放送制作・TBS系『イチハチ お坊ちゃまお嬢さま芸能人NO.1決定戦 2011年初顔8人2時間SP』で、出演した女性タレントが紹介したニューヨークにある自宅が実際には所有しておらず、やらせの疑いがあるとして同局は調査を開始すると同時に、BPOに対して報告を行ったと発表した[4]。なお同局は2月4日、放送内容について「虚偽内容であった可能性が高い」と発表し、ホームページなどで謝罪した[5]。なお『イチハチ』は3月30日の『〜超人気芸人8組が浜田の前で相方への不満ぶっちゃけちゃうぞSP』を以て終了し、後番組は同じ浜田雅功（ダウンタウン）司会による『ジャパーン47ch』が4月27日から開始された（ - 12月7日）。
- 28日 - テレビ朝日系『ワイド!スクランブル』にて、サッカーAFCアジアカップ準決勝日韓戦での韓国代表MF・奇誠庸選手の「サルまね」問題を取り上げた際、紹介した観客席の旭日旗の写真がアジアカップではなく前年のW杯での観客席の旭日旗の写真だったため、番組内で訂正・謝罪した[6]。

### 2月
- 1月31日から2月13日 - TBSが『開局60周年記念ハートプロジェクト』の一環として、同局系の『みのもんたの朝ズバッ!』『はなまるマーケット』『ひるおび!』の平日帯枠3番組を中心に各種スペシャル企画を送る特別週間『ココロ元気week』を展開[7]。2月4日までの5日間は、一部地域を除き『はなまる〜』を10:25までの拡大版、『ひるおび!』を10:25からの拡大版でそれぞれ放送し、TBSでは4:45開始の『TBSニュースバード』（TBSニュースバード（CS、後の「TBS NEWS」）制作）から13:50終了の『ひるおび!』まで9時間5分連続して生放送を編成した。また、期間中はレギュラー番組の拡大版を始め特別番組も多く編成された。なお、この特別週間は6月にも20日 - 7月3日の2週にわたり展開された。
- 2日 - 日本テレビ系『1億人の大質問!?笑ってコラえて!』にて、同局を1月末で退社した元アナウンサーの夏目三久（後にフリーアナウンサーに転身）の後任として、タレントの関根麻里がサブMCに就任。
- 3日
  - 前日に発覚した大相撲八百長問題を受け、テレビ各局が、2月開催予定だった花相撲を中止。NHKが2月11日に東京・両国国技館（墨田区）で開催、2月20日に放送予定だった『第44回NHK福祉大相撲』を中止[8] した他、フジテレビも2月6日に同館で開催ならびに中継予定だった『日本大相撲トーナメント第三十五回大会』を中止とし[9]、代替番組として『タカトシ・温水が行く大井町線 千円握って食べまくり!!』を放送した[10]。
  - フジテレビ系木曜劇場『外交官・黒田康作』にて、第1〜3話の内容について、 メキシコと在日メキシコ大使館に関して誤ったイメージを提示したとして、2日に同大使館から抗議があり、3日に同大使館に謝罪。4日までにホームページに謝罪文を掲載、3日放送の第4話にもテロップで謝罪コメントを表示した[11]。
- 4日 - テレビ東京系ドラマ24『URAKARA』において、当初第4話放送予定が第1〜3話のダイジェスト版に変更。主演の 韓国のアイドルグループ、KARAの韓国での事務所専属契約解除問題により、撮影の遅れが生じたことが理由[12]。KARAの5人での活動継続が決定し、日本での撮影を再開。第4話は追加シーンも加えて11日に放送された(以降1〜2週繰り下げ)[13]。
- 8日 - BPOの放送人権委員会は、テレビ朝日系『サンデープロジェクト』（朝日放送（ABC）と共同制作、1989年4月〜2010年3月）で2010年2月28日に放送した医療訴訟の特集について、放送倫理上の問題と表現上配慮に欠ける部分があった」との見解を発表した[14]。
- 11日 - 日本テレビ系『金曜特別ロードショー』にて、2009年公開の映画『沈まぬ太陽』（山崎豊子原作、若松節朗監督、渡辺謙主演）を地上波初放送。19時から22時54分まで、正味時間202分（CMを挟み234分）のノーカットで放送された[15]。
- 15日から18日 - NHK BShiにて、火野正平（俳優）が自転車で旅をする紀行番組『にっぽん縦断 こころ旅』を4日に亘って放送。2か月後に開局を控えたBSプレミアムで新番組としての放送開始を前に、パイロット版として、長崎県の旅の模様を放送した。→4月4日の出来事も参照
- 18日 - 日本テレビ系『news every.サタデー』にて、やらせ行為があったとして、BPOの放送検証委員会が審議入りを決定。問題となったのは、1月8日放送の同番組と10日放送の日本テレビ『Oha!4 NEWS LIVE』（日テレNEWS24（CS）制作）で、最新のペットビジネスについて取り上げた際、ペットサロンやペット保険を利用する女性客を取材したように放送したが、実際は客ではなくそれぞれのペットビジネスを運営する会社の社員だったため、「不適切な内容だった」と事実関係を認め謝罪した[16]。
- 21日〜25日 - 日本テレビが『毎日が豪華特番!カルチャーバラエティ祭』と題して、5日間にわたりゴールデンタイムに特番を編成した[17]。
- 21日〜26日 - 朝日放送（朝日放送グループホールディングスの前身）の創立60周年を記念して、ABCテレビで6日間にわたり『ABC60周年スペシャルウィーク』を実関西ローカルにて施[18]。朝の情報番組『おはようコールABC』『おはよう朝日です』『おはよう朝日土曜日です』の3本と、月〜木曜23時台のナイトinナイト『クイズ!紳助くん』[注 1]『ごきげん!ブランニュ』[注 2]『今ちゃんの「実は…」』『ビーバップ!ハイヒール』の4本と、金曜日の『探偵!ナイトスクープ』[注 3]、計8番組をスペシャル版で放送。

### 3月
- 2月28日〜3月31日 - NHKハイビジョン(BShi)で閉局当日まで1カ月にわたり、これまで放送したNHKドラマのうち、『セカンドバージン』『ハゲタカ』などの連続ドラマ・時代劇シリーズ21作品と、スペシャルドラマ7作品を一挙アンコール放送した（なお、11日午後より13日深夜までは東日本大震災関連の報道のため休止、14日早朝より再開（一部放送予定を変更））。
- 3日 - 日本テレビ系列では「耳の日」にちなんで「耳の日キャンペーン」を実施。同系列で放送の番組で文字多重放送を実施。生放送のため番組開始時からリアルタイム字幕放送を実施している『NNNストレイトニュース』『news every.』に加え、通常は実施していない報道・情報系番組の『ズームイン!!SUPER』『スッキリ!!』『PON!』『DON!』『情報ライブ ミヤネ屋』（読売テレビ制作）『NEWS ZERO』といった生番組でもリアルタイム字幕放送実施した[19]。
- 4日、5日 - 映画『SP 〜革命篇〜』の公開を記念して、フジテレビ系にて『2夜連続『SP』スペシャル』と題したスペシャル特番を放送。4日は、2007年11月〜2008年1月に放送された連続ドラマ『SP 警視庁警備部警護課第四係』のアンコール特別編[注 4] を、5日はドラマスペシャル『SP 〜革命前日〜』[注 5] をそれぞれ放送した。
- 8日 - テレビ朝日系火曜19時枠のアニメ『スティッチ! 〜ずっと最高のトモダチ〜』が、この日の放送で終了、そして火曜19:28の『デジモンクロスウォーズ』がこの日放送後4月に日曜6:30に移動し『デジモンクロスウォーズ 悪のデスジェネラルと七つの王国』と改題、そして次番組は1時間番組『トリハダ（秘）スクープ映像100科ジテン』となり、2009年10月13日開始の『スティッチ! 〜いたずらエイリアンの大冒険〜』『怪談レストラン』以来1年半続いたテレビ朝日火曜19時枠のアニメは廃枠となった。
- 17日 - フジテレビ系『奇跡体験!アンビリバボー』で2007年4月より司会を務めていた小林麻央が同番組を卒業。4月14日の放送より女優の大政絢を司会に起用。
- 20日 - TBS系日曜劇場『冬のサクラ』最終回は、前週13日に東日本大震災の報道特番のため休止となった第9話とこの日予定の第10話（最終話）を併合し、21時から23時03分までの2時間拡大スペシャルで放送した[20]。同様にフジテレビ系ドラマチック・サンデー『スクール!!』も、前週休止となった第9話とこの日予定の第10話（最終話）を連続して21時から22時48分まで最終回拡大版で放送した。
- 23日 -
- 23日〜4月3日 - 第83回選抜高等学校野球大会（阪神甲子園球場）が開催され、NHKが総合・教育で例年通り中継。なお、東北・関東地区では東日本大震災による電力事情を考慮し、震災関連情報放送のため16時で終了（ただし、第3試合が東北・関東地方の出場校の試合で16時以降も続行の場合は延長して放送。また、東北地方は教育テレビで放送し、甲信越地区は16時55分で終了）。なお、同大会はCS放送のGAORAでも例年通り試合終了まで完全中継（GAORA中継分の制作は毎日放送で、準決勝と決勝は毎日放送（関西ローカル）でも中継）された。
- 24日 - フジテレビ系『すぽると!』で2001年4月の番組開始当初から平日版（月 - 木曜）のキャスターを10年間[注 6] 担当した同局アナウンサー三宅正治が卒業。28日放送分より後輩アナウンサーの西岡孝洋に交代。
- 24日〜26日 - フジテレビ系で23日〜27日に中継放送する予定だった『世界フィギュアスケート選手権2011 東京』の開催中止に伴い、代替番組として、2010年4月9日から11日まで3夜連続で放送されたスペシャルドラマ『わが家の歴史』（三谷幸喜脚本）を「ドラマレジェンド」としてアンコール放送。なお『世界フィギュアスケート選手権2011』は ロシア・モスクワで4月27日〜5月1日に開催され、同局が中継放送した。また、3月27日は19時よりチャリティー音楽特番『FNS音楽特別番組 上を向いて歩こう 〜うたでひとつになろう日本〜』を生放送した。
- 25日
  - NHK教育の『クインテット』が8年間の本放送に幕を下ろした。
  - 日本テレビ系で1994年から続いた明石家さんま司会の『恋のから騒ぎ』が、この日の1時間の「ご卒業スペシャル」をもって終了、17年の歴史に幕[21]。
  - フジテレビ系の報道番組・『FNNスーパーニュース』のメインキャスターを務めた同局の須田哲夫エグゼクティブアナウンサーが降板。足掛け11年にわたる活躍だった。
- 27日
  - TBS系で1979年から放送され、30年以上にわたり親しまれてきた武田鉄矢主演の人気学園ドラマシリーズ『3年B組金八先生』が、この日放送のスペシャル『3年B組金八先生・ファイナル〜「最後の贈る言葉」4時間SP』をもって歴史に幕。平均視聴率は19.7％（関東地区、ビデオリサーチ調べ）。
  - 日本テレビ系『TheサンデーNEXT』が終了、『THE・サンデー』から数えて21年6か月の歴史に幕。
- 28日
  - NHK教育の長寿子供番組『おかあさんといっしょ』のぬいぐるみ人形劇で、第12作目となる新シリーズ『ポコポッテイト』が開始。
  - NHK教育の新パペットバラエティ『フックブックロー』が放送開始。
  - 日本テレビ系にて、終了した『DON!』の後番組となる平日帯番組『ヒルナンデス!』を放送開始。司会は南原清隆（ウッチャンナンチャン）、アシスタントには同局アナウンサー水卜麻美を起用。同局の平日正午時間帯がバラエティ番組となるのは45年ぶりとなった。
  - TBS系で1994年4月より17年続いた関口宏司会の『関口宏の東京フレンドパークII』が終了。『ムーブ月曜日・関口宏の東京フレンドパーク』時代（1992年10月 - 1993年9月）から通算して18年の歴史に幕。
  - フジテレビ系の平日帯バライティー番組・『森田一義アワー 笑っていいとも!』が春の改正により月曜日にレギュラー出演していた石原良純が3月28日で、火曜日レギュラーだったはいだしょうこが3月29日、水曜日レギュラーだったおすぎとピーコ、DAIGOが3月30日、木曜日レギュラーだったチュートリアルが3月31日、金曜日レギュラーだったオリエンタルラジオが4月1日の放送でそれぞれ降板。石原は足掛け8年、はいだは1年半、ピーコは10年半、おすぎは9年、DAIGOは2年半、チュートは3年、オリラジは4年半にわたる活躍だった。また3月25日放送を以てテレビ山口（TBS系列）が時差ネット放送を打ち切り、翌週以降の時差ネットは青森テレビ（同）の1局のみになった。
- 30日 - 日本テレビ系のスペシャルドラマ『さよならぼくたちのようちえん』放送中、22時頃から番組内で実施していた文字多重放送が一時的に消え、22:06頃にはおよそ10秒間画面が暗転、一部同じシーンが2度放送されるトラブルが起こった。番組内でもこの不手際を詫びるテロップを表示。また同ドラマは後日改めて再放送された。
- 31日
  - 2001年10月1日から9年半続いた日本テレビ系『ズームイン!!SUPER』が終了、前身番組『ズームイン!!朝!』（1979年3月5日 - 2001年9月28日）から通算して32年1か月の歴史に幕。なお、姉妹番組である土曜日の『ズームイン!!サタデー』は4月2日以降も継続。
    - これと同じくして、徳島県の日本テレビ系列局・四国放送が、1971年4月3日に『おはようとくしま』として開始し、40年に亘り早朝に放送してきた情報番組『おはようとくしま プラス』を終了し、40年の歴史に幕。翌4月1日より日本テレビからの『ZIP!』のネットへ移行[22][注 7]。やはりこれと同じくして、四国放送と北日本放送（富山県の日本テレビ系列局）が、テレビ朝日制作の『スーパーモーニング』を他のネット局より1日早く打ち切り、翌日から『スッキリ!!』の同時ネットに踏み切ったが、残りの日本テレビ系列局3局（山梨放送、福井放送、高知放送）では『スッキリ!!』の同時ネットは見送られ、『情報満載ライブショー モーニングバード!』を同時ネットされることになった[23]。

  - NHK『ニュース7』で2004年から平日の気象情報を担当していた気象予報士の半井小絵がこの日の放送で降板。
  - 全国の独立局の中で唯一、ニュース番組を一切放送されなかった奈良テレビ放送で本格的なニュース番組がスタートした1985年から続いてきた夕方の全国ニュース番組（テレビ東京系）を打ち切り、テレビショッピングに変更した。

### 4月
- 1日
  - 日本テレビ系の早朝枠を一新。
    - 『Oha!4 NEWS LIVE』（日テレNEWS24（CS）制作）が第2部（5時20分 - 5時50分）[注 8] を開始（2021年現在も継続中）。
    - 『ズームイン!!』シリーズの新番組として『ZIP!』[注 9] が放送開始（2021年現在も継続中）。後者について、初代メイン司会に同局アナウンサーの桝太一と女性タレントの関根麻里を起用。また日替わりメーンパーソナリティー制を導入、初代メインパーソナリティには月：原田泰造（ネプチューン）[注 10]、火：MAKIDAI（EXILE）、水：山口達也（当時TOKIO）[注 11]、木：筧利夫、金：鈴木杏樹が就任。

  - テレビ朝日系『スーパーモーニング』（1993年4月5日 - ）が終了、18年の歴史に幕。
  - 日本テレビ系『NEWS ZERO』の金曜キャスター陣に、七尾藍佳の後任として八木早希（元毎日放送アナウンサー）が新加入。
- 2日
  - NHKの平成22年後期連続テレビ小説『てっぱん』がこの日で全話放送終了（総合）。総合テレビでの最終回視聴率は関東22.0%、関西17.5%だった。また平均視聴率は関東17.2%、関西16.2%だった（視聴率はビデオリサーチ調べ）[24]。
  - フジテレビ系『めざましどようび』が、これまでキャスターを務めた同局アナウンサーの福原直英、フリーアナウンサーの杉崎美香から、3代目キャスターとなる同局アナウンサーの佐野瑞樹、フリーアナウンサーの皆藤愛子のコンビに交代。
- 3日
  - 日本テレビ系で日曜朝の情報番組『シューイチ』がこの日放送開始（2021年現在も継続中）。司会はタレントの中山秀征、女優の片瀬那奈。
  - TBS系の『サンデーモーニング』は司会の関口宏をサポートする新サブキャスターに、入社2年目のアナウンサー佐藤渚を起用。佐藤は同番組の放送が開始された1987年生まれ。同局アナウンサーの起用は12年ぶりとなる[25]。
  - 1971年4月に第1作『仮面ライダー』を毎日放送・NET(テレビ朝日の前身)系で放送開始し、2011年で40周年を迎えた東映制作の老舗特撮シリーズ『仮面ライダーシリーズ』が、テレビ朝日系で放送中の平成シリーズで、当時放映中の第12作『仮面ライダーオーズ/OOO』（ - 8月28日）第28話でシリーズ通算1000話を達成。なお、4月3日はシリーズ第1作『仮面ライダー』の第1話が放映された日であり、シリーズも40周年の節目を迎える日となった。
- 4日
  - NHK、2011年の新年度編成を開始。
    - 連続テレビ小説第86作『おひさま』（主演：井上真央）が放送開始。なお、東日本大震災の影響で当初の3月28日から1週間遅れての開始となった（ - 10月1日）。
    - 総合テレビの平日夜ニュース『ニュースウオッチ9』は2代目MCの同青山祐子に替わり井上あさひが3代目キャスターに抜擢されたほか、スポーツ担当に廣瀬智美、リポーターとして松村正代の各アナウンサーが就く。青山は平日午後の『スタジオパークからこんにちは』（同）の司会へ異動。週末のスポーツ情報番組『サンデースポーツ』と、2005年以来6年ぶりに復活の『サタデースポーツ』（ともに総合）の両番組には松尾剛と、外部登用（フリーアナウンサー・タレント）の山岸舞彩らを起用。さらに『NHKニュース7』（総合）の土・日曜担当には小郷知子を起用、週末担当が女性アナウンサーとなるのは森田美由紀以来12年ぶりとなった。なお、当初3月28日より新年度編成を始める予定だったが、東日本大震災の影響により1週間遅れでの開始となった。
    - BSプレミアムで『にっぽん縦断 こころ旅』（旅人：火野正平、春・秋2シーズン放送）が放送開始。初年度1巡目の「春の旅」は京都府（1日目：宇治市）からスタートし、6月17日放送（40日目）の北海道夕張市まで9道府県を巡った（2021年現在も継続中）。→2月14日 - 18日も参照

  - 読売テレビ・日本テレビ系『情報ライブ ミヤネ屋』は、サブキャスターを務めていた読売テレビアナウンサー森若佐紀子が産休に入り、この日の放送から同僚の川田裕美に交代[26]。
  - フジテレビ系『笑っていいとも!』が大改正し新レギュラーとして7日より木曜レギュラーとしてお笑いコンビのピースが8日より金曜レギュラーとして女優の萬田久子が登板（萬田は9月30日で降板）。さらにテレフォンアナウンサーも日替わり制から曜日固定制へと戻した。
  - テレビ朝日系
    - 『スーパーモーニング』の後番組として、日本テレビを3月に退社したばかりの羽鳥慎一司会の『情報満載ライブショー モーニングバード!』を開始（ - 2015年9月25日）。前番組で最後に司会を務めていた赤江珠緒もそのまま続投[注 12]。
    - また『モーニングバード!』放送時間前の『やじうまテレビ!』のメーン司会が同局アナウンサーの平石直之、松尾由美子のコンビに交代。さらに、夜のニュース番組『報道ステーション』はこの日の放送からサブキャスターを同局アナウンサーの市川寛子から、同じくアナウンサーの小川彩佳に交代[27]。
- 5日 - テレビ朝日火曜深夜枠にて、マツコ・デラックスと有吉弘行が司会を務めるバラエティ番組『マツコ&有吉の怒り新党』が放送開始。元日本テレビアナウンサーの夏目三久がフリーとなって初めて進行役でレギュラー出演し話題に[28]。なお同番組は10月より水曜日のネオバラエティ枠に進出（ - 2017年3月29日）。
- 9日 - NHK総合で前週4月2日に終了した連続テレビ小説『てっぱん』の最終週（「かならず朝は来る」、3月28日 - 4月2日放送）を、16時10分から6話分一挙再放送した（16時55分より15分間中断あり）。東日本大震災による休止があったことや、3月31日にBS2が終了したことなどで最終回当日の2日にBSでの1週間分放送がなかった事に伴う措置。
- 9日〜30日 - 日本テレビ系で3月30日放送され、不体裁による放送事故があったスペシャルドラマ『さよならぼくたちのようちえん』を、9日から各地で順次再放送。同日は秋田放送、長崎国際テレビで放送。日本テレビなどでは10日に放送（こちらも参照）。
- 10日 - TBS系『夢の扉 〜NEXT DOOR〜』(2004年10月3日 - 2011年4月3日)が『夢の扉+』としてリニューアル（ - 2016年3月27日）。
- 12日
  - プロ野球セ・パ両リーグ同時開幕。日本テレビ系にて、当初地上波での放送予定がなかったものの開幕カードとなった『巨人対ヤクルト』戦（宇部市・ユーピーアールスタジアム）を生中継。翌13日も北九州市民球場で行われた同カードを19時から2時間生中継した[注 13]。
  - フジテレビ系4月期火9ドラマ『名前をなくした女神』（杏主演。尾野真千子、倉科カナ、りょう、木村佳乃ら共演）がこの日放送開始（6月28日まで、全12回）。なお、第9話（6月7日放送）よりタレント・歌手の千秋が5歳児の母親役でレギュラー出演した。
- 13日 - NHK連続テレビ小説『おひさま』（第2週）、総合テレビでは12日に緊急地震速報のため途中中断した第8話を再放映した後、続けて同日放送の第9話を放送した。
- 17日
  - プロ野球パ・リーグ公式戦『日本ハム対ロッテ』戦（札幌ドーム）を北海道テレビ放送(HTB)が生中継。日本ハムの新人斎藤佑樹投手の初登板ということもあり注目度も高く、キー局・テレビ朝日でも急遽放送された。
  - 朝日放送・テレビ朝日系『パネルクイズ アタック25』司会の俳優・児玉清が体調不良により、この日の放送より番組を欠席。児玉の番組欠席は1984年10月に虫垂炎で入院して以来27年ぶり（当時は板東英二が2週代役で司会を務めた）で、代役司会は朝日放送アナウンサー浦川泰幸が担当。また、児玉はNHK BSプレミアムの書評番組『週刊ブックレビュー』の4月9日放送分の出演も欠席していた（児玉は5月16日に77歳で死去、そのまま浦川が後任司会となる）。
  - TBS系日曜劇場『JIN-仁-完結編』がこの日から放送開始（ - 6月26日）。初回視聴率23.7%（関東地区、ビデオリサーチ調べ）。なお同作品は日本のほか、欧米・アジア等の80カ国・地域でも放送[29]。
- 18日 - TBS系月曜日19時枠、関口宏司会の『世紀のワイドショー!ザ・今夜はヒストリー』放送開始（10月より水曜日20時枠へ移動、 - 2012年8月29日）。
- 21日 - 元キャンディーズのメンバーで女優の田中好子が死去（55歳没）。これに伴い、各局で田中の追悼ならびにキャンディーズの特集番組を編成（ここでは4月中の編成動向をまとめる。5月については#5月を参照）。
  - 24日には、テレビ東京系で2005年8月17日の水曜ミステリー9枠で放送された田中主演のドラマ『二つの嘘』を日曜ビッグバラエティ枠で放送[30]。これにより当初放送予定だった『目指せ!0円生活』は5月8日に放送された。
  - 25日には、フジテレビで2009年5月15日の金曜プレステージ枠で放送された田中主演のドラマ『嫁の座』を15時からチャンネルα（関東ローカル）枠で放送。この他同日20時の『HEY!HEY!HEY! MUSIC CHAMP』の冒頭に『夜のヒットスタジオ』（1978年3月6日放送回）にキャンディーズが出演し、ヒット曲『微笑がえし』を披露した時の映像を放送した。
  - 28日には、TBS系『スパモク!!』枠で『田中好子さん緊急追悼特番 ありがとうスーちゃん ありがとうキャンディーズ』を放送。『8時だョ!全員集合』（1969年10月〜1985年9月[注 14]）に出演した時の秘蔵VTRや、1978年4月4日に後楽園球場で行われた解散コンサートの映像、女優としての田中の名シーンなどを放送した。総合司会は田中とはキャンディーズ時代から長年親交があり、2001年前期のNHK連続テレビ小説『ちゅらさん』で田中と夫婦役で共演した堺正章が務めた[31]。
  - 29日には、BSジャパンで2001年4月1日のBSミステリー枠で放送された田中主演のドラマ『最後に愛を見たのは』を放送。
- 23日
  - 毎日放送・TBS系『知っとこ!』司会のオセロ（中島知子・松嶋尚美）が2人揃って体調不良のため出演を欠席。なお中島は4月9・16日の放送もインフルエンザのため3週連続で同番組を欠席した。2人の代役は、所属する松竹芸能の後輩であるお笑いコンビのますだおかだ（増田英彦・岡田圭右）の2人が務めた[32]。なお中島は当面治療に専念のため同番組の他、TBS『ひみつの嵐ちゃん!』、日本テレビ系『中井正広のブラックバラエティ』など全てのレギュラーを休むことが25日に松竹芸能から公表された。また松嶋は29日に妊娠したことを公表し、『知っとこ!』の他、テレビ大阪『きらきらアフロ』、TBS系『世紀のワイドショー!ザ・今夜はヒストリー』など全てのレギュラーを暫く欠席した。30日と5月7日の『知っとこ!』はお笑いコンビのよゐこ（有野晋哉・濱口優）がオセロの代理司会を務めた。また『中井正広の〜』は中島の代役を同局元社員のフリーアナウンサー松本志のぶが5月8日から29日まで務めた。
  - TBS系『世界・ふしぎ発見!』のこの日の放送にて、解答者全員が全問不正解という珍事が起こった。この珍事は1986年4月の放送開始以来26年目、1183回目にして初。番組内にてトップ賞が不在となったため、特別措置としてパーフェクト達成時にプレゼントされる海外旅行を視聴者プレゼントした[33]。
- 24日 - フジテレビ系にて、これまで単発特番として放送されてきたダウンタウン司会の『爆笑 大日本アカン警察』がレギュラー放送開始（ - 2013年9月8日）[34]。ダウンタウンが同局の日曜8時枠でコンビによるレギュラーを持つのは『ダウンタウンのごっつええ感じ』（1991年12月8日 - 1997年11月9日）以来13年半ぶりとなった。
- 25日 - NHK総合『ひるブラ』が1か月遅れてこの日から放送を開始。当初3月28日から放送開始の予定だったが、東日本大震災の特別報道体制の為、1か月遅れでの放送開始となった（ - 2018年3月28日）。
- 27日
  - テレビ朝日系『徹子の部屋』がこの日の放送を以て通算8691回を迎え「同一司会者による番組の最多放送回数記録」でギネス・ワールド・レコーズに認定された。同日19時に放送された特別番組『出張!徹子の部屋 お宝映像も大放出SP パート2』にて、司会の黒柳徹子への表彰が行われた。
  - 毎日放送制作・TBS系水曜22時枠、浜田雅功（ダウンタウン）司会の『ジャパーン47ch』放送開始（10月19日より21時からの2時間番組となり『ジャパーン47chスーパー!』へリニューアル、12月7日終了）。
- 29日
  - 国会にて、この日に祝日では異例となる衆議院予算委員会が開催されたことによりNHK総合が国会中継を編成。この為、全日本柔道選手権大会中継を教育テレビで行うなど、当初予定の編成を差し替える措置を執った。
  -  イギリスのウィリアム王子とキャサリン妃の結婚式が行われたこの日、日本テレビ系にて結婚式の模様を現地より地上波ゴールデンタイム独占（金曜スーパープライム枠）で衛星生中継した。この模様はNHK BS1でも特別番組を編成して中継された他、NHK『NHKニュース7』でも生中継された。

### 5月
- 1日 - NHK総合で参議院予算委員会の審議による国会中継を放送。これにより、予定していた競馬中継・天皇賞 (春)の放送を取りやめた。
- 5日 - テレビ東京系『石川遼スペシャル RESPECT 〜ゴルフを愛する人々へ〜』の収録が行われていた栃木県那須烏山市のゴルフ場で、哀川翔が打った打球が収録を見に来ていた女性ギャラリーに当たる事故が発生した。女性は直ちに病院に運ばれ全治一週間と診断された。同局は収録を中止すると同時に再発防止策を講じるコメントを発表した[35]。
- 7日 - 日本テレビ系の4月期土曜ドラマ『高校生レストラン』がこの日から放送開始。主演の松岡昌宏(TOKIO)は同枠では7作品目[注 15] で、これまでの西田敏行[注 16]、水谷豊[注 17] の6作品を抜く最多主演記録。当初4月23日開始予定が東日本大震災の影響で撮影が中断していたため、2週遅れての開始となったものの、7月2日まで9回にわたり放送された（平均視聴率:10.68%（関東地区）、ビデオリサーチ調べ）。なお同作品は原田芳雄（7月19日没）の最後のテレビドラマ出演となった。
- 8日
  - NHKが、田中好子の追悼番組として、総合テレビで田中主演ドラマ『鳥帰る』(1996年5月4日放送)、BSプレミアムでキャンディーズを特集したドキュメンタリー『わが愛しのキャンディーズ』(2006年7月17日、BS2で放送)をそれぞれ放送。
  - KinKi Kids司会のフジテレビ系『新堂本兄弟』が前身番組の『堂本兄弟』(2001年4月〜2004年9月)として放送開始されて10周年を迎えたのを機にレギュラー出演者を大幅入れ替え。「堂本ブラザーズバンド」の新メンバーに、シンガーソングライターの槇原敬之と歌手の西川貴教(T.M.Revolution)、AKB48の高橋みなみがこの日から新加入。槇原はテレビ番組かつバラエティ番組は初のレギュラー[36]。なお、ブラザー・トムと深田恭子、HALCALIは4月24日放送分で同番組を卒業した。
- 9日〜16日 - テレビ東京系にて『世界卓球2011ロッテルダム』を中継放送。フリーアナウンサーの福澤朗と、アイドルグループのAKB48がメインキャスターを務めた[37]。同大会は5月8日〜15日の8日間（現地時間） オランダのロッテルダムで開催され、現地から衛星生中継された。
- 9日 - テレビ東京系のアニメ『毎日かあさん』が、 中国・上海で開催の第17回上海テレビ祭で、中国テレビ界で最も権威があるとされるマグノリア賞「最優秀外国アニメ部門」にノミネートされた[38]。
- 10日 - NHK総合『サラリーマンNEO Season 6』がこの日より放送開始。当初は4月5日からの予定だったが、東日本大震災の影響で1か月遅れで開始。今シーズンは9月27日まで放送された。
- 11日 - タレントでグラビアアイドルの上原美優が急死（24歳没）。これに伴いテレビ各局は、死亡前に収録した番組の対応に追われた。
  - 日本テレビ系金曜スーパープライム枠13日放送の上原がゲスト出演した特番『世界☆ドリームワーク』に於いて、上原の出演部分にモザイク処理を施して放送。また同様に上原がゲスト出演していた27日放送の『ギネス世界記録の美女100人』(5月5日収録)も、冒頭にお断りテロップを表示して放送した。
  - TBS系『飛び出せ!科学くん』では、14日の上原がロケでゲスト出演した回(4月26日収録)を、お断りテロップと哀悼メッセージを加えてそのまま放送した。
  - フジテレビは、13日深夜に放送の上原がゲスト出演した深夜番組『センスの神様』(5月1日収録)をお断りテロップ表記でそのまま放送した。
  - 朝日放送のナイトinナイト木曜日『ビーバップ!ハイヒール』では、19日の放送で上原がゲストパネラーとして出演した回(5月4日収録)の予定を変更して同番組の2010年1月14日放送分の再放送（ゲスト:夏川純）に差し替えた。なお、上原が出演した回は翌週（5月26日）に延期され、お断りテロップ表記付きで放送された。
  - NHK金沢放送局は、上原がゲスト出演し、東日本大震災に伴い本放送が遅れていた『よせがき☆テレビ かいてみんけ↑』第3回の再放送を取り止めたほか、第2回終了後は長く残していた番組公式サイトについても早々に削除した。
- 16日
  - 朝日放送・テレビ朝日系『パネルクイズ アタック25』の司会を1975年4月の番組開始以来36年間[注 18] 務め、『ありがとう』(1970年、TBS)『HERO』(2001年、フジテレビ)など数多くのテレビドラマに出演、名脇役としても知られた俳優の児玉清がこの日午後、胃がんのため死去（77歳没）[39][40]。児玉は3月31日より肝機能障害を理由に当面休養し、5月11日に無期限休養に入っていた。なお、最後のテレビ出演は日本テレビ『ワーズハウスへようこそ』4月30日放送分で、『アタック25』の出演は4月10日放送分が最後となった。
  - 日本PTA全国協議会の調査結果が発表され「(保護者が)子供に見せたくない番組」は、テレビ朝日系『ロンドンハーツ』が8年連続で第1位となった。以下、同局系アニメ『クレヨンしんちゃん』フジテレビ系『めちゃ×2イケてるッ!』の順[41]。一方「子供に見せたい番組」では、日本テレビ系『世界一受けたい授業』が5年連続第1位。以下、テレビ朝日系『そうだったのか!池上彰の学べるニュース』NHK大河ドラマ『龍馬伝』と続く[42]。
- 16日・30日 - フジテレビ系月9ドラマ『幸せになろうよ』（主演：香取慎吾。4月18日 - 6月27日、全10回）にて、木曜劇場『BOSS 2nd Season』（主演：天海祐希。4月14日 - 6月30日、全11回）とのコラボレーションが行われた。16日放送の第5話に『BOSS』レギュラーの温水洋一が「山村啓輔」（『BOSS』での役名）役で出演。また30日放送の第7話でも玉山鉄二が「片桐琢磨」（『BOSS』での役名）役で出演した。なお、同時期に同局で放送されたドラマのコラボレーションは、1997年4月期に放送された『ギフト』の木村拓哉と『いいひと。』（関西テレビ制作）の草彅剛のSMAPメンバー主演作品でそれぞれ互いにドラマの役名でゲスト出演して以来14年ぶりであった。
- 17日 - テレビ東京系『ヤンヤンJUMP』の収録中、お笑いコンビライセンスの藤原一裕が怪我をしたことを、同局が発表。藤原は14日の同番組収録で、ハンドボールを基にしたゲームに参加、シュートをして着地した際に左膝を負傷。病院で診断の結果、左膝前十字靱帯損傷と診断され、全治6カ月[43]。
- 22日 - 朝日放送は16日に77歳で死去した俳優・児玉清を偲び、同日の『パネルクイズ アタック25』を変更し『さようなら児玉清さん 〜パネルクイズ アタック25特別番組〜』と題する追悼特別番組を放送。なお通常の『アタック25』は同局アナウンサー浦川泰幸が引き続き代役を務め、翌週29日から再開。なお、29日放送の冒頭でも浦川が児玉追悼の旨を伝えた。
- 28日
  - 体調不良の為芸能活動を休業していた松嶋尚美（オセロ）がこの日放送された毎日放送・TBS系『知っとこ!』の生出演で1か月ぶりに復帰した。
  - NHK BSプレミアム『週刊ブックレビュー』では、かつての司会者であった児玉清を偲び「児玉清 本と歩いた18年」と題する追悼特別企画を放送した（29日深夜、6月3日正午にもそれぞれ再放送された）。
- 29日 - NHK総合『NHKとっておきサンデー』にて、俳優の児玉清の追悼企画として、児玉が出演した2010年の大河ドラマ『龍馬伝』の第7話「遥かなるヌーヨーカ」(2010年2月14日放送)を再放送した。また『土曜スタジオパーク 龍馬伝スペシャル』(2010年11月20日放送)の一部も再放送され、更に、世界旅行バラエティ番組『世界びっくり旅行社』で児玉と共演したアナウンサー黒崎めぐみも出演し児玉を追悼した。
- 31日 - BPOの放送倫理検証委員会は、日本テレビ系『news every. サタデー』1月8日放送にて取り上げたペットビジネス特集で、ペットサロンの運営会社社員を利用者として報道したことについて「報道機関の社会的使命に背く行為で、放送倫理に違反する」とした意見書を公表した[44]。
- 月内 - 4月21日に55歳で死去した女優、田中好子の追悼番組を、CSチャンネル各局において緊急編成にて放送した。
  - ファミリー劇場では2日〜7日(5日除く)に、フジテレビ系火曜ワイドスペシャル枠で放送された『ドリフ大爆笑』(1977年〜)のキャンディーズが出演した回を特別編成で放送した。
  - フジテレビONEでは3日に『夜のヒットスタジオ』(1968年11月〜1990年10月)のキャンディーズが出演した5回分を特別編成で放送した。
  - TBSチャンネルでは1日に『筆談ホステス』(北川景子主演、毎日放送制作、2010年1月11日)、5月28日に『ひまわり〜夏目雅子27年の生涯と母の愛〜』(仲間由紀恵主演、2007年9月16日・月曜ゴールデン特別企画)といった田中出演のスペシャルドラマを放送した。
  - その他、日本映画専門チャンネルや時代劇専門チャンネルなどでも田中出演のドラマ、映画を編成して放送した。

### 6月
- 4日 - フジテレビ系にて、 アメリカ合衆国4大ネットワークの1つ、NBCで35年にわたり放送されている人気長寿バラエティ番組『サタデー・ナイト・ライブ』の日本リメイク版『サタデー・ナイト・ライブJPN』が放送開始。よしもとクリエイティブ・エージェンシー（以下、よしもと）所属のタレント、明石家さんまと今田耕司が司会を務め、土曜23時10分枠で月1回生放送（本来同枠で放送している『ピカルの定理』のレギュラー出演者〔ピース、モンスターエンジン、平成ノブシコブシ、ハライチ、大島麻衣、渡辺直美、夏菜〕も出演している）[45]。
- 9日 - 『AKB48 22ndシングル選抜総選挙』最終日のこの日、AKB48がレギュラー出演している日本テレビ系『なるほど!ハイスクール』内にて総選挙の速報を生放送で伝えた。また、TBS（関東ローカル）深夜の『有吉AKB共和国』でも緊急拡大生放送し、総選挙の模様を伝えた。
- 10日 - BPOの放送倫理検証委員会はこの日、テレビ東京系『ありえへん∞世界』にて不適切な内容があったとして、審議入りを決定。問題となったのは1月に放送した同番組で沖縄県南大東島のサトウキビ農家を取り上げた際「年収1千万円以上の農家が150〜200人」などと放送し、誤解を招いたとするもの。同局に南大東村村長から抗議があり、6月7日放送の同番組で謝罪した[46]。なお9月27日、BPOが同番組について、放送倫理違反があったと公表している[47]。
- 12日 - テレビ東京『月刊MelodiX!』（深夜、関東ローカル）の収録中に、女性アイドルユニットぴゅあふるのメンバー綾川小麦と藤崎麻美の2人が落下事故で負傷。同局が翌13日、謝罪コメントを発表した[48]。
- 15日 - NHK総合『スタジオパークからこんにちは』で、4月21日に死去した田中好子を偲んで、田中が同番組に出演した際のVTR映像などを放映した。
- 17日・24日 - TBS系4月期金曜ドラマ『生まれる。』の最終2週に豪華ゲストとして、17日放送の第9話にはよしもと所属の女性芸人・友近が、また24日放送の最終話には森三中の大島美幸が出演した[注 19][49]。
- 18日 - フジテレビ系『はやく起きた朝は…』の舞台版が15周年の節目を迎えることを記念して、番組プロデューサー三宅恵介自ら監督を務める番組初の映画化作品『はやく起きた朝は… オン・ステージ THE MOVIE』公開。
- 22日
  - NHKは2013年の大河ドラマについて、当初の構想（予定）から震災関連プロジェクトに変更し、福島県出身の人物であり、同志社大学創設者新島襄の妻にして、同志社女子大学創立者の一人でもある新島八重を主人公とする『八重の桜』の制作を決定。主役の新島八重役を務める綾瀬はるかの記者会見を含めて正式に発表した。
  - テレビ朝日系『徹子の部屋』が、この日の放送で史上最多となる放送回数9000回を記録（ゲスト：織田裕二）。
- 25日 - テレビ朝日系4月期木曜ドラマ『ハガネの女 season2』（4月21日〜6月16日）で、同作の原作者である漫画家の深谷かほるが4月28日に放送された同作の第2話でアスペルガー症候群の小学生児童を取り上げた内容に、「教師と児童、保護者の描写に同意しない」との理由で原作者の立場を降板していたことがこの日分かった。同時に同作の原作者のクレジット表記も削除されたことも明かした[50]。
- 26日
  - TBS系4月期日曜劇場『JIN-仁-完結編』最終回が平均視聴率26.1%、瞬間最高視聴率31.7%（関東地区、ビデオリサーチ調べ）を記録。他地区の平均視聴率は関西（MBS）29.2、名古屋（CBC）28.8、札幌（HBC）28.5、北部九州（RKB）21.7%だった（いずれもビデオリサーチ調べ）。また同日、ひかりTVが「後世に残したいドラマ」ランキングを発表、1位は『JIN -仁-』（TBS、2009年10月期・2011年4月期）。以下『3年B組金八先生』(TBS、1979年-2011年)『相棒』(テレビ朝日、2002年-)『ロングバケーション』(フジテレビ、1996年4月期）『1リットルの涙』(フジテレビ、2005年10月期)が続いた[51]。
  - TBS系『THE世界遺産』では、東京都の小笠原諸島が日本時間の6月24日に フランス・パリで開かれた第35回世界遺産委員会で世界遺産に登録されたのに伴い、急遽予定を変更して小笠原諸島編に変更して放送する予定であった。しかし26日に岩手県の平泉が世界遺産に登録されたため、予定をさらに変更して平泉編を放送。なお、小笠原諸島編は7月3日に繰り下げて放送された[52]。
  - TBS系にてこの日の朝6:45と11:30に放送したJNNニュースで、毎日放送から配信された大阪府の平野区韓国人母娘殺害事件の被害者の女性の顔写真を別人と間違えて放送し、同日の『Nスタ』でキャスターの蓮見孝之アナウンサーが謝罪した[53]。毎日放送は誤報事件を受けて報道・情報番組全般のチェック体制を強化すると発表した。
- 29日 - NHKは平成24年度上半期の連続テレビ小説（NHK東京本局制作）について、堀北真希主演の『梅ちゃん先生』とすることを決定し、堀北自身の記者会見を含めて正式に発表した[54]。
- 30日 - BPOの放送倫理検証委員会は、BS11で1月から3月まで放送した政治討論番組『"自"論対論 参議院発』について、番組出演したゲスト全員が自由民主党議員であったことなどから「政治的公平性を損ない、放送倫理違反」として放送倫理に違反するとの意見書を公表。さらに、番組制作を同党に丸投げしていた事も指摘された[55]。

### 7月
- 1日 - テレビ東京系で夏恒例の『夏祭りにっぽんの歌』（1970年放送開始）を42年目にしてリニューアル。前年までの演歌中心から歌謡曲・ポップスなどジャンルを拡大し、タイトルも『プレミア音楽祭2011夏〜頑張ろう!にっぽんの歌〜』に改め、中野サンプラザより生放送した。
- 3日〜6日 - NHKが、 アメリカ合衆国の俳優ピーター・フォーク（6月23日没、83歳没）の追悼番組として、彼の代表作である米国テレビドラマ『刑事コロンボ』の4作品を連続放送。3日には総合テレビ『NHKとっておきサンデー』にて、スティーヴン・スピルバーグ演出による「構想の死角」を放送し、4〜6日はBSプレミアムにて「二枚のドガの絵」など3話を放送した。
- 3日 - フジテレビ系4月期ドラマチック・サンデー枠『マルモのおきて』でこの日放送の最終回が平均視聴率23.9%、瞬間最高視聴率27.5%（関東地区、ビデオリサーチ調べ）を記録[56]。関西地区での平均視聴率は20.6%（ビデオリサーチ調べ）だった。また、最終回の特別ゲストに、AKB48の前田敦子が主演する『花ざかりの君たちへ〜イケメン☆パラダイス〜2011』（7月10日 - 9月18日）の役名「芦屋瑞希」役で出演[57]。なお、 同日に前座番組として『マルモ』最終回直前の特別番組『愛菜ちゃん福ちゃんが総合司会!泣いて笑って2時間マルマル!元気モリモリSP!』が19時から放送された。特番の司会は『マルモ』で主役を演じた芦田愛菜と芦田の弟役を演じた鈴木福が務め、進行は同局佐野瑞樹・加藤綾子両アナウンサーが担当。特番では同ドラマの名場面やNGシーン、出演者の舞台裏などを紹介し、芦田が大ファンである 韓国の音楽グループKARAがサプライズゲストとして出演した。
- 5日 - 毎日放送は『全力☆が〜る』(関西ローカル、深夜)の企画コーナー収録を琵琶湖（滋賀県）で実施した際に、出演者として参加した男子大学生がプレジャーボートけん引ロープに右手を巻き込まれて親指を骨折する事故が発生したことを発表[58]。
- 6日
  - BPOの放送倫理検証委員会はこの日、テレビ東京系『月曜プレミア!・主治医が見つかる診療所』（2010年11月8日放送）と毎日放送『イチハチ』の2010年11月17日と2011年1月12日放送分のそれぞれ2番組3件について、放送倫理違反と断じた意見書を公表した[59]。
  - 日本テレビ系水曜19時枠で3月9日まで放送されていた『密室謎解きバラエティー 脱出ゲームDERO!』が装いも新たに『宝探しアドベンチャー 謎解きバトルTORE!』としてリニューアル、この日より放送開始[60]。東日本大震災の影響により3月16日以降『DERO!』の放送を中止し、単発特番などでつないでいた。なお『TORE!』は10月より月曜19時枠に移動。
  - 円谷プロダクション制作の老舗特撮シリーズ『ウルトラシリーズ』の開始（ウルトラマン生誕）45周年を記念して、同シリーズの過去の名作エピソードの再編集番組『ウルトラマン列伝』をテレビ東京系で放送開始[61]。
- 9日 - 24日のアナログ放送終了を前に、フジテレビ系にて、テレビのこれまでの歴史を振り返る特別番組『テレビを輝かせた100人』を19時より4時間にわたり放送。
- 10日
  - NHK『NHKのど自慢』司会の松本和也（NHKアナウンサー）が体調不良のため、この日鳥取県倉吉市で行われた公開生放送を欠席。急遽、前任の司会者を務めたアナウンサーの徳田章が代役で"復帰"。徳田はそのまま正式に司会復帰し、2013年3月まで司会を担当。
  - AKB48の前田敦子主演による、フジテレビ系7月期ドラマチック・サンデー『花ざかりの君たちへ〜イケメン☆パラダイス〜2011』がこの日から放送開始（ - 9月18日）。第1回の特別ゲストに、前週まで放送された『マルモのおきて』に出演していた子役の芦田愛菜と鈴木福が出演した。なお「花ざかり〜」第1回放送当日は前田の20歳の誕生日であり、この日放送の毎日放送・TBS系の人物密着ドキュメンタリー番組『情熱大陸』では前田の素顔に密着した。
- 16日 - TBS系にて、テレビ史上最長の7時間40分に及ぶ音楽特別番組『音楽の日』を19時から26時40分（17日未明2時40分）まで放送[注 20]。
- 18日 - 朝日放送『おはよう朝日です』の特別番組として『関西から届けよう!笑顔と元気 夏だ!おは朝!!元気スペシャル』をこの日13:55から4時間の生放送。同特番は東日本大震災の被災県である宮城県の東日本放送と福島県の福島放送にも同時ネットで放送された。
- 21日 - NHK BSプレミアムではこの日、原田芳雄（俳優。7月19日没、71歳没）の追悼特別番組として、2009年に製作された原田主演の単発ドラマ『火の魚』（広島局制作。2009年7月24日の中国地方での先行放送後、NHK-BShi（当時）で同年10月14日に全国放送）を再放送した。
- 22日 - アナログ放送終了まであと2日となったこの日、日本テレビ系金曜スーパープライム枠で"アナログ最後の金曜特番"として、萩本欽一の冠特別番組『欽ちゃん!30%番組をもう一度作りましょう』を放送。かつて多数のレギュラー番組を抱え"視聴率100%男"と呼ばれた萩本が、久々にコントに挑戦した。
- 23日〜24日 - フジテレビ系列27局（テレビ大分除く）にて、毎年恒例の長時間特別番組『FNS27時間テレビ めちゃ×2デジッてるッ!笑顔になれなきゃテレビじゃないじゃ〜ん!!』を放送。テーマは「デジタル完全移行」「笑顔」の2つで、中居正広（SMAP）とナインティナイン（以下、ナイナイ）が司会を務めた。なお中居は2006年以来5年ぶりの司会、中居とナイナイのコンビは2004年以来7年ぶりで、27時間放送は2008年以来3年ぶりとなった。なお24日正午前から『笑っていいとも!増刊号生SP』にてアナログ放送終了→デジタル完全移行の模様を放送。正午前からカウントダウンを実施、アナログ放送終了とともに、デジタル放送では『いいとも!』司会のタモリが番組オープニングテーマ曲「ウキウキWatching」（小泉長一郎作詞、伊藤銀次作曲）の特別バージョンを歌い、久々にオープニングで歌を披露した。
- 24日 - この日正午をもって地上アナログ放送が終了（東日本大震災で被害の大きかった岩手県・宮城県・福島県の3県を除く）、NHK・民放各局で記念特番を放送。なお各局とも正午のアナログ停波前にカウントダウン表示を行った。
- 25日 - 毎日放送『ちちんぷいぷい』の企画『河田直也の60日間ほぼ世界一周〜昔の人は偉かったザ・ワールド〜』の実施のため、同局アナウンサーの河田直也がこの日関西国際空港から世界一周の旅に出発（9月23日に帰阪）。
- 28日 - 日本テレビ系『スッキリ!!』のこの日の放送において、京都府木津川市で起こったアルバイト女性店員殺害事件について伝えた際、被害者の顔写真が別人のものだったことがわかり、当日番組内で謝罪した[62]。
- 30日 - NHKは前日からこの日にかけて新潟県並びに福島県で発生した集中豪雨災害（平成23年7月新潟・福島豪雨）報道のため、総合テレビにて断続的に「大雨情報」と題するNHKニュースを挿入。この為、一部の番組について放送時間を変更や差し替えなどを行った。

### 8月
- 4日 - 東海テレビ『ぴーかんテレビ』（中京ローカル、1998年 - ）にて、視聴者プレゼントコーナーの放送中に不適切なテロップが流れる放送事故が発生。同局に苦情が1万件以上寄せられ[63]、番組が打ち切りとなる事態となった。なお、同局では30日に検証番組『検証 ぴーかんテレビ不適切放送〜なぜ私たちは間違いを犯したのか〜』を1時間放送した。（→この件の詳細はセシウムさん騒動を参照。
- 10日 - TBS系『みのもんたの朝ズバッ!』司会のみのもんたが生放送に遅刻する珍事が起こった。遅刻の原因は首都高速道路で発生したひき逃げ死亡事故による大渋滞によるもの。みのは5時45分に東京・赤坂のTBS放送センターに到着し、5時49分より生放送に出演。また、みの本人が生放送を遅刻したのは史上初[64]。
- 11日 - 広島県はこの日までに、フジテレビ系ドラマチック・サンデー『花ざかりの君たちへ〜イケメン☆パラダイス〜2011』で、7日放送（第5話）にて主演の前田敦子（AKB48）が劇中で着ていたTシャツについて、同局に対し「（問題のTシャツの「LITTLE BOY」は）広島に投下された原爆の通称で（同県被爆者支援課に130件近く）苦情が寄せられており、配慮してほしい」と申し入れた。また、同局にも100件の問い合わせがあった[65][注 21]。
- 13日 - NHKで夏恒例の『第43回思い出のメロディー』を生放送。ただし、東日本大震災の影響による電力事情への配慮から、会場を例年のNHKホール（東京都渋谷区）ではなく、大阪府大阪市中央区のNHK大阪ホールに移して実施した。同ホールでの同番組の開催は初となるが、大阪での開催は1994年（第26回、大阪城ホール）以来17年ぶりであり、またNHKホール以外での開催は2002年（第34回）の大宮ソニックシティ（埼玉県さいたま市大宮区）以来9年ぶりとなった[66]。総合司会はNHK総合の朝の情報番組『あさイチ』でコンビを組む20th Centuryの井ノ原快彦とNHK東京アナウンス室所属アナウンサーの有働由美子が務めた。
- 15日 - テレビ朝日系『報道ステーション』、2004年（平成16年）4月の番組開始以来スポーツコーナーを担当してきた同局アナウンサー武内絵美が13日より産休に入るため、同番組ではこの日の放送より出演者のシフトの一部を変更。武内の後任として後輩アナウンサーの宇賀なつみが2代目のスポーツコーナー担当となり、宇賀が担当していた気象情報は3代目担当として、入社1年目の新人アナウンサー青山愛が登板[67]。
- 17日 - MBS・TBS系で放送の特別番組『1万人が選ぶニッポンの名場面』において、NHK元アナウンサー（2011年3月退職）で、フリーに転向した住吉美紀が司会として出演。住吉は同番組が民放初出演となった[68]。
- 19日 - 読売テレビ・日本テレビ系の夏恒例の特別番組『Iwataniスペシャル 鳥人間コンテスト2011』を放送。司会及び競技実況はフリーアナウンサーの羽鳥慎一（元NTVアナウンサー）が担当。かつてスポーツ実況で活躍した羽鳥が実況を務めたのは7年ぶりとなった[69] ほか、同大会にはよしもと所属のお笑い芸人、間寛平が競技に出場した。
- 20日・21日 - 日本テレビ系列で毎年夏恒例の『24時間テレビ34「愛は地球を救う」』を両日にわたり日本武道館から生放送。テーマは「力（ちから）〜わたしは、たいせつなひとり。〜」。総合司会は羽鳥慎一と同局アナウンサー（当時）の西尾由佳理[注 22] で、嘗ての『ズームイン!!SUPER』コンビによる司会となった。メインパーソナリティはジャニーズ事務所所属のアイドルグループ・関ジャニ∞、チャリティーパーソナリティーは堀北真希（女優）、番組パーソナリティは宮川大輔（お笑いタレント）と2009年(第32回)のマラソンランナーを務めたイモトアヤコ（タレント）、スペシャルサポーターは黒木瞳（女優）と真矢みき（同）がそれぞれ務めた。そして恒例の「24時間マラソン」は前年までの総合司会だった徳光和夫が70歳にしてランナーを務め完走。なお、徳光は歴代走者では2007年(第30回)の萩本欽一（当時66歳）を上回って史上最高齢を更新。また、マラソンのスターターは、徳光の憧れの人物である読売ジャイアンツ終身名誉監督の長嶋茂雄が務めた。21日夜放送終了後、続けて『行列のできる法律相談所』の生放送スペシャルが放送され、徳光らが生出演した。
  - 22日 - 『24時間テレビ34』の平均視聴率がこの日発表され、2日間平均で17.1%だったことがわかった。瞬間最高視聴率は36.4%（22日20時52分）。時間別平均ではPart7（22日16時59分-20時54分）の26.6%。21日に放送されたスペシャルドラマ『生きてるだけでなんくるないさ』は22.2%を記録（関東地区、ビデオリサーチ調べ）[70]。なお同日22時よりマラソンの舞台裏を紹介した特別番組『24時間マラソンの裏側』を放送、徳光が生出演した。
- 20日 - TBS系列の毎日放送で土曜日に放送されている情報番組『せやねん!』（関西ローカル）と、同じく中部日本放送（CBC）で土曜日の午前中に放送されている情報番組『なるほどプレゼンター!花咲かタイムズ』（中京ローカル）の2番組のコラボレーションによる特別番組『MBS・CBC開局60周年記念番組 でら知りたいねん! 大阪!名古屋! せやねん×花咲かタイムズお近づきスペシャル』がこの日13:30から両局で放送された[71]。同じ系列局で同一時間帯で放送されている番組のコラボは両局としては史上初の試みで、放送当日は「花咲か - 」の出演者（東貴博・友近・ハリセンボン他）が「せやねん!」の生放送を行っている大阪市此花区のMBSスタジオ in USJに駆けつけて「せやねん!」レギュラー（トミーズ・未知やすえ・千鳥他）と初対面を果たした。
- 21日 - 俳優の竹脇無我が小脳出血のため67歳で死去。TBSでは翌22日、関東ローカルにて再放送していた『大岡越前・第12部』にてお悔みテロップを表示した。23日には追悼特別企画として、竹脇が出演したスペシャルドラマ『おやじのヒゲ20』（1996年4月29日、月曜ドラマスペシャルにて放送）を13時55分より再放送（関東ローカル）[72]。また25日にはBS-TBSにて、竹脇が出演したスペシャルドラマ『おやじのヒゲ11』（1991年11月4日、月曜ドラマスペシャルにて放送）が追悼番組として放送された[73]。
- 23日 - 吉本興業は同日、所属のタレントで司会者、漫才師の島田紳助が暴力団関係者と親密な携帯メールのやり取りをしていたとして、同日限りで芸能活動から引退することを発表、紳助自身も同日夜の記者会見にて一連の経緯などについて説明を行った。これを受けて、司会を務めていたレギュラー番組を放送していた各局は、紳助出演番組に関してそれぞれ対応に追われた。
  - 日本テレビ系『行列のできる法律相談所』の8月28日放送分及び『人生が変わる1分間の深イイ話』の8月29日放送分を休止。なお両番組とも紳助抜きで放送継続することとなり、『行列〜』は準レギュラーの東野幸治らが週1回交代で司会を担当[74]。一方『深イイ話』は2008年2月の番組開始時から司会を務めている羽鳥慎一が9月5日放送分からメインとなり、コメンテーターは週替わり制へ移行。また、28日は『世界の果てまでイッテQ!』を、29日は『しゃべくり007』をそれぞれ2時間スペシャルで放送した。
  - テレビ東京系では、1994年（平成6年）の開始当初から紳助が司会を務めていた『開運!なんでも鑑定団』について、8月30日放送分以降は今田耕司が代役を務めた（こちらも参照）。
  - フジテレビ系では24日、紳助司会の『クイズ!ヘキサゴンII』の放送を中止、代替番組として『タカトシ・温水の1000円握って食べまくり旅』を再編集したスペシャル番組を放送[75]。また31日も同番組を除く水曜日のゴールデンタイム3番組合同の3時間特番『人気バラエティ合体!はねるホンマ!?123ぶち抜き!ゆかた祭り』として放送した。この他、同局運営のCS放送、フジテレビONEで再放送していた紳助出演のバラエティ番組『オレたちひょうきん族』（地上波放送：1981年5月 - 1989年10月）も当面休止となった。
  - 朝日放送のナイトinナイト月曜日で、1993年（平成5年）から紳助が長年に渡って司会を務めてきた『クイズ!紳助くん』（関西ローカル）では、8月29日以降の放送分を「熱血!なにわ突撃隊スペシャル」とタイトルを変え、ロケVTRのみの内容に特化して放送した。なお、同局子会社のCS放送スカイ・A sports+では同番組の再放送について、8月中及び9月予定分の放送をすべて取りやめた[76]。
  - また、フジテレビの『お台場合衆国』、TBSの『夏サカス』と、開催中だった各局イベントでも紳助番組関連の展示を中止、変更する等の措置をとった（各イベントの項も参照）。
- 26日 - 2009年（平成21年）6月に劇場公開されたアニメ映画『ヱヴァンゲリヲン新劇場版:破』がこの日、日本テレビ系金曜ロードショーにて『ヱヴァンゲリヲン新劇場版:破 TV版』としてテレビ初放送[77]。
- 27日 - テレビ東京にて毎年夏恒例の隅田川花火大会を生中継（関東ローカル）[注 23]。俳優の高橋英樹とともに司会を担当するアナウンサーが、前年までの大江麻理子から繁田美貴に交代。また、東日本大震災被災地の一つである宮城県東松島市からの中継も交えて放送された。
- 27日〜9月4日 - TBS系にて、 韓国・大邱広域市で開催の『世界陸上 韓国テグ』を独占中継。メインキャスターは、俳優で歌手の織田裕二と、フリーアナウンサーの中井美穂のコンビが担当。織田と中井はTBSが世界陸上の独占放映権を獲得した1997年（平成9年）の ギリシャ・アテネ大会より8大会連続の司会となった[78]。会期は9日間にわたり、地上波JNN系列やBS-TBSなどで放送された。
- 29日 
  - 日本テレビ『ぶらり途中下車の旅』にて1992年（平成4年）10月3日の放送開始から軽妙なナレーションを披露し、番組のもう一つの顔として知られ、テレビ創成期から声優としても活躍した滝口順平がこの日午前、80歳で死去[79]。なお『ぶらり途中下車の旅』で最後にナレーションを担当したのは7月30日放送分であった。
  - フジテレビ系『ニュースJAPAN』のキャスターを務める同局アナウンサーの秋元優里がこの日より病気休養。尚、秋元自身は8月22〜26日の週は夏季休暇を取得して不在であったが、その後、秋元本人に咽喉部の疾患（深頚部膿瘍）が発見されて切開手術を受けるなど入院治療をしていた。秋元の休養中は後輩アナウンサーの大島由香里と椿原慶子が代行で務め[80]、秋元は9月19日の放送から番組に復帰[81]。
- 31日 - TOKIOのメンバー、山口達也がこの日、水曜日にレギュラー出演している日本テレビ系『ZIP!』に出演し、運転免許の更新をせず2011年2月から半年間無免許で自動車を運転していた（このため、交通違反の取り締まりを受けた）件について番組冒頭で謝罪[82]。なお、山口が出演しているNHK Eテレ『Rの法則』は同日放送分を見送ったほか、CM出演していたヤマト運輸、富士重工業などの企業がCM放送を当面見合わせる方針を決めた[83]。

### 9月
- 3日
  - 日本テレビは、この日放送の『ぶらり途中下車の旅』を当初予定（西武鉄道池袋線の旅）から、当番組ナレーターを番組開始当初より務め、8月30日に死去した滝口順平を偲び「さようなら滝口順平さん」と題する追悼特集に差し替えて放送した。
  - テレビ朝日系では、この日放送予定だった島田紳助司会の特別番組『名医だらけの最強病院』を、紳助の引退に伴い放送を取りやめ、代わって『アメリカ本国直撃取材!!FBIプロファイル〜科学捜査&心理分析』が放送された[84]。
- 4日
  - テレビ朝日系、東映制作の特撮シリーズ平成仮面ライダーシリーズ第13作にして、仮面ライダー生誕40周年記念作品となる『仮面ライダーフォーゼ』をこの日から放送。同作は有人宇宙飛行50周年を記念し、仮面ライダー史上初めて宇宙へ飛び出すほか、シリーズ史上初めての学園青春ドラマとして描かれる。なお、主題歌はモデル、歌手の土屋アンナが担当。
  - フジテレビ系『ウチくる!?』（渡辺プロダクション制作）で中山秀征のパートナーとして、8月21日放送分で卒業した久保純子に代わって、歌手でタレントの中川翔子がこの日の放送から出演。なお中川は10月11日より『とくダネ!』にも隔週火曜日のレギュラーコメンテーターとして出演している。
  - NHK総合『NHKのど自慢』はこの日、兵庫県赤穂市から公開生放送を予定していたが、台風12号接近のため中止となった。
- 7日 - TBS、島田紳助の引退に伴い『紳助社長のプロデュース大作戦!』を8月16日放送分をもって打ち切りを正式決定[85]（こちらも参照）。
- 10日 - プロ野球パ・リーグ公式戦『楽天対日本ハム』戦(日本製紙クリネックススタジアム宮城)をフジテレビが13時58分から16時55分まで生中継。当初、同局での中継予定はなかったが、2006年の第88回全国高等学校野球選手権大会決勝で投げ合った楽天・田中将大(駒大苫小牧)、日本ハム・斎藤佑樹(早稲田実)両投手の初対決として注目され、急遽中継された[86]。なお、同カードは北海道文化放送へもネットされた。また、東北地方ではNHK総合（東北6県）で中継された[注 24]。
- 11日 - バトルスピリッツ ブレイヴ1年間で放送が終了した。
- 14日 - テレビ東京系『やりすぎコージー』が終了、前身番組『やりにげコージー』から7年の歴史に幕[87]。
- 17日 - 毎日放送、朝日放送、関西テレビ、読売テレビ及びテレビ大阪の在阪民放5局と吉本興業の共同企画による特別番組『元気と笑顔を東北へ!在阪5局リレー生放送』がこの日11時58分から毎日放送→読売テレビ→テレビ大阪→朝日放送→関西テレビの順番で放送された。
- 18日 - NHKが、宇宙からの生中継を交えた生放送特別番組『宇宙の渚に立つ〜世界初・生特番〜』を放送。番組ではNHKが新開発した超高感度カメラを宇宙航空研究開発機構（JAXA）と共同で国際宇宙ステーション（ISS）に持参し、オーロラなど宇宙の神秘映像を生中継したほか、ISSに長期滞在中の宇宙飛行士の古川聡がカメラマン兼リポーターで出演した。司会はSMAPの香取慎吾と、同局アナウンサー有働由美子が務めた。番組は17時と19時30分にBSプレミアム、19時30分に総合テレビでそれぞれ放送し、また21時からは総合テレビでNHKスペシャル『世界初中継 宇宙の渚』として放送された[88]。
- 19日
  - TBSはこの日、9月4日の放送中にトラブルで中断した『EXILE魂』（MBSと共同制作）の同日放送分を、14時55分より関東ローカルで再放送。
  - テレビ東京月曜10時枠の連続ドラマ『IS〜男でも女でもない性〜』がこの日最終回を迎え、同時に月曜夜10時のドラマ枠を廃止。同枠は2010年10月より開設し『モリのアサガオ』から『IS』まで4本の社会派作品を送り込んだが、視聴率低迷によりわずか1年で廃枠となった[87]。
- 20日
  - テレビ東京系『開運!なんでも鑑定団』にて、8月30日放送分から司会を務めていた今田耕司がこの日の放送より正式に司会に就任。
  - 朝日放送は島田紳助の引退に伴い、1993年10月から放送されていた紳助の冠番組で、ナイトinナイト月曜日に放送していたクイズ番組『クイズ!紳助くん』の打ち切りを正式に発表[89]。同番組は紳助引退の余波で8月29日より休止し、26日まで同番組スピンオフの『熱血!なにわ突撃隊スペシャル』でつないできた。18年の歴史に幕。
- 21日 - NHK総合では台風15号の影響により、連続テレビ小説『おひさま』や定時ニュースを除き通常番組を休止、台風関連ニュースを終夜編成。このため、大相撲秋場所「11日目」の大相撲中継はEテレに移行、17時から放送された（ただしデジタル023chで通常番組を継続）。
- 23日 - TBS系にて、毎年秋恒例のコント日本一決定戦『キングオブコント2011』決勝戦を生放送。ロバート（よしもと所属）が合計1876点を獲得して優勝[90]。
- 24日
  - 日本テレビ系『メレンゲの気持ち』のMCを久本雅美とともに務めていた歌手の松浦亜弥、タレントの臼田あさ美がこの日の放送を以て卒業[91]。
  - TBS系で土曜19時枠に放送されていた『飛び出せ!科学くん』が、この日の2時間スペシャルを以て終了。同番組は2009年4月に深夜バラエティ枠吉崎金門海峡で開始し、2010年4月よりゴールデン枠に進出した。
  - 日本テレビ系『週末のシンデレラ 世界!弾丸トラベラー』のMCの一人で、放送開始以来出演していたモデルの梨花が、この日の放送を以て卒業。11月の第1子出産を控え産休の為[92]。
- 25日
  - テレビ朝日系『サンデー・フロントライン』が終了。同番組は『サンデープロジェクト』（朝日放送との共同制作）の後継番組として2010年4月より放送開始し、同局元アナウンサーの小宮悦子がキャスターを務めていた。同番組終了により、小宮の出演番組がなくなった[93]。
  - テレビ東京アナウンサーの相内優香が、週末キャスターを担当していた『neo sports』を同日放送で降板[94]。
- 26日 - テレビ朝日系ネオバラエティ月曜日に放送していた爆笑問題司会の『雑学王』が終了[95]。同番組は2007年10月に『クイズ雑学王』として開始、2008年1月よりゴールデンタイム（水曜20時枠）に進出。2010年4月よりネオバラエティ月曜日枠で放送していた。今後は特番で継続。
- 27日 - 国際エミー賞の時事問題部門に、2010年10月24日にNHK総合で放送されたNHKスペシャル『奇跡の生還〜スクープ チリ鉱山事故の真実』が選出された[96]。
- 28日 - フジテレビ系『クイズ!ヘキサゴンII』がこの日を以て終了。2003年（平成15年）4月に開始した前身番組『クイズ!ヘキサゴン』から司会を務めていた島田紳助の引退に伴い、一度は代替司会者での続行を模索したが、紳助引退後の視聴率低迷により、打ち切りが決定。同日は『クイズ!ヘキサゴンII卒業式 超クイズパレード! 2時間スペシャル』として2時間特番で放送、9年間の番組の歴史に幕[97]。最終回SPの視聴率は10.9%（関東地区、ビデオリサーチ調べ）だった。
- 29日 - TBS系で1990年（平成2年）10月から断続的に放送されてきたシリーズドラマ『橋田壽賀子ドラマ 渡る世間は鬼ばかり』がこの日放送の第10シリーズ最終回をもって全シリーズを終了、20年の歴史に幕。通算500回となった最終回には、第1シリーズから第7シリーズ(2004年（平成16年）4月 - 2005年（平成17年）3月)まで主演の泉ピン子の姑役で出演していた赤木春恵と赤木の孫娘役として上戸彩がそれぞれ特別ゲストで出演。最終回の平均視聴率は最終シリーズでは最高となる22.2%、瞬間最高視聴率25.0%（関東地区、ビデオリサーチ調べ）を記録して幕を閉じた。
- 30日
  - フジテレビ『めざにゅ〜』のMCを2003年（平成15年）10月1日の番組開始から担当（担当曜日は時期ごとに変遷）したフリーアナウンサーの杉崎美香[98]、日本テレビ系『Oha!4 NEWS LIVE』（日テレNEWS24（CS）制作）MCの坂木萌子（フリーアナウンサー）が、それぞれこの日の放送をもって卒業。
  - 毎日放送『ちちんぷいぷい』で1999年（平成11年）の番組開始から総合司会を務めてきた同局専属パーソナリティで元同局アナウンサーの角淳一がこの日放送を最後に卒業。角は番組開始当初は全曜日を担当していたが、2011年現在は月・火曜日のみの司会に留まっていた[99]。角は自身最後の週となった26〜30日の一週間全曜日に出演し、最終日は桂ざこばや大平サブロー、堀ちえみら各曜日のレギュラーメンバーが出演し、かつて同局で放送していた『あどりぶランド』の1コーナーであった「よってたかってインタビュー」[100] など卒業特別企画を放送した[101]。
  - TOKYO MXの平日朝の情報番組『U・LA・LA@7』のMCを前身番組『U・LA・LA』（2006年7月 - 2009年3月、平日正午枠）時代から務めた、モデルでタレントのSHELLYが同番組を卒業、番組も前身から数えて5年3カ月の歴史に幕。なお10月3日より後番組『ULALA ナナパチ』に引き継がれ、タレントのホラン千秋と声優の平賀三恵のコンビが司会を務める。
  - 日本テレビ系『news every.』のキャスターを務めていた丸岡いずみの降板がこの日、同局から発表された。丸岡は2010年3月29日の同番組開始と共にキャスターに就任。8月30日以降、体調不良のため休養していた[102]。

### 10月
- 1日
  - NHKの連続テレビ小説『おひさま』がこの日最終回を迎え、ゲストとして、女優でタレントの黒柳徹子が出演。黒柳の役柄は主人公の陽子（井上真央）の友人である育子（満島ひかり）の現代の姿を演じた。黒柳の連続テレビ小説出演は1987年（昭和62年）前期に放送された『チョッちゃん』以来24年ぶり。最終回の視聴率は関東21.6%、関西19.3%。一方、全156回の平均視聴率は関東18.8%、関西16.5%（ビデオリサーチ調べ）だった。
  - 日本テレビ系ではこの日、以下の各番組において司会者、ナレーションの交代が行われた。
    - 『ぶらり途中下車の旅』では、8月29日に死去した滝口順平の後任ナレーターとして、タレントで俳優の藤村俊二がこの日から担当[103]。
    - 『メレンゲの気持ち』は、新MCメンバーに子役の芦田愛菜と女性ピン芸人のいとうあさこが加わり、久本雅美と共にMCを務める。なお、芦田は同番組では歴代最年少の司会者となる[104]。
    - 『週末のシンデレラ 世界!弾丸トラベラー』は梨花に代わって、モデル・タレントの佐々木希がMCに加入。

  - テレビ朝日では『やじうまテレビ!〜マルごと生活情報局〜』土曜版（9月24日終了、平日は継続）に代わって、土曜朝枠に城島茂（TOKIO）司会の情報バラエティ番組『城島茂の週末ナビ ココイコ!』を開始[105]。
  - TBS系では土曜朝の毎日放送制枠を大幅に変更。7時30分から30分間、タレントでエッセイストの阿川佐和子司会によるトーク番組『サワコの朝』を毎日放送とTBSの共同制作によりこの日から放送を開始。これに伴い、前週の9月24日まで7時30分からの開始だった土曜朝の情報生番組『知っとこ!』（毎日放送制作）は8時からの開始となり、これまでの2時間枠から、2006年3月以来5年半ぶりに1時間30分枠に戻る。
  - TBS系で改編期恒例の『オールスター感謝祭'11秋 芸能界No.1決定戦』を5時間半にわたり放送。41回目となったこの回は、1991年（平成3年）10月の第1回放送時から総合司会を務めていた島田紳助の引退により、今田耕司、田村淳（ロンドンブーツ1号2号）、東野幸治の順によるリレー司会となった。一方、同様に第1回から司会を務めているタレントの島崎和歌子は続投。
  - フジテレビ系『もしもツアーズ』（一部地域を除く）は、お笑いコンビはんにゃ、ジャニーズ事務所所属のKis-My-Ft2、2代目ツアーガイドとして女優の平愛梨が新レギュラーとして出演。ナレーションも第1回放送から務めた同局アナウンサー武田祐子が産休のため、お笑いタレントの柳原可奈子へ交代。
  - テレビ東京系『neo sports』土曜日の放送時間を22時30分開始に繰り上げ。同局で土曜日22時台にスポーツニュースが放送されるのは『スポーツTODAY』以来23年半ぶり。また9月で降板した相内優香に代わり、同局入社1年目のアナウンサー紺野あさ美を新レギュラーに登用。なお、紺野は水曜日も担当[106]。
    - 土曜日の『neo sports』放送時間繰り上げに伴い、22時30分に放送していた『石川遼スペシャル RESPECT 〜ゴルフを愛する人々へ〜』を22時55分開始に繰り下げ、『FOOT×BRAIN』を23時30分開始へ繰り上げ。これにより22時30分からスポーツ番組の3階建て編成が開始された。
- 2日
  - テレビ朝日系で日曜午前と昼の報道・情報系番組をリニューアル。
    - 平日夜のニュース番組『報道ステーション』日曜版として、午前10時枠で新報道番組『報道ステーション SUNDAY』を開始。メインキャスターは長野智子、サブキャスターは富川悠太[107]。
    - 正午枠の情報ワイド番組『サンデースクランブル』（一部地域除く）も放送時間が再拡大、11時45分〜12時55分（70分）に復す。MCもテレビ朝日アナウンサーの下平さやかと小木逸平に交代[107]。

  - テレビ東京系『JAPAN COUNTDOWN』がこの日から日曜午前9時30分に放送枠を移動。同時に制作局がテレビ東京からテレビ大阪に移管された[注 25]。
- 3日〜
  - NHKの平成23年度後期連続テレビ小説『カーネーション』（NHK大阪放送局制作、尾野真千子主演）が放送開始（ - 2012年3月31日）。初回視聴率は関東16.1%、関西16.2%（ビデオリサーチ調べ）。
  - フジテレビ『めざにゅ〜』のMCがこの週より新体制に刷新。月・火を戸部洋子、水 - 金を石本沙織（いずれも同局アナウンサー）が担当[98]。
  - 日本テレビ『PON!』（関東、静岡、中京地区のみ）の女性MCを、2010年4月の番組開始より務めてきた同局アナウンサー杉上佐智枝が産休に入るため、この週より同僚アナウンサーの佐藤良子が担当。
  - フジテレビ系『笑っていいとも!』が放送30年目に突入。この週より新レギュラーとして、月曜日に女性ピン芸人の渡辺直美、水曜日にAKB48の指原莉乃、木曜日にお笑いタレントの山崎弘也（アンタッチャブル）がそれぞれ加入。なお、渡辺は2008年4月から2010年3月まで、いいとも少女隊（14代目いいとも青年隊）のナオミとしてレギュラー出演していた経験があり実質1年半ぶりのレギュラー復帰となり、指原は秋元才加（金曜日レギュラー）に続くAKB48からのレギュラーとなる。更に、16代目のいいとも青年隊メンバーにジャニーズJr.の真田佑馬と野澤祐樹によるユニットnoon boyzが3日から登場。青年隊では歴代初のジャニーズ事務所からのユニットとなる[108]。また、オードリー(月)、山口智充(水)、佐々木希(木)、萬田久子(金)が、9月最終週を以て同番組レギュラーを卒業[109][110][111]。オードリーは2009年10月より2年間、山口は2002年4月より9年半、佐々木は2010年10月より1年間、萬田は4月より半年間出演していた。
  - テレビ朝日系ネオバラエティ枠が、木曜日の『アメトーーク!』を除く全曜日を新番組にリニューアル。月曜日は、お笑いコンビ爆笑問題司会の『ストライクTV』、火曜日はSMAPの中居正広司会で、単発特番で好評を博した『白黒ジャッジバラエティ 中居正広の怪しい噂の集まる図書館』を新規に放送開始。水曜日はタレントでフリーライターのマツコ・デラックスとお笑いタレントの有吉弘行、フリーアナウンサーの夏目三久司会の『マツコ&有吉の怒り新党』が火曜深夜から枠移動して全国ネット番組に昇格[95]。
  - 毎日放送『ちちんぷいぷい』の総合司会、9月30日に卒業した角淳一にの後任としてこれまで水〜金曜のみの司会を務めた同局アナウンサーの西靖が全曜日を担当。
- 5日 - テレビ東京系水曜日21〜22時台において、2時間ドラマ枠『水曜ミステリー9』が放送開始[87]。同局が水曜日21〜22時台を2時間ドラマ枠とするのは『水曜シアター9』（2009年4月 - 2010年9月）以来1年ぶりで、また『水曜ミステリー9』としては2年半ぶりの復活。第1回作品は『鉄道警察官・清村公三郎 秩父長瀞〜連続殺人レール』（主演：小林稔侍）。
- 6日 - NHK松本正之会長はこの日の定例会見で、大晦日の第62回NHK紅白歌合戦について「2011年のテーマを『あしたを歌おう。』とし、明日へ向かって希望へと踏み出す第一歩とする」こと、「演出家のテリー伊藤氏とアイドルグループのAKB48を紅白応援隊に任命し、放送当日まで様々な企画で紅白歌合戦を盛り上げて行く」ことを発表した[112]。なお、テリーは2008年の第59回から4年連続での紅白応援隊を務めている。
- 7日
  - TBS系で特別番組『たましいの授業』が放送され、司会を草彅剛（SMAP）と西尾由佳理（フリーアナウンサー／元日本テレビアナウンサー）が担当。なお、西尾はこの番組が日本テレビ退職後、フリーに転向してからの初仕事となった[113]。
  - テレビ朝日系のネオバラエティ枠改編に伴い、9月まで火曜日同枠で放送していた草彅剛とユースケ・サンタマリア出演の『『ぷっ』すま』がこの日から金曜深夜24時50分に枠移動。これに伴い30分に短縮され、ネット局が一部減少のほか、関東では『タモリ倶楽部』と連続した編成となった。
- 9日 - 日本テレビ系でこの日3時間特別番組『世界1のSHOW TIME〜ギャラを決めるのはアナタ〜』を放送。同特番は前回（4月3日）まで島田紳助が司会を務めていたが、紳助の引退により、替わって嵐のメンバー松本潤、フリーアナウンサーの羽鳥慎一、モデルでタレントの長谷川潤が司会を担当。
- 10日
  - NHK総合が『プロフェッショナル 仕事の流儀』の特番として、9月16日に 中国で初の海外公演を行ったSMAPに密着したドキュメンタリーを放送。SMAPに長期密着したドキュメンタリーは初で、また同番組が芸能人に密着するのは前年10月の松本人志（ダウンタウン）に続き2例目。
  - TBS系で過去に特番として放送され好評を博した今田耕司と雨上がり決死隊が司会の『炎の体育会TV』がこの日からレギュラー放送を開始。初回は30分拡大の90分スペシャル。
- 12日 - 日本テレビ系10月期水曜ドラマ『家政婦のミタ』（松嶋菜々子主演）放送開始（ - 12月21日）。初回は15分拡大で、平均視聴率19.5%（関東地区、ビデオリサーチ調べ）。
- 13日 - テレビ東京系木曜20時枠に歌謡番組『木曜8時のコンサート〜名曲!にっぽんの歌〜』を放送開始。タイトルロゴは美空ひばりの直筆文字をつなぎ合わせて使用[114]。
- 14日 - テレビ朝日系『ミュージックステーション』が放送26年目に突入。この日放送の3時間スペシャルよりスタジオセットおよびタイトルロゴをリニューアル。メインセットは5年ぶりに、タイトルロゴは4年ぶりに新調。新たなセットにはClairCell(クレアセル)電飾をテレビ番組で初めて大々的に導入する[115]。
- 16日
  - TBS系10月期日曜劇場『南極大陸』（木村拓哉主演）放送開始。初回2時間SPで、平均視聴率22.2%（関東地区、ビデオリサーチ調べ）。（ - 12月18日）
  - フジテレビ系バラパラ枠（月曜日）で好評を博した、タカアンドトシ司会の対決バラエティ番組『ほこ×たて』が、この日、日曜19時台でゴールデンタイムに進出[116]、初回は3時間半スペシャル。また、同局の深夜番組『アナ★バン』の司会を担当するアナウンサーが、3代目の細貝沙羅から4代目の竹内友佳に交代[117]。
  - テレビ朝日系では、9月まで水曜日に放送していた『シルシルミシル』と、派生番組である『シルシルミシルさんデー』を統合、日曜19時台の『シルシルミシルさんデー』に一本化。
- 18日 - NHK総合の火曜23時台に新連続ドラマ枠『よる★ドラ』を新設。第1回作品はりょう主演の『ビターシュガー』。なお同枠新設に伴い、前時間帯の22時台ドラマ10と連続したドラマ編成に。
- 19日
  - テレビ朝日水曜21時枠で放送されている水谷豊・及川光博主演の人気刑事ドラマシリーズ『相棒 season10』がこの日から放送開始（ - 2012年3月）。この日放送の第1話は20時からの2時間スペシャルで、戸田菜穂がゲスト出演。
  - 日本テレビ系ではこの日から、19時枠にて音楽バラエティ番組『1番ソングSHOW』を、また24時枠には旅バラエティ番組『5MEN旅』をそれぞれレギュラー放送開始。2番組ともにサタデーバリューフィーバーおよび深夜枠の期間限定放送で好評を博し、レギュラー昇格となった。
- 27日 - TBS木曜21時のドラマ枠が新たに木曜ドラマ9としてリニューアル。最初の作品は市原隼人主演の『ランナウェイ〜愛する君のために』（ - 12月22日）。
- 28日 - TBS系金曜日の深夜ドラマ枠Friday BreakをフライデードラマNEOとしてリニューアル。最初の作品は松坂桃李、大政絢ら出演の『怪盗ロワイヤル』（ - 12月23日）。
- 29日 - NHK総合『NHKのど自慢』の特別番組『NHKのど自慢 イン 台湾』（10月2日、 台湾・国立国父紀念館で公開収録）を19時30分より放送。なお、同特番はNHKワールド・プレミアムでも同時放送された。

### 11月
- 1日
  - テレビ朝日系『ロンドンハーツ』が、 韓国でインターネット有料配信開始。日本のテレビ番組の韓国でのネット配信は初の試み[118]。
  - TBS系火曜19時枠にて、ナインティナインメインのバラエティ番組『もてもてナインティナイン』が放送開始[119]。
  - 朝日放送のナイトinナイト火曜日にて、雨上がり決死隊司会のバラエティ番組『雨上がりのやまとナゼ?しこ』を放送開始[120]。これに伴い、これまで火曜日に放送していた『ごきげん!ブランニュ』は10月31日より月曜日へ移動[89]。
- 3日 - NHK『サラリーマンNEO』初の映画化となる『サラリーマンNEO 劇場版（笑）』（吉田照幸監督）が公開。主演は俳優でミュージシャンの小池徹平と、俳優で同番組レギュラーの生瀬勝久。この他、主題歌を歌う歌手の郷ひろみも特別出演。またAKB48のメンバー篠田麻里子らも出演した。
- 5日 - NHK総合で2010年10月15日に放送され話題となった松本人志（ダウンタウン）出演のコント番組『松本人志のコントMHK』が、この日から月1回レギュラー放送開始。松本のレギュラーコント番組は『ダウンタウンのごっつええ感じ』（フジテレビ系、1991年12月 - 1997年11月）以来14年ぶりであり、また松本自身のNHKでのレギュラー番組はこれが初[121]。初回は相方の浜田雅功がゲスト出演し、10年ぶりにダウンタウンとしてのコントを披露した[122]。また、同日15時から約8時間半にわたり、BSプレミアムにて特集番組『松本人志大文化祭』が放送された[123]。
- 7日 - フジテレビ系『めざましテレビ』総合司会を1994年（平成6年）4月1日の番組開始から務めてきた大塚範一（元NHKアナウンサー、フリーキャスター）が急性リンパ性白血病のため、この日から治療のため当面休養することに。大塚に代り、同番組レギュラーの伊藤利尋（フジテレビアナウンサー）が司会を担当。なお、大塚は急病のため2日放送分から休み、長期療養に入ったが、2012年2月28日放送のエンディングで正式に降板することが発表された。
- 11日 - NHK名古屋放送局はこの日、同局制作でNHK Eテレで全国放送されてきた『中学生日記』について、2012年度の一般中学生による生徒役オーディションを実施しないことを発表した。同番組は1962年（昭和37年）から放送が開始された『中学生次郎』を前身とするNHKの長寿番組のひとつで、森本レオや竹下景子、川島なお美、加藤晴彦など後に芸能界で活躍する人物が生徒役で出演していた。なお『中学生日記』は2012年3月16日で終了する[124]。
- 13日〜27日 - NHKが大相撲11月九州場所を大相撲中継。なお九州場所からBS1サブチャンネル(Ch.102)で13時から総合テレビでの放送開始（15:12）まで先行放送を実施、BSでの放送は1月に行われた初場所以来3場所ぶり[注 26]。
- 15日 - TBS系にて『FIFAワールドカップアジア3次予選「北朝鮮×日本」』を平壌・金日成スタジアムから生中継。 北朝鮮でサッカー日本代表戦が開催されたのは22年ぶりで、同時に現地から史上初のハイビジョン生中継となった。
- 20日
  - TBS系でこの日、福岡Yahoo! JAPANドームから生中継された『KONAMI 日本シリーズ2011第7戦 ソフトバンク×中日』（TBS・RKB毎日放送共同制作）の平均視聴率は、ソフトバンクの地元北部九州地区で44.4%、関東地区では18.9%（いずれもビデオリサーチ調べ）を記録した。瞬間最高視聴率はソフトバンクの優勝が決まった22時7分に北部九州地区で62.6%（ビデオリサーチ調べ）を記録した。また、ソフトバンクの秋山幸二監督の優勝インタビューの途中に放送を打ち切ったことでTBSに苦情の電話が殺到した。
  - 日本テレビ系『行列のできる法律相談所』のアシスタントを2002年（平成14年）の放送開始から9年間務めた松本志のぶ（フリーアナウンサー、元同局アナウンサー）がこの日を以て卒業。
- 21日 - 日本テレビ系の長寿番組『笑点』の初代司会者で1966年（昭和41年）5月の放送開始から1969年（昭和44年）11月まで司会を務めた落語家の立川談志が、75歳で死去[125]。NHKや民放各局は談志の追悼番組を放送するなどの対応をとった。 
  - NHK Eテレでは、25日、談志の追悼特別番組として、1979年（昭和54年）9月に放送された談志の古典落語『居残り佐平次』を再放送。
  - NHK BSプレミアムでは26日、2007年（平成19年）2月に放送されたドキュメンタリー番組『立川談志 71歳の反逆児』を再放送。
  - TOKYO MXで談志と野末陳平の司会で2003年（平成15年）から2008年（平成10年）まで放送されていたトーク番組『談志・陳平の言いたい放だい』の一部の回を11月26日に談志の追悼企画として放送した。
  - BSフジでは26日、談志のロングインタビュー『メッセージ.jp』を再放送した。
  - 日本テレビ系『笑点』では11月27日放送分のエンディングで、同番組の初代司会者だった談志の追悼映像を放送した[126]。
  - 毎日放送・TBS系『情熱大陸』も27日の放送予定を急遽変更し、談志の緊急追悼企画を放送した[127]。
  - テレビ朝日系『徹子の部屋』でも、12月15日放送の「追悼特集」にて談志出演時の映像を放送した。
- 23日 - TBS系で3時間の視聴者参加型クイズ特番『頭脳の祭典!クイズ最強王者決定戦!!〜ワールド・クイズ・クラシック〜』を放送。俳優の唐沢寿明が初めてクイズ番組の司会を務めた。
- 24日
  - NHK総合『あさイチ』にて、10月17日に放送した特集「放射線大丈夫? 日本列島・食卓まるごと調査」にて紹介した放射性物質量の数値が誤っていたとして、この日の同番組の冒頭にて謝罪・訂正を実施した。なお、同番組では今回の誤認放送を行った経緯等について、12月15日放送にて検証並びに報告を行うとしている[128]。
  - 毎日放送でこの日19時から（スパモク!!枠、関西ローカル）放映の予定であった『激突!選挙直前スペシャル『どうなる大阪の運命』』と題された大阪市長選挙立候補者・橋下徹と平松邦夫による討論会が、平松陣営の戦略見直しにより急遽中止[129][130][131]。代替番組は本来のネット番組であるTBS『スパモク!!・爆問パワフルフェイス!スペシャル』をMBSにもそのまま同時ネットした[注 27]。
- 27日 - NHK大河ドラマ第50作『江〜姫たちの戦国〜』が最終回を迎え、平均視聴率は関東19.1%、関西18.6%だった。全46回の平均は関東17.7%、関西17.8%だった（ビデオリサーチ調べ）。また番組終了と共に2012年放送の第51作『平清盛』のPR映像が2分間放送された[132]。
- 29日 - BSジャパン『だいすけ君が行く!!ポチたま新ペットの旅』（テレビ東京ほかでも放送）に出演し人気者だった旅犬「だいすけ君」（ラブラドール・レトリバー、6歳）がこの日急死。だいすけ君は、テレビ東京系で放送されていた『ペット大集合!ポチたま』（2000年10月 - 2010年3月放送）で人気者だった初代旅犬「まさお君」の息子で、『ポチたま』放送中の2006年10月より2代目旅犬として出演していた[133]。

### 12月
- 1日 - 日本テレビ系で前日（11月30日）19時から放送された生放送音楽特番『日テレ系音楽の祭典 ベストアーティスト2011』にて、事前にスタジオ収録した部分を生中継であるかのような演出をしていたことがわかった。当日の出演者のうち平井堅と、3人組バンドいきものがかりの出演部分がスタジオ収録で、メイン会場の千葉・幕張メッセからの生放送に挿入する形で放送されていた[134]。
- 2日 - 日本テレビ系にて、モンキー・パンチ原作のアニメシリーズ『ルパン三世』の新作スペシャル『ルパン三世 血の刻印 〜永遠のMermaid〜』を金曜特別ロードショーとして放送。同シリーズとしては約1年10か月ぶりの新作となったほか、声優陣も一新。「銭形警部」役を納谷悟朗から山寺宏一に、「石川五ェ門」役を井上真樹夫から浪川大輔に、また「峰不二子」役を増山江威子から沢城みゆきにそれぞれ交代。ルパン役の栗田貫一と「次元大介」役の小林清志は続投。これで1971年のTV第1シリーズより変わらず務めているのは小林のみとなった。
- 4日 - NHK総合でこの日、11月21日に死亡した落語家の立川談志を追悼し、16時から特別番組『談志が死んだ 立川談志が愛した落語と仲間』を放送した。
- 5日 - テレビ朝日系『徹子の部屋』ではこの日、7月19日に死去した俳優の原田芳雄の追悼企画を放送。ゲストに原田と長年映画で共演するなど親交が深かった俳優の石橋蓮司を迎え、原田の思い出を語った。
- 9日 - 日本テレビ系『金曜スーパープライム』にて、高橋留美子の人気漫画『らんま1/2』が初めて実写ドラマ化。出演は新垣結衣、賀来賢人、夏菜ほか。
- 11日 - 日本テレビ系『Going!Sports&News』にキャスター陣の一員としてレギュラー出演していた同局アナウンサーの森麻季がプロ野球読売ジャイアンツ投手澤村拓一と結婚・退社するのに伴いこの日限りで同番組を卒業。
- 16日 - 日本テレビ系『金曜ロードショー』にて、スタジオジブリ制作の劇場アニメ映画『借りぐらしのアリエッティ』をテレビ初放送。
- 17日
  - フジテレビ系にて1980年〜1982年に放送され人気を博した漫才番組『THE MANZAI』が、漫才日本一を決める大会『THE MANZAI 2011』として29年ぶりに復活。この日、決勝大会が同局スタジオから生放送され、よしもとクリエイティブ・エージェンシー所属の漫才コンビ、パンクブーブーが優勝した。
  - 日本テレビ系『Going!Sports&News』を卒業した森麻季の後任として、新人アナウンサーの徳島えりかがこの日放送から加入。徳島は『ZIP!』（9月1日〜）『行列のできる法律相談所』（11月27日〜）そして『Going!』と3番組にレギュラー加入した。
- 17・18日 - NHKにて、10日に死亡した脚本家の市川森一の追悼企画として、市川が脚本を手掛けたドラマが再放送された。BSプレミアムでは17・18両日、11月12日・19日に総合テレビの土曜ドラマスペシャルで放送され、市川の遺作となった『蝶々さん〜最後の武士の娘〜』を放送。また総合テレビで18日の『NHKとっておきサンデー』にて、1978年に放送された大河ドラマ『黄金の日日』の第1話を放送した。
- 18日 - TBS系10月期日曜劇場『南極大陸』がこの日最終回（30分拡大版）を迎え、最終回の平均視聴率は初回同様22.2%で、全10話の平均は18.0%だった（関東地区、ビデオリサーチ調べ）[135]。
- 19日
  -  北朝鮮・金正日国防委員会委員長の死亡という臨時ニュースがこの日の正午過ぎに入電したことに伴い、NHKと民放各局で速報及び報道特別番組を放送した。
    - NHK総合は正午のニュースの全国ニュース枠を25分延長（『ひるブラ』放送を中止）、また午後1時のNHKニュースも30分拡大（『スタジオパークからこんにちは』を30分に短縮）、さらに2時のニュースも43分延長（『震災に負けない お元気ですか日本列島』を12分に短縮）して伝えた。夜には『ニュース7』を30分、『ニュースウオッチ9』を20分とそれぞれ拡大して金正日関連のニュースを伝えた。
    - 民放各局では、テレビ朝日系の『ワイド!スクランブル』が放送時間を50分拡大し13時55分まで放送（『上沼恵美子のおしゃべりクッキング』『徹子の部屋』を休止）し、TBS系の『ひるおび!』も正午からの第2部を金正日関連に時間を割いた。また、フジテレビ系では『笑っていいとも!』を5分中断して金正日死亡のニュースを放送、日本テレビ系も『ヒルナンデス!』を13時台に途中中断して約10分間ニュースを放送した。
    - フジテレビ系では14時07分より15時まで『FNN緊急特報 北朝鮮金正日総書記死去』、日本テレビ系では15時50分より16時53分まで『NNN緊急特番news every. 金正日死去』を放送。TBS系でも『Nスタ』、テレビ朝日系でも『スーパーJチャンネル』をそれぞれ時間拡大して放送した。
    - テレビ東京系『日経スペシャル 未来世紀ジパング〜沸騰現場の経済学〜』は急遽放送内容を変更して、ジャーナリストの池上彰が金正日死亡関連報道を解説する内容の緊急生放送に変更して放送。

  - TBS系ナショナル劇場→パナソニック ドラマシアター枠で1969年から放送されてきた長寿時代劇シリーズ『水戸黄門』が、この日放送された『水戸黄門最終回スペシャル』（19時から2時間、シリーズ通算1227回）を以て終了。足かけ43年、全43部1227話、そして水戸光圀5代にわたる歴史に幕を下ろした。同スペシャルでは、3代目「佐々木助三郎」役のあおい輝彦や、歴代「渥美格之進」役の横内正・大和田伸也・伊吹吾郎の他「うっかり八兵衛」役の高橋元太郎や「疾風のお娟」役の由美かおるが特別ゲストとして出演した。平均視聴率は13.9%、全43シリーズ平均は22.2%だった（関東地区、ビデオリサーチ調べ）[136]。『水戸黄門』の終了で、民放キー局ゴールデン帯の時代劇が姿を消した。
  - フジテレビ系10月期の月9ドラマ『私が恋愛できない理由』がこの日放送の最終回（30分拡大版）で、一部ストーリーを生放送にて放送した。平均視聴率は18.4%で、この年放送された月9ドラマの最終回における最高記録となった（関東地区、ビデオリサーチ調べ）[137]。
- 19日〜25日 - 読売テレビでは1週間にわたり、同局と吉本興業の共同による特別週間『ワイワイ爆笑week』を展開、吉本のお笑い芸人が出演する特別番組などを編成（関西ローカル）[138]。
- 21日 - 日本テレビ系10月期水曜ドラマ『家政婦のミタ』が最終回（15分拡大版）を迎え、平均視聴率40.0%[注 28] と、21世紀の連続ドラマ視聴率で最高を記録した[注 29]。同ドラマの全11話の平均は25.2%（いずれも関東地区、ビデオリサーチ調べ）。なお、最終回放送直前の21時より1時間のスペシャル番組『さよなら「家政婦のミタ」特別版』が放送された。
- 23日
  - NHK総合ではこの日19時30分より、北朝鮮の金正日死亡に伴う緊急特番『NHKスペシャル「緊急報告 北朝鮮はどこへ向かうのか」』を放送。これに伴い、当初放送予定の『欽ちゃんのがんばる!日本大作戦』は翌24日午前に放送された（関東地区等。一部地域は放送日時が異なる）。
  - テレビ朝日系で年末恒例の『MUSIC STATION SUPER LIVE 2011』を千葉・幕張メッセから生放送。出演者には日韓のアーティストの他、米国の女性シンガーレディー・ガガも会場から生出演した他、2009年から病気の為歌手活動を休止していた絢香が同番組で2年振りに活動を再開した。
  - テレビ大阪制作のトークバラエティ番組『きらきらアフロ』で、この日深夜放送分（大阪地区。テレビ東京は28日深夜）にて司会の笑福亭鶴瓶が、2012年1月から同番組を3か月間休止することを発表。鶴瓶と共演する松嶋尚美（オセロ）の産休に伴うのが理由とされる。
- 24日
  - フジテレビにて毎週土曜日深夜に放送していた競馬予想番組『うまプロ!』（司会：おぎやはぎ、篠田麻里子）この日深夜（正確には12月25日未明）の放送にて最終回。最終回には明石家さんまがゲスト出演して第56回有馬記念の予想を行った。尚、後番組は『なまうま』（司会者未定）となる。　
  - 関西テレビにて毎週土曜日深夜に放送していた競馬予想番組『サタうま!』（司会：シャンプーハット・六車奈々）がこの日深夜（正確には12月25日未明）の放送にて、9年間の放送に終止符を打った。後番組として2012年1月7日より『うまンchu』（司会：シャンプーハット）が開始される[139]。また、同局では日曜日の競馬中継番組『競馬beat』も12月25日で終了するほか、1992年から毎年年末に放送された、明石家さんまと杉本清（フリーアナウンサー、元同局アナウンサー）が一年間の中央競馬を振り返る競馬トーク番組『さんま・清の夢競馬』もこの年の放送（29日深夜）で20年の歴史に幕を降ろす。
- 25日 
  - TBS系ではこの日『報道の日 2011 記憶と記録そして願い』と題して、激動の2011年を総括する15時間の報道特別番組を編成。8時からの『サンデーモーニング』特番を皮切りに、4部構成の報道特別番組を23時まで放送。関口宏（俳優・司会者、第1･2部）、膳場貴子（フリーアナウンサー、第2･3部）、安住紳一郎（TBSアナウンサー、第4部）がそれぞれMCを務めた。番組では東日本大震災を始めとする数々の場面を回顧する他、「3.11 あの日何があったのか」のドキュメントなどを放送。なお、TBSの長時間生放送編成は『関口宏の報道30時間テレビ』（1993年〜1995年）以来となる[140]。
  - テレビ朝日で平日午前に放送されている地井武男（俳優）が関東地方の各地を散歩する旅番組『ちい散歩』がこの日14時から放送予定の『ちい散歩京都スペシャル』で番組開始以来初めての全国ネットに進出した。放送当日は地井と、スペシャルゲストとして女優の萬田久子が出演、京都市内の各所を散歩した[141]。
- 26日・27日 - TBS系では東京国際ドラマアウォード2011グランプリ受賞記念として、2010年11月3〜7日に5夜連続で放送されたスペシャルドラマ『99年の愛〜JAPANESE AMERICANS〜』を2夜連続でアンコール放送した。
- 30日 - TBS系にて年末恒例の『第53回輝く!日本レコード大賞』が放送（18:30-21:54）。日本レコード大賞はAKB48歌唱の「フライングゲット」が受賞。また、平均視聴率は14.9%（関東地区）と、前年（第52回）より0.1ポイント下げた結果だった。この回を最後に1996年の第38回から総合司会を務めていた堺正章が勇退した。
- 31日 - NHK総合にて毎年大晦日恒例の『第62回NHK紅白歌合戦』が放送（19:15-23:45）。紅組が7年ぶりに勝利を果たし、紅組29勝、白組33勝とした[142]。平均視聴率は第1部35.2%、第2部41.6%（関東地区）。一方、仙台地区では47%、福島地区では47.5%（いずれも第2部）。関西地区では第1部34.1%、第2部41.9%だった[143]。一方、裏番組では、日本テレビ系で放送された『ダウンタウンのガキの使いやあらへんで!!大晦日年越しSP絶対に笑ってはいけない空港24時』が第1部18.7%、第2部16.6%（関東地区）と、2006年から続く『笑ってはいけないシリーズ』の史上最高を記録した[144]（視聴率はいずれもビデオリサーチ調べ）。

## その他テレビに関する話題

### 年間
- 日本テレビがゴールデンタイム、プライムタイム、全日帯ともに視聴率で首位となり、2011年の年間視聴率三冠を達成（関東地区、ビデオリサーチ調べ）。日テレの年間視聴率三冠は2003年以来8年ぶりで、2004年から7年間三冠を獲得していたフジテレビから再び三冠を奪還した[144][145]。

### 1月
- 2日 - ウルトラシリーズ放送開始45周年。
- 8日 - フジテレビの元ゼネラルプロデューサーで、『笑っていいとも!』や『オレたちひょうきん族』（1981年 - 1989年）等、数多くの人気バラエティ番組を手掛けた横澤彪が肺炎のため死去（73歳没）[146]。
- 18日 - 青森放送（RAB、日本テレビ系列）で17時13分から1時間半にわたり、デジタル、アナログともに番組途中に流す青森県内向けローカルCMが放送できなくなるトラブルがあった[147]。
- 19日 - NHKは7月24日の地上・BSアナログ放送終了に向けた放送対応について、日本民間放送連盟（民放連）が停波期限ぎりぎりまで番組放送を続ける方針を固めたことを受け、これに準じることを発表した[148]。
- 24日
  - 地上波のデジタル放送完全移行まで半年となったこの日、総務省が民生委員ら20万人規模のボランティアを地デジ化に向けた戸別訪問などに動員する「最終行動計画」を発表[149]。
  - 長崎県対馬市で、厳原中継局以外のアナログテレビジョン放送中継局を完全停波[150]。
  - NHK第19代会長を務めた福地茂雄が、任期満了により退任。
  - 東京ニュース通信社刊行のテレビ情報誌「TV Japan」（2004年創刊）が「月刊TVガイド」に改題、新装刊。この日発売の3月号から刊行開始。
- 25日
  - NHK第20代会長に、JR東海初代代表取締役副会長を務めた松本正之が就任。任期は3年間。
    - 一方、NHK会長人事の混乱を巡り、NHK経営委員会の委員長だった小丸成洋（福山通運社長）が経営委員を引責辞任[151]。

  - 中部日本放送が、 韓国新聞社大手の朝鮮日報社が設立する放送事業会社、CSTVに約13億6600万ウォン（約1億円）出資することを発表。日韓間の番組相互放送や制作などの協力を進める狙い。出資比率は0.44%[152]。
- 31日 - 日本テレビのアナウンサーだった夏目三久が同日で退社[153]。

### 2月
- 1日 - 読売テレビの関連会社3社（映像企画、サウンドエフェクト、よみうりテレビ映像）が合併、新会社「ytv Nextry」を設立。
- 8日 - 日本テレビが、アニメ映画『サマーウォーズ』等を制作したアニメ制作会社、マッドハウスを子会社化することを発表[154]。
- 10日 - NHK、1月29日に任期満了により退任した今井義典の後任の副会長として、関連会社NHKエンタープライズ（以下、NEP）社長の小野直路が就任。任期は3年間[155]。これに伴い16日、小野の後任となるNEP新社長に佐藤寿美が就任。
- 14日 - 関西を拠点に活動するアイドルグループ、NMB48が近畿地区の「地デジ推進アイドル」に任命。7月の地デジ完全移行までの間、在阪各局の番組に出演するなどPR活動を展開した。
- 25日 - フジテレビとWOWOW、携帯電話配信事業会社のインデックスは、 中国・ 韓国の制作会社と共同で連続ドラマを制作し、2011年秋以降に順次各国で放送することを発表。日中韓3ヶ国共同によるドラマ制作は初の試みとなる[156]。

### 3月
- 1日 - NHKが、4月開局のBS放送の新チャンネル『BSプレミアム』の周知活動の一環として、PR活動を行う「BSプレミアム大使」に、女優の仲間由紀恵の就任を発表。
- 18日 - 東京都墨田区に建設中の地上デジタルテレビ放送用集約電波塔、東京スカイツリーがこの日13時34分、高さ634mに到達。
- 28日 - 日本テレビ会長で民放連元会長の氏家齊一郎が多臓器不全のため、東京都内の病院で死去（82歳没）。
- 31日
  - NHKが、BS2（BSデジタル102ch）およびBSハイビジョン（同103ch）の放送を24時（4月1日未明、午前0時）をもって終了。翌4月1日放送開始のBSプレミアム（103ch）への移行作業のためNHKBS1も含め24時から4月1日6時まで放送休止。
  - NHKのアナウンサーだった住吉美紀（当時東京アナウンス室所属）がこの日で退職。翌4月1日よりノースプロダクションに所属し、フリーアナウンサーとして活動[157]。
  - 日本テレビの看板アナウンサーだった羽鳥慎一が同局を退社、フリーに転向。同日をもって、2003年2月から担当した『ズームイン!!SUPER』が終了、翌4月1日より、元朝日放送アナウンサー宮根誠司が2010年4月に設立した個人事務所「テイク オフ」に所属、4月4日よりテレビ朝日の新情報番組『情報満載ライブショー モーニングバード!』の司会を務めている。
  - フジテレビのアナウンサーだった長野翼も、前年に結婚した夫でプロ野球選手の内川聖一が横浜から福岡ソフトバンクホークスに移籍したのに伴い、担当していた『FNNスーパーニュース』のキャスターを25日放送で卒業し退社した。
  - 毎日放送のアナウンサーだった八木早希も同局を退社、フリーに転向。

### 4月
- 1日
  - NHK-BSが2波に再統一され、BS1（BSデジタル101ch）および、新チャンネルBSプレミアム（同103ch）の放送を午前6時より開始。（BSプレミアムのEPGはBShiの欄に3月25日から表示開始。）
  - TBSテレビ（TBS）の親会社で放送持株会社の東京放送ホールディングス（TBSHD、後のTBSホールディングス）社長の財津敬三が同日付で退任し、後任に取締役でTBSテレビ社長の石原俊爾が就任。石原はTBSHD・テレビ両社の社長を兼任。
- 4日 - NHKは東日本大震災報道の影響により、レギュラー番組出演者の交代などを含めた総合テレビの新年度（平成23年度）放送番組編成について、当初予定の3月28日からこの日に一週間繰り下げて開始[158]。
- 5日 - 第29回向田邦子賞に、俳優の宮藤官九郎が脚本を手掛けたTBS金曜ドラマ『うぬぼれ刑事』（2010年7月 - 9月）が選ばれた。
- 7日 - WOWOWが7月24日のBSアナログ放送終了に向けて、アナログ放送画面下にデジタル放送移行の案内スーパー表示を開始[159]。
- 9日〜18日 - フジテレビが、メッセージキャンペーン『YOU ARE NOT ALONE』を、ゴールデン・プライム枠全番組をはじめ、40番組以上にて展開[160]。
- 11日 - BS朝日が、新ブランド・コンセプト「あしたの、こころに。」を発表。同日から使用[161]。
- 12日 - NHK経営委員会が、1月25日に辞任した小丸成洋（福山通運社長）の後任の経営委員長に、JFEホールディングス相談役の数土文夫を選出[162]。
- 13日 - 関西テレビが、既にキー局・フジテレビと提携していた 韓国放送大手の韓国文化放送（MBC）との間で友好協定を締結したことを発表。今後について両社は、フジテレビも含めて包括的に番組制作・事業面で交流を図る[163]。
- 15日 - 地上アナログ放送終了・地上デジタル放送完全移行まであと100日。
- 20日 - NHKは5月8日から22日まで東京・両国国技館で開催の大相撲技量審査場所を中継しない旨を正式に発表。ダイジェスト番組の放送もなし。
- 22日 - 日本記者クラブが、2011年度の日本記者クラブ賞をNHK『クローズアップ現代』のキャスター国谷裕子に贈ることを決定[164]。
- 29日 - フジテレビの朝の情報番組『めざましテレビ』プロデュースによる物産館「お台場めざマルシェ」が台場・フジテレビ本社にてオープン[165]。お台場開店に伴い、中央区銀座にあった「銀座めざマルシェ」（2010年1月22日開業）は5月8日で閉店した（お台場も翌2012年4月8日で閉店した）。
- 30日 - 日本テレビのアナウンサーだった山本舞衣子が同日付で退社、フリーアナウンサーに転向。翌5月1日よりニチエンプロダクション所属。

### 5月
- 1日〜 - フジテレビが番組宣伝用動画を動画サイトYouTubeに段階的に配信開始[166][167]。
- 1日〜7月23日 - テレビ東京はデジタル完全移行を控え、従来の12ch（アナログ放送）から7chへの移行の周知を徹底するため、5秒番宣枠にてPRスポットを放送[168]。
- 10日 - テレビ朝日が、サンリオとの共同開発で制作された同局新マスコット『ゴーちゃん。』を発表。
- 11日 - 中京テレビはこの日、新社屋建設予定地として愛知県名古屋市中村区の都市再生機構が所有するささしまライブ24東街区（名古屋駅南側。旧笹島駅跡地）の敷地7,120㎡を取得した。同社は後に名古屋市昭和区（演奏所）と同市中区（営業部門）に分散する本社機能を新社屋に一本化し、2014年3月25日に着工を、2015年12月7日に竣工を経て、放送設備の工事などを行い、2016年11月21日までに全面移転を完了した。
- 17日 - TBSアナウンサーの秋沢淳子が、麹町東久邇宮記念会支援機構より与えられる2011年度の東久邇宮文化褒章を受章。2000年12月から行っているボランティア活動に対する功績が認められた[169]。
- 19日 - NHKが家電メーカー、シャープと共同で、ハイビジョンの16倍の横7680×縦4320画素(8K4K)の「スーパーハイビジョン」対応の85V型液晶ディスプレイを開発、この日行われた記者発表会で公開された。26日から29日まで開催された「NHK技研公開2011」[170]。
- 25日 - 日本テレビが野球中継用に独自開発した特殊カメラ「球審カメラ」が、この日の『読売ジャイアンツVS福岡ソフトバンクホークス』（東京ドーム）の中継より採用。球審のヘルメットに固定された超小型カメラで、ピッチャーズマウンドからホームベースまでの18.44mの迫力ある映像を届ける[171]。
- 29日〜6月5日 - 日本テレビが、毎年恒例の環境キャンペーンを1週間にわたり展開。8年目となったこの年は『つなげよう、ecoハート。〜明日へのチカラ〜』をテーマに各番組内でエコロジー関連企画を実施したほか、特番も数本放送。番組パーソナリティーはタレントの中山秀征、キャンペーンパーソナリティは子役の濱田龍臣がそれぞれ務めた[172]。
- 31日 - 日本テレビの元アナウンサーで、報道局記者も務めた町亞聖が、同日付で同局を退社。今後はフリーアナウンサーとして活動[173]。

### 6月
- 1日
  - NHK教育テレビのチャンネル名称がこの日から、2010年度から愛称として使われてきた『NHK Eテレ』に変更。新聞やテレビ情報誌などの表記は「NHK教育」から「NHK Eテレ」に変更されるが、公文書や局名告知等では引き続き正式名称の「NHK教育テレビジョン」を使用する。
  - 関東地区の独立民放5局（群馬テレビ、とちぎテレビ、テレビ埼玉、千葉テレビ放送、テレビ神奈川）が7月24日の地上波完全デジタル移行に備え『関東独立5局デジタル3chキャンペーン』を展開。キャンペーンのキャッチフレーズは『5いっしょ3ちゃんねる』[注 30] で、5局の略称の頭文字を擬人化したキャラクター『GTSCKちゃん』も制作され、5局でCMを放送するほか、JR山手線、中央線（快速）の車内放送『トレインチャンネル』や宇都宮線、両毛線などの中吊り広告でも呼びかけを行った[174]。
  - 吉本興業が運営するお笑いタレント養成学校吉本総合芸能学院(NSC)元生徒で大阪府在住の24歳の男性と両親が、2008年に毎日放送の番組のリハーサルで熱中症になり後遺症を負ったとして、同局とよしもとクリエイティブ・エージェンシーに対し、大阪地方裁判所に計約2億6000万円の損害賠償を求める訴えを起こした[175]。
- 2日 - NHKの松本正之会長はこの日行われた会見で、7月10日から15日間愛知県体育館で開催の大相撲名古屋場所のテレビ中継を行うことを発表。NHKでの大相撲中継は1月場所以来半年ぶりとなった[176]。
- 4日 - 東日本大震災の影響で営業を休止していた、フジテレビ台場本社25階の球体展望室「はちたま」がこの日から2カ月ぶりに営業再開。その第1弾イベントとして、同局で放送しているアニメ『トリコ』『ONE PIECE』の合同イベント『トリコ×ワンピースドリーム9まつり』が7月3日まで開催された[注 31]。
- 4日・5日 - NHKが2003年度から取り組んでいる「NHK環境キャンペーン」の一環として、関連イベント『ECOパーク2011 見直そう!くらし 見つめよう!あした』が東京・渋谷のNHK放送センターで開催。
- 7日 - 世界最大の自立電波塔として建設中の東京スカイツリー（東京都墨田区）の開業日が2012年5月22日に決定したことが、東武鉄道並びに東武タワースカイツリー（タワー運営会社）から発表された[177]。
- 14日 - 日本テレビの番組制作子会社を統括する持株会社日テレ・グループ・ホールディングスの代表取締役社長に、日本テレビ本体の専務を務めていた舛方勝宏（元同局アナウンサー）が6月に就任したことが明らかになった[178]。
- 15日 - 東日本大震災に伴い、福島県・宮城県・岩手県3県のNHK6局と民放12局の計18局（親局ベース）における完全地デジ化を最大1年間猶予する、東日本大震災に伴う地上デジタル放送に係る電波法の特例に関する法律が施行された。
- 17日 - 読売テレビの新たな代表取締役社長として望月規夫が就任[179]。
- 24日・25日 - アナログ放送終了まであと1か月となり、東京・秋葉原で地デジ化推進イベント「日本全国地デジで元気! in アキバ・スクエア『さぁ!テレビ新時代。』」を開催[180]。
- 24日 - アナログ放送終了まであと1か月となったこの日、総務省・NHK・民放連などが、地上デジタル放送への完全移行に向け「引き続き高齢者への支援や(地デジ未対応の)一戸建て住宅のアンテナ対策を推進し、最善を尽くす」とする声明を発表[181]。
- 28日 - NHKはこの日、2010年度の決算を発表。受信料収入は過去最高の6598億円（前年度比155億円増）で、5年連続の増加となった[182]。
- 29日 - 日本テレビはこの日行われた株主総会で、同社取締役で元読売新聞東京本社政治部長の大久保好男が代表取締役社長に正式就任。なお、前社長の細川知正は、3月28日に死去した氏家齊一郎に代わり代表取締役会長に昇格。

### 7月
- 1日〜24日 - NHKと民放各局は、24日のデジタル完全移行（アナログ放送終了）を控え、アナログ放送の画面に「アナログ放送終了まであと○日」の周知用文字スーパーを常時表示[183][注 32]。
- 1日
  - 地上波デジタル完全移行まであと23日となったこの日、東日本旅客鉄道・山手線にて地デジ普及推進のためのラッピング広告を施した列車『デジタル放送トレイン』を運行開始[184]。
  - フジテレビ系列で19時より放送された特番『超ド級!世界のありえない映像列伝5』の19時57分飛び乗り局にて、20時まで約3分間にわたり放送が中断する不体裁があった。関西テレビ、東海テレビ、岡山放送、テレビ西日本、テレビ長崎の5局にて19時よりローカル番組を放送し、終了後19時57分より同特番に切り替える際に映像が途切れた。フジテレビから同番組を裏送りで配信する際にトラブルがあり、同局で原因を調査[185]。
- 6日 - 総務省は、東日本大震災の被害が大きかった福島・宮城・岩手3県の地上デジタル放送への完全移行を2012年3月末とする方針を明らかにした[186]。
- 7日 - NHKは、東日本大震災に伴う世帯や事業所の放送受信料免除や解約などで、2011年度の受信料収入が50〜60億円減となるとの見通しを発表。松本正之会長がこの日の定例会見で明らかにした[187]。
- 9日 - 民放BSデジタル放送各局が、通販番組の本数を削減していることがこの日わかった。通販番組が多すぎるとの批判をきっかけに、改正放送法で7月分以降の放送時間の公表が義務付けられたのに合わせる形[188]。
- 10日 - 地上波デジタル完全移行まであと2週間となったこの日、JR山手線を借り切る形で地デジPRイベントが開かれ、2006年から地デジ普及促進イメージキャラクターを務めたSMAPの草彅剛もイベントに参加[189]。
- 11日
  - NHK教育（NHK Eテレ）の地上デジタル放送によるEPGの表記がこの日から、これまでの「NHK教育・（放送局名）」から「NHKEテレ（放送局名）」に変更。また、デジタル放送のアイコン表記もNHKEからNHKEテレに変更された。
  - NHKはこの日、東京アナウンス室所属のアナウンサー松本和也が体調不良のため、司会を務めていた『NHKのど自慢』を降板し、徳田章に交代すると発表。また14日から開始の『セカイでニホンGO!』も青井実に交代[190]。
- 16日〜8月28日 - TBSが赤坂サカスにて同局主催による夏のイベント『夏サカス2011〜笑顔の扉〜』を開催。
- 16日〜8月31日 - フジテレビが毎年夏恒例のイベント『お台場合衆国2011〜ぼくらがNIPPON応援団!〜』を東京・台場で開催[191]。
- 16日 - フジテレビ元アナウンサーで、6月末の人事異動で広報局広告宣伝部に異動した宮瀬茉祐子が、一般人男性と結婚する為、この日を以って同局を退社した。今後の活動については未定[192]。
- 21日 - 放送大学学園が平成23年度第1学期授業期間を終了。この日深夜1時15分を以て、地上アナログ放送の通常授業番組放送を終了した。（実際は24日正午まで通常放送を継続）
- 22日〜8月21日 - 日本テレビが夏のイベント『汐博2011』を東京・汐留の日テレプラザにて開催。
- 23日 - アナログ放送完全停波まであと1日となったこの日、新聞各紙のテレビ番組表におけるGコードの掲載を終了。また、番組欄のS（ステレオ放送）とD（デジタル独自放送）の表記もアナログ放送終了に伴い廃止された。
- 24日 - この日正午、東日本大震災に伴う特例法適用地域（岩手・宮城・福島3県）を除く44都道府県において、地上波・衛星波を問わずアナログ放送が完全停波し、デジタル放送へ完全移行した。
  - アナログ放送画面は終了時刻の正午からブルーバックで放送を終了した旨と地デジに関する問い合わせ先を表示した画面に切り替わり、深夜0時（25日未明）で完全停波（砂嵐）となった[183]。なお、NHK総合ではブルーバックに切り替わる直前の午前11時59分より1分間、NHKのマスコット『どーもくん』が登場し、長年の視聴に対する御礼を静止画で伝えるテロップを表示した。
  - 24時のアナログ放送停波の直前に、各局ともに最終映像を1分前後（局名告知など、局によりそれぞれ異なる）放送した（テレビ大阪、サンテレビジョン、京都放送など、正午のブルーバック前にアナログ番組終了メッセージを流した局もある）。
  - アナログ放送停波前の23時32分ごろ、奈良県宇陀市で震度4を観測する地震があったため、NHKなど一部の局ではアナログ画面にも地震速報をスーパーで表示した。
  - ケーブルテレビ局などでは総務省からの「デジアナ変換の暫定的な導入の要請」に基づき、2015年3月31日までの期間限定で地上デジタル放送をアナログに変換（デジアナ変換）して配信を行う[193]。
  - この日午後、松本正之（NHK）、広瀬道貞（民放連）両会長が共同記者会見[194]、広瀬会長は「視聴者にはデジタル対応テレビへの買い替えという安くない買い物をお願いし、ご迷惑を掛けた」と述べた[195]。また夕方には片山善博総務大臣が記者会見し「(対応世帯はまだ)100%ではない。引き続き政府として万全の対応をしたい」と述べた[196]。
  - 読売新聞・毎日新聞・産経新聞（いずれも首都圏版）及び東京新聞・神奈川新聞など関東地方の新聞各紙のテレビ欄の配列が、これまでのアナログチャンネルの番号の小さい順番（日本テレビ→TBS→フジテレビ→テレビ朝日→テレビ東京）からリモコンキーIDの番号の小さい順番（日本テレビ→テレビ朝日→TBS→テレビ東京→フジテレビ）に変更された。なお朝日新聞と日本経済新聞（いずれも首都圏版）は2009年3月30日付からリモコンキーIDの小さい順番に変更されている。また毎日新聞は東京本社管内のテレビ欄をリモコンキーIDの小さい順番に再編した。他に一部新聞ではテレビ欄のレイアウトを変更している。
  - 毎日放送（MBS）の新聞・テレビ情報誌の番組表の局名カットが、地上デジタル放送完全移行を機に開局以来使用された「毎日テレビ」から「MBSテレビ」に表記を変更。
  - 石川県かほく市の一部世帯において、他地域の電波が混信する受信障害が発生。同市のみ混信による受信障害の調査が未了のため[197]。
- 24日 - 25日 - 24日のアナログ放送終了直後、総務省・NHK・民放各局に正午から18時までに約9万8500件の問い合わせが殺到[196]、問い合わせ件数は翌25日までに約20万件以上に達した。

### 8月
- 1日 - 
  - 民放連が、民間放送60周年を記念した特別企画として『思い出に残る民放テレビ・ラジオ番組』とそれにまつわるエピソードを全国の視聴者から募集。11月30日まで特設サイトなどで募集[198]。
  - 東映がインターネット動画共有サイトYouTubeに公式チャンネル「東映特撮 YouTube Official」を開設、仮面ライダーシリーズやスーパー戦隊シリーズなど同社制作の特撮テレビシリーズの動画配信を開始[199]。
- 3日 - 在京民放キー局5局と広告代理店業の電通が、インターネットに接続したテレビを対象とした有料の番組配信サービスを2012年春より開始することを発表。
- 5日 - 前日の東海テレビ『ぴーかんテレビ』における不適切テロップの一件に対し、民放連の広瀬道貞会長がコメントを発表した[200]。
- 7日 - NHKおよび民放のBSデジタル放送用の新放送衛星「BSAT-3c」が、日本時間のこの日7時52分に南米フランス領ギアナ・クールーの発射場から打ち上げられ、38分後にロケットからの分離に成功。これまで使用されてきた放送衛星が寿命を迎えるのに伴い、新衛星BSAT-3cはその後継機で、新BSデジタル放送に対応[201]。
- 13日 - 山梨県中西部においてNHK Eテレが午前11時55分ごろより約44分にわたり断続的に放送中断する事故が起こった。甲府送信所の放送機器故障が原因。この時間は第93回全国高等学校野球選手権大会8日目第2試合「帝京対八幡商」戦を放送中だったため、NHK甲府放送局に夕方までに80件以上もの苦情が寄せられた[202]。
- 21日 - フジテレビ本社前でフジテレビ抗議デモが勃発。
- 24日 - NHKの外郭団体であるNHK出版（旧・日本放送出版協会）が発行する放送メディア専門誌『放送文化』がこの日発売された2011年秋号を以て休刊。同誌は1946年（昭和21年）に創刊されたメディア情報誌の老舗で、過去4回休刊を繰り返していた。
- 25日 - 日本国内最大のスポーツ専門衛星テレビ放送局J SPORTSが、10月のBSデジタルでの放送開始に合わせ、イメージキャラクターに女優の武井咲を起用することを発表[203]。
- 26日 - テレビ東京系列のテレビ北海道(TVh)が、これまで全域で放送されていなかった道東で中継局を開局。第1号となるのは釧路送信所で、釧路デジタルテレビ送信所に相乗りする[204]。
- 30日
  - 東海テレビはこの日放送した検証番組『検証 ぴーかんテレビ不適切放送〜なぜ私たちは間違いを犯したのか〜』にて、諸問題の原因を油断、緊張感のなさ、危機管理の甘さ、と説明した。また、社外の識者らで構成する再生委員会や、視聴者や現場への対応をチェックする組織「オンブズ東海（仮）」を設置することを明らかにした。同日午後、浅野碩也同局社長らが記者会見を行い、また、検証委員会がまとめた経営計画の見直しを求める報告書をまとめた[205]。
  - NHK仙台放送局はこの日、築50年を数える当時の放送会館（仙台市青葉区錦町）の老朽化ならびに東日本大震災による建物の被害に伴い、新会館整備に向け移転用地を取得。移転先は青葉区本町を予定しており、2018年（平成30年）の運用開始を目指す[206]。
- 31日 - 日本テレビアナウンサーの西尾由佳理がこの日をもって同局を退社し、フリーアナウンサーに転向。局アナとしての最後の仕事は8月20〜21日に放送された『24時間テレビ 「愛は地球を救う」』の総合司会であった。尚、レギュラー出演する『世界まる見え!テレビ特捜部』はフリー転向後も引き続き出演[207]。

### 9月
- 1日
  - 毎日放送（MBS）のロゴマーク「MBS」が、同社の開局60周年を機に1965年（昭和40年）以来46年間使われてきた「」ロゴから新しい「」ロゴマークに変更。
  - TBSアナウンサーの高野貴裕と、交際中の女優星野真里が結婚。星野が同日ブログで報告[208]。
- 4日 - TBSでこの日、22時30分から『EXILE魂』（毎日放送との共同制作）を放送中、関東エリアで夜11時から2分間にわたり放送中断する事故があった。TBS局内の出力系機械の送出トラブルが原因で、予備系統への切り替えに時間がかかったため[209]。
- 6日 - 高知さんさんテレビでこの日、8時31分から10時55分56秒（同局HPに掲載のお詫びより）まで高知県全域で同局の放送が映らなくなり、視聴できなくなる放送事故が発生した。放送機器に電源を送る電源装置が故障したため。また10月17日、同局はこの事故の責任を取る形で、渡辺陽社長と担当役員2名の役員報酬カット（減俸）処分を行ったことを発表した。しかし、処分の詳細は明らかにしなかった[210]。
- 8日
  - NHKの松本正之会長はこの日の定例会見で、地上波のデジタル完全移行後、放送受信契約の解約の申し出が8月末までに9万件あったことを発表した[211]。
  - フジテレビのアナウンサーで『FNNスピーク』のキャスターなどを務めた高木広子が年内いっぱいで同局を退社し、実業家に転身することがこの日発表された[212]。
- 15日 - 民放連はローカル情報番組『ぴーかんテレビ』で不適切テロップを流した東海テレビに対し「放送界全体の信頼を損なった」として、同局を文書による厳重注意処分とした[213]。
- 19日 - 毎日放送がこの日未明に緊急地震速報のテスト作業を行った際「大阪府で地震」「和歌山県で地震」というテロップを誤って放送した[214]。
- 22日 - BPOの放送倫理検証委員会はこの日会合を開き、東海テレビが『ぴーかんテレビ』で不適切テロップを流した問題を受け、同局を含むBPO加盟放送各局（NHK・民放各社）などに対し、再発防止に向けての提言をまとめた[215]。
- 23日〜25日 - テレビ朝日が主催する音楽イベント『テレビ朝日ドリームフェスティバル2011』を3日間にわたり東京・日本武道館にて開催。
- 26日〜10月2日 - TBSが全日帯7.4%、G帯12.5%、P帯13.0%（いずれも関東地区、ビデオリサーチ調べ）と、すべての時間帯において、週平均の各局視聴率で首位に。TBSが全時間帯首位となったのは1994年9月最終週（9月26日〜10月2日）[注 33] 以来17年ぶりである[216]。
- 30日
  - 毎日放送の元アナウンサーで同局専属パーソナリティの角淳一が、この日限りで同局との専属契約を満了。角は同日で1999年（平成11年）10月の番組開始以来12年に渡って総合司会を務めてきた『ちちんぷいぷい』の総合司会を卒業した[99][101]。
  - NHKアナウンサー有働由美子の母が29日未明に死去したことに伴い、有働は司会を務めるNHK総合『あさイチ』のこの日の放送を休演した[217]。
  - 読売テレビでこの日、夕方の情報番組『かんさい情報ネットten!』（関西ローカル）の放送中に放送事故が発生。フルセグ放送（デジタル通常放送）で17時04分ごろから約23分間、ワンセグ放送でも17時6分から約26分にわたり画像が乱れる現象が起こった。放送機器の故障が原因とみられる[218]。

### 10月
- 1日
  - BSデジタル放送の新規チャンネルが13チャンネル（有料放送13）放送開始[219]。
    - WOWOWがこの日よりハイビジョンによる完全3チャンネル体制に。それぞれ「WOWOWプライム」「WOWOWライブ」「WOWOWシネマ」のチャンネル名で開局。また、コーポレートメッセージを「見るほどに、新しい出会い。WOWOW」とし、ブランドロゴも一新。さらに、同日10時から翌2日22時まで「WOWOW大開局祭」と題して、36時間にわたり無料放送を実施した。
    - 洋画専門チャンネルのスター・チャンネルはこの日よりBSデジタル放送にて「スター・チャンネル1」「スター・チャンネル2」「スター・チャンネル3」の3チャンネル体制となり、全チャンネルハイビジョン放送開始。
    - スポーツ専門チャンネルJ SPORTSを運営するジェイ・スポーツ・ブロードキャスティングが、会社設立から15周年を迎えるのを機に、株式会社ジェイ・スポーツに社名変更。放送中のJ SPORTS計4チャンネルの名称も「J SPORTS 1」「J SPORTS 2」「J SPORTS 3」「J SPORTS 4」にそれぞれ変更、同時にBSデジタル放送で1・2を放送開始[203]。

  - テレビ東京、「東京12チャンネル」から社名を変更してから30周年。
- NHK・松本正之会長はこの日の定例会見の席で「NHK番組出演者に暴力団との関わりがあることが判明した場合には、紅白歌合戦を含めて全ての番組の出演契約を解除する」とし、出演者の身辺調査を厳しくする姿勢を示した[220]。
- 8日〜10日 - 毎日放送が開局60周年記念イベント「ちゃやまちハッピーアワー祭」を大阪市北区茶屋町の同局本社にて開催。また同局は8日、総務省のホワイトスペース[注 34] 特区制度を利用し、茶屋町周辺をエリアとするミニテレビ局『茶屋町TV』を開局[221]。
- 10日 
  - 改修工事のため休館していたNHKスタジオパーク（東京・渋谷）がこの日リニューアルオープン。
  - 日本テレビアナウンサーの新谷保志と中京テレビアナウンサーの本多小百合が結婚したことが、この日の中京テレビ早朝番組『おはZIP!』番組内で本多自身から公表された[222]。
- 20日 - 名古屋市などの実行委員会が2010年に展開した「名古屋開府400年」記念事業のロゴマークを東海テレビが契約終了後も使用していたことがこの日発覚し、名古屋市は同社に対し口頭で注意した。その問題となったのは、同社が2010年11月に発売した「名古屋弁ことばかるた」で、記念事業のマークを使って2011年3月まで販売するとしていたが、注意を受けてかるたの販売を取りやめた[223]。
- 21日 - 2011年リビア騒乱取材のため、 エジプトから リビア・スルトへ向かっていたテレビ朝日カイロ支局取材班を載せた乗用車が交通事故に遭遇、この事故でテレビ朝日カイロ支局長ら3名が死亡した[224]。
- 26日 - 日本テレビは、同局アナウンサーの田辺研一郎が、系列局である中京テレビのアナウンサー我妻絵美と結婚したことを、この日発表[225]。

### 11月
- 7日 - テレビ北海道（TVh）が帯広中継局を開局。続く11日には網走、北見の両中継局を開局。道東地域の放送エリアにおいてこの月に3局も開局する[204]。いずれも既存の施設内に相乗りし、帯広は札幌テレビ（STV）の送信所施設内、網走は北海道テレビ（HTB）・STVの共同送信所施設内、北見は先に2007年10月1日に開局した民放4局のデジタル中継局施設内にそれぞれ相乗りする。
- 8日 - 読売テレビで2010年12月28日に放送した報道番組で、貧困ビジネスの実態について特集した際、匿名で取材協力した大阪市内の男性が、放送後襲われ負傷したのは身元を隠す処理が不十分だったからとして、この日、同局に対し慰謝料など計6,300万円の損害賠償を大阪地裁に提訴した[226]。
- 14日
  - TBS系『スポーツマンNo.1決定戦』や『SASUKE』などを手がけていたテレビ番組制作会社「Monster9」（モンスター・ナイン）が東京地裁に自己破産を申請し、11月11日付で破産手続き開始の決定を受けていたことが明らかに。負債総額は同社及び関連会社合わせて約36億円。同社はTBSプロデューサーだった樋口潮が独立して設立した会社である[227]。
  - フジテレビ系で1991年に放送された月9ドラマ『東京ラブストーリー』が 中国・上海市において無断でミュージカルとして上演され、著作権を侵害されたとして、同局は同日付で上海の主催者に抗議文を送付した[228]。
- 16日 - 第59回NHK紅白歌合戦（2008年）に9歳7ヶ月で史上最年少出場するなど、子役俳優・歌手として活動している大橋のぞみが、2012年4月の中学校進学を機に学業専心を理由として芸能活動を停止することが報じられる[229]。尚、これに対して大橋の所属事務所は、この時は曖昧な対応を取っている[230]。
- 18日 - 2008年4月に放送されたNHKのニュース番組で写真を無断で使用され著作権を侵害されたとして、札幌市在住の53歳の男性写真家がNHKなどに対して約620万円の損害賠償及び謝罪放送などを求めた裁判の控訴審で、札幌高裁は写真家側の訴えを一部認め、一審より多い約104万円を支払うようNHKなどに命じた。写真家側は最高裁に上告する方針[231]。
- 22日 - CS放送のゴルフ専門チャンネル「ゴルフネットワーク」は、米国のゴルフ専門放送局「ザ・ゴルフ・チャンネル」と2012年4月以降の番組配信契約を結んだと発表。これにより米国女子ツアー10試合、欧州男子ツアー40試合が新たに中継される。ゴルフネットワークでの番組配信開始に伴い、日本におけるザ・ゴルフ・チャンネルの放送は2012年3月31日をもって終了した[232]。

### 12月
- 16日 - 栃木県の独立局・とちぎテレビが、同じく栃木県を放送対象地域とするラジオ（中波）単営局の栃木放送を子会社化することを正式決定。両社は報道や管理、制作部門の業務で連携を進める[233]。
- 26日 - 日本テレビアナウンサーの宮﨑宣子が24日に一般人男性と結婚したことを発表[234]。なお、宮﨑は2012年3月31日付で退職。
- 31日 - 日本テレビアナウンサーの森麻季が、読売ジャイアンツ選手の澤村拓一との結婚に伴いこの日限りで退職。

## 開閉局

### 閉局・放送終了
- 3月31日
  - NHK衛星第1テレビジョン→チャンネル再編、「BS1」へ移行
  - NHK衛星第2テレビジョン
  - NHKデジタル衛星ハイビジョン →チャンネル再編、「BSプレミアム」へ移行
- 5月31日 - MATV ムービーアジア
- 6月30日
  - ACCESS「鉄道チャンネル」に改編
  - FOXベイビー
- 8月31日
  - マツモトキヨシジャスト・アイ インフォメーション

### 開局・放送開始
- 4月1日
  - NHK BS1
  - NHK BSプレミアム
- 7月1日 - 鉄道チャンネル
- 10月1日[219]
  - WOWOW PRIME（「デジタルWOWOW」からチャンネル名変更）
  - WOWOW LIVE
  - WOWOW CINEMA
  - 放送大学（BSデジタル放送で放送開始）
  - グリーンチャンネル（BSデジタル放送で放送開始）
  - FOX bs238
  - BSスカパー!
  - スター・チャンネル1（「スター・チャンネル ハイビジョン」からチャンネル名変更）
  - スター・チャンネル2（東経110度CSからBSに移行、「スター・チャンネル プラス」からチャンネル名変更）
  - スター・チャンネル3（東経110度CSからBSに移行、「スター・チャンネル クラシック」からチャンネル名変更）
  - BS アニマックス（東経110度CSからBSに移行、「アニマックス」からチャンネル名変更）
  - J SPORTS 1（東経110度CSからBSに移行、「J sports 1」からチャンネル名変更）
  - J SPORTS 2（東経110度CSからBSに移行、「J sports 2」からチャンネル名変更）

## 周年

### 番組
- 1月
  - 放送開始40周年 - 『新婚さんいらっしゃい!』（朝日放送）
  - 放送開始20周年 - 『ライオンのごきげんよう』（フジテレビ）
  - 放送開始15周年
    - 『いないいないばあっ!』（NHK Eテレ）
    - 『名探偵コナン』（読売テレビ）
- 2月2日 - 放送開始35周年『徹子の部屋』（テレビ朝日）。
- 3月6日 - 放送開始25周年『ドラゴンボールシリーズ』（フジテレビ）* 4月
  - 放送開始50周年
    - 『連続テレビ小説』（NHK総合）
    - 『みんなのうた』（NHK）
    - 『テレビスポーツ教室』（NHK大阪放送局 / NHK Eテレ）

  - 放送開始40周年 - 『仮面ライダーシリーズ』（テレビ朝日）
  - 放送開始35周年
    - 『名曲アルバム』（NHK）
    - 『日曜美術館』（NHK Eテレ）
    - 『プロ野球ニュース』（フジテレビONE）[235]

  - 放送開始30周年
    - 『将棋の時間』（NHK Eテレ）
    - 『サタふく』（福島テレビ）

  - 放送開始25周年
    - 『日立 世界・ふしぎ発見!』（TBS）
    - 『いい旅・夢気分』（テレビ東京）

  - 放送開始15周年
    - 『ざわざわ森のがんこちゃん』（NHK Eテレ）
    - 『ズームイン!!サタデー』（日本テレビ）
    - 『メレンゲの気持ち』（日本テレビ）
    - 『世界遺産』（TBS）
    - 『王様のブランチ』（TBS）
    - 『さんまのSUPERからくりTV』（TBS）
    - 『SMAP×SMAP』（関西テレビ・フジテレビ）
    - 『ワイド!スクランブル』（テレビ朝日）

  - 放送開始10周年
    - 『ザ!世界仰天ニュース』（日本テレビ）
    - 『すぽると!』（フジテレビ）
    - 『新堂本兄弟』（フジテレビ）
    - 『はねるのトびら』（フジテレビ）
    - 『水野真紀の魔法のレストラン』（毎日放送）
    - 『せやねん!』（毎日放送）
    - 『ごきげん!ブランニュ』（朝日放送）
    - 『Disney Time』（テレビ東京）
    - 『きらきらアフロ』（テレビ大阪）
    - 『アサデス。』（九州朝日放送）
- 5月15日 - 『笑点』（日本テレビ）放送開始45周年。
- 7月3日 - 『1億人の大質問!?笑ってコラえて』（日本テレビ）放送開始15周年。
- 8月20日 - 『やすしきよしの夏休み』（関西テレビ）放送開始10周年。
- 9月30日 - 『はなまるマーケット』（TBS）放送開始15周年。
- 10月
  - 放送開始45周年 - 『日曜洋画劇場』（テレビ朝日）
  - 放送開始25周年 - 『ミュージックステーション』（テレビ朝日）
  - 放送開始20周年
    - 『オールスター感謝祭』（TBS）
    - 『どさんこワイド』（札幌テレビ放送）
    - 『KRYさわやかモーニング』（山口放送）

  - 放送開始15周年 - 『めちゃ×2イケてるッ!』（フジテレビ）
  - 放送開始10周年
    - 『SmaSTATION!!』（テレビ朝日）
    - 『中居正広の金曜日のスマたちへ』（TBS）
    - 『サンデージャポン』（TBS）
- 11月 - 放送開始10周年
  - 『わが心の大阪メロディー』（NHK大阪放送局 / NHK総合）
  - 『日テレ系音楽の祭典 ベストアーティスト』（日本テレビ）
  - 『未来の主役 地球の子どもたち』（TVQ九州放送）
- 12月 - 『日曜劇場』（TBS）放送開始55周年。

### 開局・放送開始
1月8日
NHK広島放送局教育テレビジョン放送開始50周年。
3月21日
NHK福岡放送局総合テレビジョン放送開始55周年。
3月22日
NHK仙台放送局、NHK広島放送局総合テレビジョン放送開始55周年。
4月1日
- 県域教育テレビジョン放送開始50周年 – NHK富山放送局
- 県域総合テレビジョン放送開始40周年 - NHK大津放送局（3月1日中継局開所50周年）
- 開局30周年 - テレビ新潟放送網
- 開局20周年 - WOWOW、岩手めんこいテレビ、長野朝日放送、TVQ九州放送、長崎国際テレビ

4月5日
NHK北見放送局テレビジョン放送開始50周年。
4月16日
群馬テレビ開局40周年。
5月1日
千葉テレビ放送開局40周年。
5月24日
NHK神戸放送局総合テレビジョン放送開始40周年。
5月31日
NHK和歌山放送局総合テレビジョン放送開始40周年。
8月1日
NHK高知放送局教育テレビジョン放送開始50周年。
10月1日
- 開局30周年 - 福島放送
- 開局20周年 - 青森朝日放送、北陸朝日放送
- 開局15周年 - 岩手朝日テレビ

10月7日
NHK青森放送局教育テレビジョン放送開始50周年。
12月1日
中部日本放送、朝日放送（大阪テレビ放送として）テレビジョン放送開始55周年。
12月22日
NHK札幌放送局テレビジョン放送開始55周年。

## 記念回

### 帯番組
- 9000回 - 徹子の部屋（6月22日、テレビ朝日）
- 5000回
  - 6月16日 - ライオンのごきげんよう（フジテレビ）
  - 10月17日 - KRYさわやかモーニング（山口放送）
- 4000回 - のりゆきのトークDE北海道（2月16日、北海道文化放送）
- 3000回 - クローズアップ現代（2月9日、NHK総合 / NHKBS2）[236][出典無効]
- 2000回
  - 2月28日 - イチオシ!（北海道テレビ放送）
  - 4月7日 - 今日感テレビ（RKB毎日放送）
- 1000回 - 全力坂（8月18日、テレビ朝日）

### レギュラー番組
- 2200回 - 比叡の光（6月12日、KBS京都）
- 2000回 - クボタ民謡お国めぐり（6月18日、秋田テレビ）[注 35]
- 1800回 - パネルクイズ アタック25（5月15日、朝日放送）
- 1700回 - ハロー大分（7月16日、テレビ大分）[237]
- 1400回 - チバテレビカラオケ大賞21（1月10日、千葉テレビ）
- 1300回 - カーグラフィックTV（11月9日、テレビ朝日→BS朝日）[238]
- 1200回
  - 2月7日 - 水戸黄門シリーズ（TBS）[注 36]
  - 7月30日 - さんまのまんま（関西テレビ）
  - 9月17日 - 世界・ふしぎ発見!（TBS）
- 1000回
  - 1月16日 - 噂の!東京マガジン（TBS）
  - 4月3日 - 仮面ライダーシリーズ（テレビ朝日）[注 37]
- 900回
  - 10月1日 - COUNT DOWN TV（TBS）
  - 11月22日 - 開運!なんでも鑑定団（テレビ東京）[239]
  - 12月18日 - 大阪ほんわかテレビ（読売テレビ）
- 800回
  - 1月29日 - チューボーですよ!（TBS）
  - 3月19日 - 出没!アド街ック天国（テレビ東京）
  - 4月6日 - ためしてガッテン（NHK総合）
  - 5月19日 - ダウンタウンDX（読売テレビ）
  - 12月17日 - 王様のブランチ（TBS）
- 700回 - HEY!HEY!HEY! MUSIC CHAMP（7月25日、フジテレビ）
- 600回
  - 6月5日 - GET SPORTS（テレビ朝日）
  - 6月28日 - 『ぷっ』すま（テレビ朝日）
- 500回
  - 1月28日 - きらきらアフロ（テレビ大阪）[注 38]
  - 2月12日 - せやねん!（毎日放送）
  - 5月29日 - ONE PIECE（フジテレビ）
  - 7月9日 - ノブナガ（中部日本放送）
  - 9月29日 - 渡る世間は鬼ばかりシリーズ（TBS）[240]
  - 10月20日 - いきなり!黄金伝説。（テレビ朝日）
  - 11月15日 - ロンドンハーツ（テレビ朝日）
- 400回
  - 2月20日 - 真相報道 バンキシャ!（日本テレビ）
  - 3月26日 - じゃじゃじゃTV（IBC岩手放送）
  - 6月23日 - 雨上がり決死隊のトーク番組アメトーーク!（テレビ朝日）
  - 7月27日 - ザ!世界仰天ニュース（日本テレビ）[注 39]
  - 8月27日 - ウドちゃんの旅してゴメン（メ〜テレ）
  - 11月6日 - たかじんのそこまで言って委員会（読売テレビ）
  - 12月14日 - はねるのトびら（フジテレビ）
- 300回
  - 6月25日 - J-MELO（NHK総合）
  - 7月21日 - ビーバップ!ハイヒール（朝日放送）
  - 9月25日 - ソロモン流（テレビ東京）

### 不定期・特別番組
- 40回 - オールスター感謝祭（4月9日、TBS）
- 20回 - 人志松本のすべらない話（6月25日、フジテレビ）

## 視聴率
数字・視聴率はビデオリサーチ関東地区調べ。その他地域別の視聴率はその他テレビに関する話題に。

### 報道・情報番組
| 順位 | 視聴率 | 放送日               | 番組名                                                                  | 放送局     |
| ---- | ------ | -------------------- | ----------------------------------------------------------------------- | ---------- |
| 1    | 29.8%  | 3月19日 19:00-20:00  | NHKニュース7                                                            | NHK総合    |
| 2    | 28.2%  | 4月7日 23:35-24:00   | ニュース                                                                | NHK総合    |
| 3    | 26.6%  | 3月14日 18:45-19:00  | 首都圏ニュース・気象情報                                                | NHK総合    |
| 4    | 26.1%  | 3月13日 20:00-20:30  | ニュース                                                                | NHK総合    |
| 5    | 25.9%  | 9月21日 18:10-19:00  | 首都圏ネットワーク                                                      | NHK総合    |
| 5    | 25.9%  | 9月21日 19:00-19:30  | NHKニュース7                                                            | NHK総合    |
| 7    | 25.4%  | 12月31日 23:45-24:15 | ゆく年くる年                                                            | NHK総合    |
| 8    | 25.3%  | 3月17日 20:45-21:00  | 首都圏ニュース845                                                       | NHK総合    |
| 9    | 24.7%  | 3月19日 18:45-19:00  | 首都圏ニュース・気象情報                                                | NHK総合    |
| 10   | 24.1%  | 3月17日 21:00-22:00  | ニュースウオッチ9                                                       | NHK総合    |
| 11   | 23.8%  | 3月19日 20:00-20:45  | NHKニュース7                                                            | NHK総合    |
| 12   | 23.7%  | 3月14日 7:00-8:00    | NHKニュースおはよう日本                                                 | NHK総合    |
| 13   | 23.6%  | 4月11日 18:30-19:00  | 首都圏ネットワーク                                                      | NHK総合    |
| 14   | 23.5%  | 3月15日 18:45-19:00  | 首都圏ニュース・気象情報                                                | NHK総合    |
| 14   | 23.5%  | 4月29日 19:00-20:54  | 金曜スーパープライム 完全生中継・英国王子ウィリアム王子・ケイト妃結婚式 | 日本テレビ |
| 16   | 23.2%  | 3月14日 8:00-8:15    | NHKニュースおはよう日本                                                 | NHK総合    |
| 17   | 23.1%  | 3月16日 18:45-19:00  | 首都圏ニュース・気象情報                                                | NHK総合    |
| 17   | 23.1%  | 3月22日 18:45-19:00  | 首都圏ニュース・気象情報                                                | NHK総合    |
| 19   | 22.9%  | 3月21日 18:45-19:00  | 首都圏ニュース・気象情報                                                | NHK総合    |
| 20   | 22.7%  | 3月22日 19:00-20:00  | NHKニュース7                                                            | NHK総合    |
| 21   | 22.6%  | 3月15日 19:00-20:00  | NHKニュース7                                                            | NHK総合    |
| 22   | 22.5%  | 3月14日 18:00-18:45  | ニュース                                                                | NHK総合    |
| 22   | 22.5%  | 4月11日 17:16-18:30  | ニュース                                                                | NHK総合    |
| 24   | 22.4%  | 3月15日 22:00-23:00  | ニュースウオッチ9                                                       | NHK総合    |
| 25   | 21.9%  | 3月13日 19:00-20:00  | ニュース                                                                | NHK総合    |
| 25   | 21.9%  | 9月21日 20:45-21:00  | 首都圏ニュース845                                                       | NHK総合    |
| 27   | 21.6%  | 3月12日 8:00-9:00    | ニュース                                                                | NHK総合    |
| 28   | 21.5%  | 3月20日 20:45-21:00  | ニュース・気象情報                                                      | NHK総合    |
| 29   | 21.4%  | 7月19日 19:00-19:30  | NHKニュース7                                                            | NHK総合    |
| 30   | 21.2%  | 3月18日 18:45-19:00  | 首都圏ニュース・気象情報                                                | NHK総合    |
| 31   | 21.0%  | 5月8日 20:45-21:00   | ニュース・気象情報                                                      | NHK総合    |
| 32   | 20.8%  | 2月11日 19:00-19:30  | NHKニュース7                                                            | NHK総合    |
| 32   | 20.8%  | 3月1日 19:00-19:30   | NHKニュース7                                                            | NHK総合    |
| 32   | 20.8%  | 3月12日 19:00-20:00  | ニュース                                                                | NHK総合    |
| 32   | 20.8%  | 6月2日 19:00-19:30   | NHKニュース7                                                            | NHK総合    |
| 36   | 20.7%  | 3月14日 21:00-22:00  | ニュースウオッチ9                                                       | NHK総合    |
| 37   | 20.6%  | 3月11日 19:00-20:00  | ニュース                                                                | NHK総合    |
| 37   | 20.6%  | 9月21日 17:00-18:00  | ニュース                                                                | NHK総合    |
| 39   | 20.5%  | 3月12日 18:00-19:00  | ニュース                                                                | NHK総合    |
| 39   | 20.5%  | 5月29日 18:00-18:55  | 真相報道 バンキシャ!                                                    | 日本テレビ |
| 41   | 20.4%  | 1月23日 20:45-21:00  | ニュース・気象情報                                                      | NHK総合    |
| 41   | 20.4%  | 4月24日 20:45-21:00  | ニュース・気象情報                                                      | NHK総合    |
| 43   | 20.2%  | 7月19日 19:30-20:00  | NHKニュース7                                                            | NHK総合    |
| 44   | 20.1%  | 6月12日 20:45-21:00  | ニュース・気象情報                                                      | NHK総合    |
| 45   | 20.0%  | 1月30日 18:00-18:55  | 真相報道 バンキシャ!                                                    | 日本テレビ |

### スポーツ
| 順位 | 視聴率 | 放送日               | 番組名                                                                      | 放送局     |
| ---- | ------ | -------------------- | --------------------------------------------------------------------------- | ---------- |
| 1    | 35.1%  | 1月25日 22:20-25:15  | サッカー・AFCアジアカップ2011 準決勝・日本×韓国                             | テレビ朝日 |
| 2    | 33.1%  | 1月29日 23:54-26:40  | サッカー・AFCアジアカップ2011 決勝・日本×オーストラリア                     | テレビ朝日 |
| 3    | 29.5%  | 1月3日 7:50-14:18    | 新春スポーツスペシャル 第87回東京箱根間往復大学駅伝競走・復路               | 日本テレビ |
| 4    | 29.3%  | 4月30日 21:00-23:10  | 世界フィギュアスケート選手権2011 女子シングルフリー・第3部                  | フジテレビ |
| 5    | 29.0%  | 9月3日 20:59-22:00   | サッカー女子・ロンドン五輪アジア最終予選 日本×韓国・後半                    | NHK総合    |
| 6    | 27.8%  | 4月29日 19:57-23:22  | 世界フィギュアスケート選手権2011 女子ショートプログラム                     | フジテレビ |
| 7    | 26.7%  | 12月25日 20:00-21:49 | 全日本フィギュアスケート選手権2011 女子フリー                               | フジテレビ |
| 8    | 25.9%  | 1月21日 22:20-24:30  | サッカー・AFCアジアカップ2011 準々決勝・日本×カタール                       | テレビ朝日 |
| 9    | 25.2%  | 9月8日 17:24-18:30   | サッカー女子・ロンドン五輪アジア最終予選 日本×北朝鮮・後半                  | NHK総合    |
| 10   | 25.1%  | 1月2日 7:50-14:05    | 新春スポーツスペシャル 第87回東京箱根間往復大学駅伝競走・往路               | 日本テレビ |
| 11   | 24.6%  | 9月3日 20:00-20:48   | サッカー女子・ロンドン五輪アジア最終予選 日本×韓国・前半                    | NHK総合    |
| 12   | 24.3%  | 9月2日 19:20-21:24   | 2014FIFAワールドカップサッカーアジア地区3次予選 日本代表×北朝鮮代表         | 日本テレビ |
| 13   | 24.1%  | 11月18日 19:04-21:19 | ワールドカップバレー2011女子・日本×アメリカ                                 | フジテレビ |
| 14   | 23.4%  | 1月17日 22:04-24:20  | サッカー・AFCアジアカップ2011 日本×サウジアラビア                           | テレビ朝日 |
| 15   | 23.3%  | 6月7日 19:28-21:29   | キリンカップサッカー2011・日本×チェコ                                       | TBS        |
| 16   | 22.7%  | 12月24日 19:15-21:31 | 全日本フィギュアスケート選手権2011 女子ショートプログラム                   | フジテレビ |
| 17   | 22.5%  | 3月29日 19:20-21:24  | 東北地方太平洋沖地震復興支援チャリティーマッチ 日本代表×Jリーグ選抜         | 日本テレビ |
| 18   | 22.2%  | 8月10日 19:28-21:30  | サッカー・キリンチャレンジカップ2011 日本×韓国                              | TBS        |
| 19   | 21.8%  | 7月18日 5:00-6:30    | FIFA女子ワールドカップサッカー2011・決勝戦 日本×アメリカ                    | フジテレビ |
| 20   | 21.1%  | 2月20日 19:00-20:54  | 四大陸フィギュアスケート選手権2011 女子シングル・フリー                     | フジテレビ |
| 21   | 20.9%  | 9月6日 22:54-24:59   | 2014FIFAワールドカップサッカーアジア地区3次予選 ウズベキスタン代表×日本代表 | 日本テレビ |
| 22   | 20.8%  | 4月28日 19:57-22:48  | 世界フィギュアスケート選手権2011 男子ショートプログラム                     | フジテレビ |
| 22   | 20.8%  | 10月11日 19:00-21:07 | 2014FIFAワールドカップサッカーアジア地区3次予選 日本代表×タジキスタン代表   | テレビ朝日 |
| 24   | 20.4%  | 6月1日 19:19-21:19   | キリンカップサッカー2011・日本×ペルー                                       | テレビ朝日 |

### ドラマ・映画
| 順位 | 視聴率 | 放送日               | 番組名                                                     | 放送局     |
| ---- | ------ | -------------------- | ---------------------------------------------------------- | ---------- |
| 1    | 40.0%  | 12月21日 22:00-23:09 | 水曜ドラマ・家政婦のミタ（最終回）                         | 日本テレビ |
| 2    | 29.6%  | 11月30日 22:00-22:54 | 水曜ドラマ・家政婦のミタ                                   | 日本テレビ |
| 3    | 28.7%  | 12月21日 21:00-21:57 | さよなら『家政婦のミタ』特別版                             | 日本テレビ |
| 4    | 28.6%  | 12月14日 22:35-23:44 | 水曜ドラマ・家政婦のミタ                                   | 日本テレビ |
| 5    | 27.6%  | 12月7日 22:00-23:09  | 水曜ドラマ・家政婦のミタ                                   | 日本テレビ |
| 6    | 26.1%  | 6月26日 21:00-22:48  | 日曜劇場・JIN-仁-（最終回）                                | TBS        |
| 7    | 23.9%  | 7月3日 21:00-22:24   | ドラマチック・サンデー・マルモのおきて（最終回）           | フジテレビ |
| 8    | 23.7%  | 2月23日 21:00-21:54  | 相棒 Season9                                               | テレビ朝日 |
| 8    | 23.7%  | 4月17日 21:00-23:03  | 日曜劇場・JIN-仁-（初回）                                  | TBS        |
| 10   | 23.6%  | 3月23日 8:00-8:15    | 連続テレビ小説・てっぱん                                   | NHK総合    |
| 11   | 23.5%  | 11月23日 22:00-22:54 | 水曜ドラマ・家政婦のミタ                                   | 日本テレビ |
| 12   | 23.4%  | 11月16日 22:00-22:54 | 水曜ドラマ・家政婦のミタ                                   | 日本テレビ |
| 13   | 22.7%  | 3月2日 21:00-21:54   | 相棒 Season9                                               | テレビ朝日 |
| 14   | 22.6%  | 1月23日 20:00-20:45  | 大河ドラマ・江〜姫たちの戦国〜                             | NHK総合    |
| 14   | 22.6%  | 9月3日 8:00-8:15     | 連続テレビ小説・おひさま                                   | NHK総合    |
| 16   | 22.5%  | 1月26日 21:00-21:54  | 相棒 Season9                                               | テレビ朝日 |
| 16   | 22.5%  | 11月9日 22:00-22:54  | 水曜ドラマ・家政婦のミタ                                   | 日本テレビ |
| 18   | 22.2%  | 8月20日 21:26-23:21  | 24時間テレビドラマスペシャル・生きてるだけでなんくるないさ | 日本テレビ |
| 18   | 22.2%  | 9月29日 21:00-22:48  | 橋田壽賀子ドラマ・渡る世間は鬼ばかり 最終回スペシャル      | TBS        |
| 18   | 22.2%  | 10月16日 21:00-23:03 | 日曜劇場・南極大陸（初回）                                 | TBS        |
| 21   | 22.1%  | 1月16日 20:00-20:45  | 大河ドラマ・江〜姫たちの戦国〜                             | NHK総合    |
| 22   | 22.0%  | 2月6日 20:00-20:45   | 大河ドラマ・江〜姫たちの戦国〜                             | NHK総合    |
| 22   | 22.0%  | 4月2日 8:00-8:15     | 連続テレビ小説・てっぱん（最終回）                         | NHK総合    |
| 22   | 22.0%  | 12月18日 21:00-22:24 | 日曜劇場・南極大陸（最終回）                               | TBS        |
| 25   | 21.9%  | 9月21日 8:00-8:15    | 連続テレビ小説・おひさま                                   | NHK総合    |
| 26   | 21.7%  | 1月9日 20:00-21:15   | 大河ドラマ・江〜姫たちの戦国〜（初回）                     | NHK総合    |
| 27   | 21.6%  | 7月30日 8:00-8:15    | 連続テレビ小説・おひさま                                   | NHK総合    |
| 27   | 21.6%  | 10月1日 8:00-8:15    | 連続テレビ小説・おひさま（最終回）                         | NHK総合    |
| 29   | 21.5%  | 1月30日 20:00-20:45  | 大河ドラマ・江〜姫たちの戦国〜                             | NHK総合    |
| 30   | 21.3%  | 9月17日 8:00-8:15    | 連続テレビ小説・おひさま                                   | NHK総合    |
| 31   | 21.2%  | 2月16日 21:00-21:54  | 相棒 Season9                                               | テレビ朝日 |
| 32   | 21.1%  | 6月19日 21:00-22:04  | 日曜劇場・JIN-仁-                                          | TBS        |
| 33   | 21.0%  | 7月20日 8:00-8:15    | 連続テレビ小説・おひさま                                   | NHK総合    |
| 34   | 20.9%  | 2月27日 20:00-20:45  | 大河ドラマ・江〜姫たちの戦国〜                             | NHK総合    |
| 35   | 20.8%  | 5月15日 21:00-21:54  | 日曜劇場・JIN-仁-                                          | TBS        |
| 35   | 20.8%  | 6月17日 8:00-8:15    | 連続テレビ小説・おひさま                                   | NHK総合    |
| 35   | 20.8%  | 7月2日 8:00-8:15     | 連続テレビ小説・おひさま                                   | NHK総合    |
| 35   | 20.8%  | 8月26日 8:00-8:15    | 連続テレビ小説・おひさま                                   | NHK総合    |
| 35   | 20.8%  | 12月17日 8:00-8:15   | 連続テレビ小説・カーネーション                             | NHK総合    |
| 40   | 20.7%  | 5月8日 20:00-20:45   | 大河ドラマ・江〜姫たちの戦国〜                             | NHK総合    |
| 40   | 20.7%  | 5月8日 21:00-21:59   | 日曜劇場・JIN-仁-                                          | TBS        |
| 40   | 20.7%  | 7月8日 8:00-8:15     | 連続テレビ小説・おひさま                                   | NHK総合    |
| 43   | 20.6%  | 4月8日 8:00-8:15     | 連続テレビ小説・おひさま                                   | NHK総合    |
| 43   | 20.6%  | 6月24日 8:00-8:15    | 連続テレビ小説・おひさま                                   | NHK総合    |
| 45   | 20.5%  | 9月6日 8:00-8:15     | 連続テレビ小説・おひさま                                   | NHK総合    |
| 45   | 20.5%  | 12月9日 8:00-8:15    | 連続テレビ小説・カーネーション                             | NHK総合    |
| 47   | 20.4%  | 1月19日 21:00-21:54  | 相棒 Season9                                               | テレビ朝日 |
| 47   | 20.4%  | 2月2日 21:00-21:54   | 相棒 Season9                                               | テレビ朝日 |
| 47   | 20.4%  | 5月1日 21:00-21:54   | 日曜劇場・JIN-仁-                                          | TBS        |
| 47   | 20.4%  | 12月3日 8:00-8:15    | 連続テレビ小説・カーネーション                             | NHK総合    |
| 51   | 20.2%  | 7月12日 8:00-8:15    | 連続テレビ小説・おひさま                                   | NHK総合    |
| 51   | 20.2%  | 8月19日 8:00-8:15    | 連続テレビ小説・おひさま                                   | NHK総合    |
| 53   | 20.0%  | 3月6日 20:00-20:45   | 大河ドラマ・江〜姫たちの戦国〜                             | NHK総合    |
| 53   | 20.0%  | 3月9日 20:00-21:48   | 相棒 Season9・最終回スペシャル                             | テレビ朝日 |
| 53   | 20.0%  | 5月31日 8:00-8:15    | 連続テレビ小説・おひさま                                   | NHK総合    |

### バラエティ・歌番組
| 順位 | 視聴率 | 放送日               | 番組名                                                      | 放送局     |
| ---- | ------ | -------------------- | ----------------------------------------------------------- | ---------- |
| 1    | 41.6%  | 12月31日 21:00-23:45 | 第62回NHK紅白歌合戦・第2部                                  | NHK総合    |
| 2    | 35.2%  | 12月31日 19:15-20:55 | 第62回NHK紅白歌合戦・第1部                                  | NHK総合    |
| 3    | 26.6%  | 8月21日 19:00-20:54  | 24時間テレビ 「愛は地球を救う」34・Part10                   | 日本テレビ |
| 4    | 25.5%  | 8月21日 17:23-19:00  | 24時間テレビ 「愛は地球を救う」34・Part9                    | 日本テレビ |
| 5    | 24.3%  | 10月30日 17:30-18:00 | 笑点                                                        | 日本テレビ |
| 6    | 23.6%  | 2月6日 17:30-18:00   | 笑点                                                        | 日本テレビ |
| 7    | 22.7%  | 1月30日 17:30-18:00  | 笑点                                                        | 日本テレビ |
| 8    | 22.1%  | 5月29日 17:30-18:00  | 笑点                                                        | 日本テレビ |
| 9    | 21.7%  | 5月1日 17:30-18:00   | 笑点                                                        | 日本テレビ |
| 10   | 21.5%  | 8月21日 21:00-21:54  | 行列のできる法律相談所                                      | 日本テレビ |
| 10   | 21.5%  | 9月4日 17:30-18:00   | 笑点                                                        | 日本テレビ |
| 10   | 21.5%  | 10月2日 17:30-18:00  | 笑点                                                        | 日本テレビ |
| 13   | 21.3%  | 2月13日 17:30-18:00  | 笑点                                                        | 日本テレビ |
| 13   | 21.3%  | 5月22日 17:30-18:00  | 笑点                                                        | 日本テレビ |
| 13   | 21.3%  | 11月27日 19:00-20:54 | 世界の果てまでイッテQ!・地球を食べようSP!                   | 日本テレビ |
| 16   | 21.2%  | 5月15日 17:30-18:00  | 笑点                                                        | 日本テレビ |
| 16   | 21.2%  | 11月6日 17:30-18:00  | 笑点                                                        | 日本テレビ |
| 18   | 21.0%  | 1月6日 19:00-20:54   | ぐるナイ・ゴチ12新メンバーは○○さんSP                        | 日本テレビ |
| 18   | 21.0%  | 12月25日 21:00-23:24 | さんま&SMAP!美女と野獣のクリスマススペシャル2011            | 日本テレビ |
| 18   | 21.0%  | 12月29日 19:00-20:54 | ぐるナイ・最終章ゴチ クビ2名決定で大泣きスペシャル!!・第2部 | 日本テレビ |
| 21   | 20.9%  | 3月6日 17:30-18:00   | 笑点                                                        | 日本テレビ |
| 22   | 20.8%  | 1月23日 17:30-18:00  | 笑点                                                        | 日本テレビ |
| 22   | 20.8%  | 4月3日 17:30-18:00   | 笑点                                                        | 日本テレビ |
| 24   | 20.4%  | 2月4日 19:56-21:48   | 中居正広のキンスマSP                                        | TBS        |
| 24   | 20.4%  | 7月31日 17:30-18:00  | 笑点                                                        | 日本テレビ |
| 24   | 20.4%  | 10月23日 17:30-18:00 | 笑点                                                        | 日本テレビ |
| 24   | 20.4%  | 12月4日 17:30-18:00  | 笑点                                                        | 日本テレビ |
| 28   | 20.1%  | 2月20日 17:30-18:00  | 笑点                                                        | 日本テレビ |
| 28   | 20.1%  | 10月16日 17:30-18:00 | 笑点                                                        | 日本テレビ |
| 30   | 20.0%  | 2月27日 17:30-18:00  | 笑点                                                        | 日本テレビ |
| 30   | 20.0%  | 4月17日 17:30-18:00  | 笑点                                                        | 日本テレビ |

### アニメ
| 順位 | 視聴率 | 放送日               | 番組名     | 放送局     |
| ---- | ------ | -------------------- | ---------- | ---------- |
| 1    | 24.3%  | 1月16日 18:30-19:00  | サザエさん | フジテレビ |
| 2    | 24.2%  | 1月30日 18:30-19:00  | サザエさん | フジテレビ |
| 3    | 24.0%  | 2月20日 18:30-19:00  | サザエさん | フジテレビ |
| 4    | 23.2%  | 2月6日 18:30-19:00   | サザエさん | フジテレビ |
| 5    | 22.2%  | 5月1日 18:30-19:00   | サザエさん | フジテレビ |
| 6    | 21.9%  | 1月23日 18:30-19:00  | サザエさん | フジテレビ |
| 7    | 21.6%  | 2月27日 18:30-19:00  | サザエさん | フジテレビ |
| 8    | 21.1%  | 2月13日 18:30-19:00  | サザエさん | フジテレビ |
| 9    | 21.0%  | 3月27日 18:30-19:00  | サザエさん | フジテレビ |
| 10   | 20.8%  | 3月6日 18:30-19:00   | サザエさん | フジテレビ |
| 10   | 20.8%  | 11月27日 18:30-19:00 | サザエさん | フジテレビ |
| 12   | 20.6%  | 1月9日 18:30-19:00   | サザエさん | フジテレビ |
| 13   | 20.5%  | 4月17日 18:30-19:00  | サザエさん | フジテレビ |
| 13   | 20.5%  | 12月11日 18:30-19:00 | サザエさん | フジテレビ |
| 15   | 20.4%  | 3月20日 18:30-19:00  | サザエさん | フジテレビ |
| 16   | 20.3%  | 5月22日 18:30-19:00  | サザエさん | フジテレビ |
| 17   | 20.1%  | 4月24日 18:30-19:00  | サザエさん | フジテレビ |
| 17   | 20.1%  | 12月4日 18:30-19:00  | サザエさん | フジテレビ |
| 19   | 20.0%  | 4月3日 18:30-19:00   | サザエさん | フジテレビ |
| 19   | 20.0%  | 6月12日 18:30-19:00  | サザエさん | フジテレビ |

## 報道・情報・教養・ドキュメンタリー番組

### 終了番組

#### 2月
- 3日 - 世界の建築を巡る!〜人類は何を造ってきたのか〜（BSジャパン）※全12回放送終了
- 19日 - ワンダー×ワンダー（NHK総合）※レギュラー放送終了、以後は単発特番として放送
- 25日
  - とびきり（NHK大阪放送局）※東日本大震災の影響による前倒し終了
  - 九州沖縄インサイド（NHK福岡放送局）※東日本大震災の影響による前倒し終了
  - 企業魂（TOKYO MX）

#### 3月
- 1日 - 解禁!(秘)ストーリー 〜知られざる真実〜（TBS）
- 4日
  - おはよう天気HTB（北海道テレビ）
  - ワンダフル東北（NHK仙台放送局）※東日本大震災の影響による前倒し終了
  - ふるさと発（NHK広島放送局）※東日本大震災の影響による前倒し終了
- 5日
  - NHK週刊ニュース（NHK総合）※東日本大震災の影響による前倒し終了
  - あなろぐ an@log（岩手めんこいテレビ）※東日本大震災の影響による前倒し終了
- 6日 - あすのそら色 (TBS) ※東日本大震災の影響による前倒し終了
- 10日
  - 生中継 ふるさと一番!（NHK総合）※東日本大震災の影響による前倒し終了
  - わかやまニュースウェーブ（NHK和歌山放送局）※東日本大震災の影響による前倒し終了
  - ニュースなっとく福岡（NHK福岡放送局）※東日本大震災の影響による前倒し終了
  - ハイサイ!ニュース610（NHK沖縄放送局）※東日本大震災の影響による前倒し終了
- 14日 - なべあちっ!（フジテレビ）
- 19日
  - 月刊すぽるたす（読売テレビ）
  - 囲碁・将棋ジャーナル（NHK BS2）
- 25日
  - Bizスポワイド（NHK総合）
  - DON!（日本テレビ）
  - 朝6生ワイド（札幌テレビ放送）
  - 金曜なう（北海道文化放送）
  - TUYイブニング・ニュース（テレビユー山形）
  - 京bizW（KBS京都）
  - 日本の城とミステリー（BS朝日）
  - ココロジ(BS-TBS)
- 26日
  - 土曜スポーツタイム（NHK総合）[241]
  - BSななみDEどーも（NHK BS2）
  - 直撃!トップの決断（BSジャパン）
  - テレしず通りパロパロ（テレビ静岡）[242]
- 27日
  - TheサンデーNEXT（日本テレビ）
  - プレミアムスウィッチ（日本テレビ）
  - 最先端IT情報SHOW 革命×テレビ（TBS）
  - サンデースコープ(BS-TBS)
- 28日
  - tvk NEWSハーバー（tvk）月〜木曜放送終了
  - スポーツワイド Fの炎〜SPORT HOKKAIDO〜（北海道文化放送）
- 29日 - キティズパラダイスpeace（テレビ東京）
- 30日 - のりスタピッピー!（テレビ東京）
- 31日
  - ズームイン!!SUPER（日本テレビ）
  - おはようとくしま プラス（四国放送）
  - おはよう世界（NHK BS1）
  - アジアクロスロード（NHK BS1）
  - きょうの世界（NHK BS1）
  - 地球ドキュメント MISSION（NHK BS1）
  - ハイビジョン特集（NHK BShi）※廃局（BSプレミアムへ移行）に伴う
  - プレミアム8(NHK BShi)※廃局（BSプレミアムへ移行）に伴う
  - デイリースポーツ尼崎・住之江BOAT RACE FLASH（サンテレビ）

#### 4 - 8月
- 4月1日
  - スーパーモーニング（テレビ朝日）
  - Jナビ（テレビ東京）
  - デジケン（テレビ東京）
  - あっぷ&UP!（関西テレビ）
  - イブニングDonDon（山陽放送）
  - 朝まるJUST（チバテレビ）
  - 1230アッと!!ハマランチョ（テレビ神奈川）
  - ぎふチャンNEWS FIVE（岐阜放送）
  - ぎふチャン情報FRESH!（岐阜放送）
  - 世の中進歩堂（BSジャパン）
- 4月3日
  - ブランニュー!（テレビ東京）
  - 夢の扉 〜NEXT DOOR〜（TBS）
- 4月7日 - 天才てれびくんMAX（NHK教育→Eテレ）
- 4月22日 - Beポンキッキ（BSフジ）
- 5月4日 - 追跡!AtoZ（NHK総合）
- 6月26日 - エンタフル!（フジテレビ）
- 6月30日 - サッカーTVプレミアム（BSジャパン）
- 7月24日 - デジタルQ（NHK総合）
- 8月4日 - ぴーかんテレビ（東海テレビ）※不祥事による打ち切り[63]

#### 9月
- 15日 - 空から日本を見てみよう（テレビ東京）[87]
- 24日
  - シネ通!（テレビ東京）
  - Goods Bar（テレビ東京）
- 25日
  - サンデー・フロントライン（テレビ朝日）[93]
  - キレイの台所（テレビ大阪）
  - 恋する★コリア!（テレビ東京）
  - SHOWBIZ COUNTDOWN（テレビ愛知）
  - マダムシンコのボンジュ〜ル!おめめちゃん（TOKYO MX）
- 26日
  - レインボードリームショッピングMonday〜Beautiful time〜（テレビ東京）
  - 夢のチカラ（日本テレビ）
- 27日 - 夜の名店街（テレビ東京）
- 29日
  - 男たちのクレド（テレビ東京）
  - MAKE UP REVOLUTION（テレビ東京）
  - サワダデス。（九州朝日放送）
- 30日
  - ウケウリ!!（日本テレビ）
  - E morning（テレビ東京）
  - アルクロード（テレビ東京）
  - 7スタBratch!（テレビ東京）
  - NEWS FINE（テレビ東京）
  - U・LA・LA@7（TOKYO MX）
  - NEWSゆう+（朝日放送）
  - キキミミ!（関西テレビ）
  - 総力報道!NEWS LIVE くまもと（熊本放送）

#### 10 - 12月
- 10月1日 - 辰巳琢郎の家物語 リモデル★きらり（BS朝日）
- 10月7日 - あなたが主役 50ボイス（NHK総合）
- 12月24日
  - ワンダー×ワンダー（NHK総合）
  - うまプロ!（フジテレビ）
  - サタうま!（関西テレビ）
- 12月25日 - 競馬beat（関西テレビ・東海テレビ制作、フジネットワーク西日本地区ネット）
- 12月29日 - 情報満喫バラエティ 週末にしたい10のこと!（日本テレビ）

### 開始番組

#### 1月
- 1日 - 3日、9日 - 3D★3D（BSフジ） [243]
- 4日 - 中川家 家電の流儀（テレビ大阪）
- 5日
  - BSイレブン競馬中継（BS11デジタル）
  - うまDOKI（KBS京都）※金杯当日から放送、1月8日より土曜日レギュラー放送開始[244]。
- 7日
  - ゆっくり私時間 〜My Weekend House〜（日本テレビ）
  - ハッピー法律ラボ 妻たちの幸せ研究所(TOKYO MX)
  - antenna（テレビ大阪）
- 8日
  - 笑福亭たまの蛤御門市場（KBS京都）
- 9日
  - さかさまTV（テレビ東京）
  - たかじんNOマネー〜人生は金時なり〜（テレビ大阪）
  - 知っとく!なっ得!（テレビ朝日）
- 11日 - CampusNavi.TV（tvk、サンテレビジョン）地上波進出
- 12日 - 美味しさの秘密(TOKYO MX)
- 15日
  - ニュース 深読み（NHK総合）
  - がんばれNPO!熱血地球人(Twellv)
- 21日 - ii-one PRESENTS GO!GO!フットサル(テレビ北海道)[245]
- 23日 - ミルク書（TBS）
- 29日 - 東北の聖地を訪ねて（東日本放送）

#### 2 - 3月
- 2月3日 - 絵本の時間・親子の時間（BS朝日）
- 2月5日
  - 思い出美術館 〜My Best Shot〜(TBS)
- 3月4日 - トーキョー魂!(TOKYO MX)
- 3月28日
  - フックブックロー（NHK教育→Eテレ）
  - イチオシ!モーニング（北海道テレビ）
  - どさんこワイド!!朝!（札幌テレビ）
  - どさんこワイドひる（札幌テレビ）
  - Nスタやまがた（テレビユー山形）
  - ドデスカ!(名古屋テレビ)リニューアルによる改題
- 3月29日
  - さかのぼり日本史（NHK教育）
  - tvkニュース545（テレビ神奈川）
- 3月30日
  - 資格☆はばたく（NHK教育）
  - 100分de名著（NHK教育）

#### 4月
- 1日
  - にっぽんの芸能（NHK教育→Eテレ） - 『芸能花舞台』から改題
  - ZIP!（日本テレビ）
  - おはZIP!（中京テレビ）
  - 情報マルシェ（北海道テレビ放送）
  - H.I.S. presents テリー伊藤の世界のタビセツ（TOKYO MX）
  - tvk NEWSハーバー（テレビ神奈川）週1回放送
  - 京bizS（KBS京都） - 『京bizW』から改題
  - プリママ（KBS京都・tvk・サンテレビ） - サンテレビでは4月2日開始
  - フェイス（NHK広島放送局 / NHK総合・中国）[246]
  - 特報フロンティア（NHK福岡放送局 / NHK総合・九州沖縄）
  - ほっと@アジア（NHK BS1）
  - 地球テレビ エル・ムンド（NHK BS1）
  - 新日本風土記（NHK BSプレミアム）
  - エコの作法 〜明日の美しい生き方へ〜（BS朝日）[247]
- 2日
  - サタデースポーツ（NHK総合） - 6年ぶりの復活[241]
  - 地球テレビ100（NHK BS1）
  - キセカエ（テレビ朝日）
  - FOOT×BRAIN（テレビ東京）
  - 5時に夢中!サタデー（TOKYO MX）
  - のびのび!カマンベーロ（TVQ九州放送）
  - ぐっ!ジョブ〜九州ゲンキ主義経済〜（TVQ九州放送）
  - イチオシ!プラス つながる、笑顔。（北海道テレビ放送）
  - 土曜はドキドキ（北陸朝日放送）
  - NEWS21 サタデースコープ（BS-TBS） - 『サンデースコープ』から改題、分離
- 3日
  - 囲碁・将棋フォーカス（NHK教育→Eテレ）
  - ドキュメンタリーWAVE（NHK BS1）
  - スポーツドミンゴ（NHK BS1）
  - シューイチ（日本テレビ）
  - TOKYO AWARD（テレビ東京）
  - マダムシンコのボンジュ〜ル!おめめちゃん（TOKYO MX）
  - ひょうごワイワイ（サンテレビジョン）
  - NEWS21 サンデースコープ経済版（BS-TBS） - 『サンデースコープ』から改題、分離
- 4日
  - BSコンシェルジュ（NHK総合・NHK BSプレミアム）
  - アスリートの魂（NHK総合） - 『スポーツ大陸』から改題
  - NHKニュース24（NHK総合）
  - ワールドWave モーニング（NHK BS1） - 『おはよう世界』から改題
  - ワールドWave トゥナイト（NHK BS1） - 『きょうの世界』から改題
  - 情報満載ライブショー モーニングバード!（テレビ朝日）
  - アルクロード（テレビ東京）
  - 夢のチカラ（日本テレビ）
  - 世界のいま（TOKYO MX）
  - キキミミ!（関西テレビ）
  - U型テレビ（北海道文化放送）
  - ありがとッ!（テレビ神奈川）
  - ハピはぴ・モーニング〜ハピモ〜（チバテレビ）
  - 全力LIVE（新潟テレビ21）
  - お〜い!ことじろう（NHK金沢放送局）[248]
  - ほやほや気分（NHK福井放送局）[249]
  - NEWS 5 PLUS（岐阜放送）
  - あすのWA!（NHK和歌山放送局）[250]
  - 岡山ニュースもぎたて!（NHK岡山放送局）
  - RSKイブニング5時（山陽放送）
  - いよ×イチ（NHK松山放送局）
  - 熱烈発信!福岡NOW（NHK福岡放送局）
  - NEWS5ちゃん（福岡放送）
  - ルックアップふくおか（TVQ九州放送）
  - ニュースただいま佐賀（NHK佐賀放送局）[251]
  - ニュース見んと!長崎（NHK長崎放送局）[252]
  - NEWSおきなわ610（NHK沖縄放送局）
  - もういちど、日本（NHK BSプレミアム）[253]
  - 額縁をくぐって物語の中へ（NHK BSプレミアム）
  - アナラボJ（BSジャパン） - 『Jナビ』と統合、『デジケン』から改題してBSへ移籍
- 5日
  - Revalue NIPPON Project 中田英寿 日本をつなぐ（日本テレビ）[254]
  - 旅のチカラ（NHK BSプレミアム）
  - もうひとつのシルクロード（NHK BSプレミアム）
  - コズミック フロント 〜発見!驚異の大宇宙〜（NHK BSプレミアム）レギュラー化
  - 豪華客船飛鳥II 世界一周クルーズ 〜優雅なる地球紀行〜（BSフジ）
- 6日
  - のりのり♪のりスタ（テレビ東京）改題リニューアル
  - 麻里子さまのおりこうさま!（NHK総合・Eテレ・ワンセグ2）[255] レギュラー放送開始
  - 世界の名画 〜美の殿堂への招待〜（BS朝日）[247]
  - 秋山莉奈&芳賀優里亜のJヴァカンス（tvk）
- 7日
  - 宇宙ニュース（テレビ東京）
  - Letters 〜感謝の手紙〜（テレビ東京）
  - SKE48大学ナビ（名古屋テレビ）
  - 百年名家 〜築100年の家を訪ねる旅〜（BS朝日）[247]
  - 地球★アステク（BSジャパン）
  - Table of Dreams 〜夢の食卓〜（BSフジ）
- 8日
  - デザインあ（NHK教育→Eテレ）
  - きん☆すた（NHK福岡放送局 / NHK総合・九州沖縄）
  - 情報満喫バラエティ 週末にしたい10のこと!（日本テレビ）
  - every.フライデー（西日本放送）
  - スマートラウンジ（BS朝日）[247][256]
  - アジア神秘紀行（BS朝日）[247]
- 9日
  - 週刊ニュース深読み（NHK総合） - 『ニュース 深読み』から改題
  - 土曜マルシェ（NHK総合）
  - スーパーフラワーレッスン（NHK教育→Eテレ）
  - プレキソ英語（NHK教育→Eテレ）
  - FNSドキュメンタリー大賞（FNS各局制作 / BSフジ） - BSフジレギュラー放送開始
- 10日
  - サキどり↑（NHK総合）
  - NHKとっておきサンデー（NHK総合）
  - 夢の扉+（TBS）改題リニューアル
  - SUPER GT+（テレビ東京）
  - Dokumo Cafe TV（TOKYO MX）
  - ガリレオX（BSフジ）
- 11日
  - 大!天才てれびくん（NHK教育→Eテレ） - 改題リニューアル[257]
  - 夢釣行〜一魚一会の旅〜（BS日テレ）
- 13日 - ピーコ&兵動のピーチケパーチケ（関西テレビ）
- 14日 - みちゃえる!（中部日本放送）
- 17日
  - みんなDEどーもくん!（NHK BSプレミアム）
  - 学びEye!（民間放送教育協会）
  - GIRLS NEWS ガールズポップ（エンタ!371、PigooHD 663ch）[258]
- 19日 - 地球遺産の旅（BSジャパン）
- 22日
  - 首都圏スペシャル（NHK総合・関東甲信越）
- 23日
  - 検索deゴー!とっておき世界遺産（NHK総合）
  - SUZUKI presents 極上空間〜小さなクルマ、大きな未来。〜（BS朝日）[247]
- 25日 
  - ひるブラ（NHK総合）
  - beポンキッキーズ（BSフジ） - 改題リニューアル
- 27日 - デキる人検定（テレビ東京）

#### 5 - 9月
- 5月1日
  - 恋する★コリア!（テレビ東京）
  - ドリームクリエイター（テレビ東京）
  - ニッポン!おもてなし旅（読売テレビ）
  - 町田忍の昭和レトロ紀行（TOKYO MX）
- 5月2日 - まちイチ〜千里の道も一歩から〜（中部日本放送）
- 5月12日 - 仕事ハッケン伝（NHK総合）[注 40][注 41]
- 5月14日 - まめサタ（テレビ静岡）
- 6月3日 - 東北Z（NHK仙台放送局 / NHK総合・東北）
- 6月20日 - 食べてニッコリ ふるさと給食（NHK BSプレミアム）
- 6月25日 - 月刊まちかど情報室（NHK総合）
- 7月4日
  - おはようゴーちゃん（テレビ朝日）
  - よふかしゴーちゃん（テレビ朝日）
- 7月10日 - 森人 MORIGIN（BS日テレ）[259]。
- 8月7日 - たびカフェ!（BS-TBS）
- 9月4日 - 池上彰の現代史講義（BSジャパン）[260]

#### 10月
- 1日
  - 城島茂の週末ナビ ココイコ!（テレビ朝日）[105]
  - スマートJAPAN -Global Leaders-（テレビ東京）[261]
  - 厳選!いい宿ナビ（テレビ東京）レギュラー放送開始[注 42]
  - 買物の時間（テレビ東京）
  - GOLF・ダ・ヴィンチ2 〜進化し続けるレッスン〜（BSジャパン）
- 2日
  - 報道ステーション SUNDAY（テレビ朝日）[107]
  - 週刊育児ニュース（テレビ大阪）[262]
  - たべコレ（テレビ東京）[263]
  - わたしのlife On（日本テレビ）
  - ひるパパ（テレビ東京）[264]
  - エンデュランス〜馬と駆ける冒険（テレビ東京）
  - 松沢しげふみの日本の標（TOKYO MX）[265]
- 3日
  - Mプラス 9（テレビ東京）
  - 7スタLIVE（テレビ東京）
  - マイ・ライク!（テレビ東京）
  - Mプラス 11（テレビ東京）
  - 大人の極上ゆるり旅（テレビ東京）[266]
  - Mプラス Express（テレビ東京）
  - NEWSアンサー（テレビ東京）
  - テリー伊藤のネホリハホリ（テレビ東京）[267]
  - 買物の時間Monday（テレビ東京）
  - U LA LA ナナパチ（TOKYO MX）※『U・LA・LA@7』から改題、リニューアル
  - キャスト（朝日放送）
  - ハピくるっ!（関西テレビ）
  - やのぱんの生活情報部（KBS京都）
  - サワダデース。（九州朝日放送）※『サワダデス。』から改題
  - RKKワイド夕方いちばん（熊本放送）※6時15分からのローカルニュース枠を統合して放送枠拡大
  - ザ・プライムショー（WOWOW）[268]
  - うたの細道（BS-TBS）
- 4日
  - 日本こころの風景（BSフジ）
  - フットボールクラッキ（BSスカパー!）[269]
- 5日
  - おぎやはぎの愛車遍歴 NO CAR, NO LIFE!（BS日テレ）[270][271]
  - 暮らしに役立つ!家電の学校（BSジャパン）[272]
  - TXビジネスレポート（テレビ東京）
- 6日
  - アグリンの家（日本テレビ）
  - Go Forward（テレビ東京）
- 7日
  - 世界遺産 時を刻む（NHK BSプレミアム）[273]
  - ヴィーナスの秘密（テレビ東京）
  - トレンドちぇきら（テレビ東京）
  - 彩さぁ〜ち（TOKYO MX）
- 8日 - 夢を支える食卓 〜がんばれ☆ニッポンのスポーツ人〜（BS日テレ）[270]
- 9日
  - 秘境駅を旅する（旅チャンネル）
  - 大人の習い事 かんたんリメイク（BSジャパン）
- 11日 - 知られざる物語 京都1200年の旅（BS朝日）[274]
- 12日 - TOYOTA CAMRY presents 新しい道をゆこう。（BS朝日）[275]
- 15日 - 生島ヒロシのココカラ元気!（BSフジ）[276]
- 18日 - ドキュメンタリーシリーズ（BS日テレ）[270]
- 22日 - アジアHOTプレス!（TwellV）[277]
- 29日 - ヒポクラテスの誓い（BS-TBS）

#### 11月
- 5日 - 広告の番組（テレビ東京）[278]
- 14日 - 日経スペシャル 未来世紀ジパング〜沸騰現場の経済学〜（テレビ東京）[87][279]
- 27日 - 東京★上海流行通信〜楽活好正点（BS-TBS）[280]

### 期間限定番組
- 1月7日 - 2月25日、東京42.195（フジテレビ）
- 1月8日 - 3月26日、東京朝景（テレビ朝日）
- 1月9日 - 3月27日、TOKYO DRIFT GIRLS（テレビ東京）
- 1月11日 - 3月30日、"自"論対論 参議院発（BS11）[55]
- 1月12日 - アヤコレ!（北海道テレビ放送）期間限定放送
- 2月5日 - 26日、タカトシのJメンズ（日本テレビ）
- 2月6日 - 3月27日、チャレンジ25（テレビ東京）
- 2月6日 - 3月20日、ベイスターズなう（テレビ神奈川）
- 2月14日 - 18日、にっぽん縦断 こころ旅〜長崎編〜（NHK BShi）
- 3月3日 - 4月26日、5月14日、SAPPORO COLLECTION TV 2011 PREVIEW（北海道文化放送）[281]
- 3月4日 - 25日、CINE・CINE団（フジテレビ）[注 43]
- 3月27日 - 5月1日 - 追悼 木村栄文の世界（RKB毎日放送）全5回
- 3月29日 - 2012年3月27日、中高年のためのらくらくデジタル塾（NHK教育→Eテレ）
- 4月2日 - 9月24日、GOLF・ダ・ヴィンチ2 〜アスリート改造計画〜（BSジャパン）
- 4月3日 - 白熱教室（NHK教育→Eテレ）「白熱教室JAPAN」から改題
- 4月3日 - 9月25日
  - キレイの台所（テレビ大阪）
  - なるほど!大豆鑑（日本テレビ）
- 4月3日、4月10日、4月22日、おしゃれHOLIC（北海道文化放送）[281]
- 4月4日 - 6月17日、にっぽん縦断 こころ旅〜2011春の旅〜（NHK BSプレミアム）
- 4月7日 - 9月30日、らいじんぐ産 〜追跡!にっぽん産業史〜（NHK BSプレミアム）
- 4月11日 - 7月4日、シフクノトキ（フジテレビ）
- 4月12日 - 未定、震災に負けない お元気ですか日本列島（NHK総合）期間限定改題
- 4月12日 - 6月10日、震災に負けない ゆうどきネットワーク（NHK総合）期間限定改題
- 4月18日 - 10月3日 - ディープピープル（NHK総合）[注 41]
- 4月23日 - 7月9日、佐野元春のザ・ソングライターズ3rdシーズン（NHK教育→Eテレ）
- 4月23日 - 9月、ラグマヨ!ラグビー日本代表応援宣言（日本テレビ）[282]
- 5月1日 - 11月13日、これからはパ・リーグだ!（TOKYO MX）
- 5月7日 - 7月16日、サラメシ（NHK総合）※レギュラー化
- 5月8日 - 5月29日、突撃!SKE48リポート（毎日放送）全4回
- 6月8日 - ちっぷいんBogey 〜season2〜（北海道放送）
- 7月3日 - 8月27日、見ドコロ!お台場合衆国2011（フジテレビ）
- 7月3日 - 9月25日、野菜を愉しむ 畑レストラン（テレビ東京）
- 7月11日 - 8月31日、ハグラナイト合衆国（フジテレビ）
- 7月11日 - STAND BY YOU〜ひとつになろう日本〜（フジテレビ）
- 7月16日 - 9月24日、ミュージック・ポートレイト（NHK Eテレ）[283] レギュラー化
- 9月26日 - 12月16日、にっぽん縦断 こころ旅〜2011秋の旅〜（NHK BSプレミアム）

### 再開番組
- 2月5日 - 3月30日、鉄道百景 日本鉄道こころの旅（BS-TBS）
- 7月5日 - マネーの知恵袋（テレビ東京）「マネーの辞典」から改題、半年ぶり再開
- 9月23日 - オードリーのNFL倶楽部（日本テレビ）
- 10月1日
  - schola 〜坂本龍一 音楽の学校〜 シーズン2（NHK Eテレ）[284]
  - culture japan（TOKYO MX）[285]
- 10月5日 - とんとんみーの冒険（テレビ東京）放送局移籍、シリーズ再開
- 10月8日 - 世界の名峰 グレートサミッツ（NHK BSプレミアム）
- 10月10日 - 2012年9月24日、プロフェッショナル 仕事の流儀（NHK総合）半年ぶり再開

## バラエティ・音楽番組

### 終了番組

#### 2月
- 6日 - G★ウォーズ（フジテレビ）
- 9日 - 料理の怪人（テレビ東京）[286]
- 17日 - ミリオンダイス（日本テレビ）
- 25日 - 部屋コン!（テレビ東京）

#### 3月
- 1日 - お茶の水ハカセ（TBS）
- 2日 - ウエンズデー J-POP（NHK BS2）
- 4日
  - 笑・神・降・臨(NHK総合)番組休止
  - ピラメキーノG（テレビ東京）
- 5日 - (株)世界衝撃映像社（フジテレビ）レギュラー放送終了
- 8日 - 女神のキセキ（テレビ東京）
- 9日
  - 密室謎解きバラエティー 脱出ゲームDERO!（日本テレビ）※東日本大震災の影響による打ち切り
  - 爆問パニックフェイス!（TBS）※同上
- 15日 - ニッポン インポッシブル（フジテレビ）
- 18日
  - 1924（フジテレビ）
  - 枠アリ!（毎日放送）
  - キャくれ家（朝日放送）
- 22日 - 魔女たちの22時（日本テレビ）
- 23日 - ワンサカ!（北海道テレビ放送）
- 24日
  - あなたの街で夢コンサート（NHK BS2）
  - 哀愁探偵1756（TBS）
- 25日
  - 恋のから騒ぎ（日本テレビ）[21]
  - IJP イジュウインパーク（TOKYO MX）
  - どれみふぁワンダーランド（NHK BS2）
  - Good Time, Good Music（BS-TBS）
- 26日
  - トップランナー（NHK総合）
  - 日めくりタイムトラベル（NHK BS2）
  - 上方演芸ホール（NHK大阪放送局 / NHKBS2）[287]
  - 週末YY JUMPing（テレビ東京）
  - ミューズの晩餐 My Song, My Life（テレビ東京）
- 27日
  - ひるザイル（日本テレビ）
  - 特命レッドカーダ!（テレビ大阪）
  - 歌の楽園（テレビ東京）
- 28日
  - 関口宏の東京フレンドパークII（TBS）
  - キンさばっ!! -近所の裁き-（三重テレビ放送）
- 29日
  - ギブアップ嬢（日本テレビ）
  - キティズパラダイス Peace（テレビ東京）
  - 今夜もドル箱!!（テレビ東京）
  - 麒麟の部屋（毎日放送）
  - アクセる★ビリー!（メ〜テレ）
  - ミッドナイトステージ館（NHK BS2）
  - Music&Entertainment ガチカメ（読売テレビ）
- 30日
  - 新型学問 はまる!ツボ学（日本テレビ）
  - 激変!ミラクルチェンジ（TBS）
  - すっぽんの女たち（テレビ朝日）
  - イチハチ（毎日放送）
  - ナルハヤ!（毎日放送）
  - まに=DO!（東海テレビ）
  - 里田まいのふわふわmignon（北海道文化放送）
- 31日 - よしもと笑いの缶づめ（北海道文化放送）

#### 4 - 8月
- 4月3日
  - 笑いがいちばん（NHK総合）
  - 日曜笑劇場 お笑いドクター24時!!〜はなさき診療所編〜（朝日放送）
  - どぉーだ!Presents タカトシ牧場（北海道文化放送）
- 4月4日 - メイドインカンサイ（関西テレビ）
- 4月8日 - 音の素（読売テレビ）
- 4月12日 - ENT（毎日放送）
- 4月14日
  - 新感覚ゲーム クエスタ（NHK総合）
  - 美女学（テレビ東京）
- 4月15日 - あいまいナ!（TBS）
- 4月24日 - この日本人がスゴイらしい。 Brand New Japan（テレビ東京）
- 4月27日 - ハミ出す才能教育バラエティ!! 小籔★スターリオン（朝日放送）
- 5月4日 - でらSKE（TBS）
- 6月10日 - ぶっつけ!!(東海テレビ)
- 6月17日 - 金曜日のキセキ（フジテレビ）
- 6月27日 - 東野・岡村の旅猿 プライベートでごめんなさい…（日本テレビ）レギュラー放送終了[288]
- 7月10日 - A×A ダブルエー（テレビ東京）[289]
- 7月20日 - くらべるくらべらー（毎日放送）
- 7月30日 - 奇跡ゲッター ブットバース!! （TBS）[290]
- 8月13日 - ガリレオヒット脳研（テレビ朝日）
- 8月16日 - 紳助社長のプロデュース大作戦!（TBS）[85]
- 8月22日 - クイズ!紳助くん（朝日放送）[89]

#### 9月
- 9日 - 爆笑問題の大変よくできました!（テレビ東京）
- 11日 - 1年1組 平成教育学院（フジテレビ）レギュラー放送終了
- 12日 - 不可思議探偵団（日本テレビ）
- 13日 - 1億3千万人のエピソードバラエティー コレってアリですか?（日本テレビ）[74]
- 14日
  - 爆問パワフルフェイス!（TBS）
  - やりすぎコージー（テレビ東京）レギュラー放送終了[87]
- 16日 - がっちりアカデミー!!（TBS）
- 19日 - ホメられてノビるくんA（フジテレビ）
- 20日
  - ミッションV6（TBS）
  - ゴレンタン（フジテレビ）
- 23日
  - 有田とマツコと男と女（TBS）レギュラー放送終了
  - シロウト名鑑（テレビ東京）
- 24日
  - 飛び出せ!科学くん（TBS）レギュラー放送終了[290]
  - スター姫さがし太郎（テレビ東京）
  - アリなし〜有田&堀内のヘリクツ・ディベートバトル〜（テレビ東京）
  - 板尾ロマン（テレビ東京）
  - 真・ニッキゴルフ（TOKYO MX）
  - 戦国鍋TV 〜なんとなく歴史が学べる映像〜（テレビ神奈川）
- 25日 - あげテンッ（東海テレビ）
- 26日
  - 雑学王（テレビ朝日）レギュラー放送終了[95][291]
  - ハケンOLは見た!（テレビ東京）
- 27日
  - 『ぷっ』すま（テレビ朝日）全国ネット撤退[291]
  - あらびき団（TBS）
  - さしこのくせに〜この番組はAKBとは全く関係ありません〜（TBS）
  - さきっちょ☆（テレビ朝日）[95]
- 28日
  - クイズ!ヘキサゴンII（フジテレビ）レギュラー放送終了[97]
  - シルシルミシル（テレビ朝日）深夜枠撤退
  - 笑うてっぱんシアター（TOKYO MX）
- 29日 - 今月のMVP（テレビ朝日）[291]
- 30日
  - NEXT BREAK!!（TOKYO MX）
  - MADE IN BS JAPAN（BSジャパン）

#### 10 - 12月
- 10月5日 - おねだりマスカットDX!（テレビ大阪）
- 10月12日 - ファミ☆ピョン（TBS）
- 12月7日
  - そうだったのか!学べるニュース（テレビ朝日）レギュラー放送終了
  - ジャパーン47chスーパー!（毎日放送）
- 12月22日 - ミリオンの扉（読売テレビ）
- 12月23日 - きらきらアフロ（テレビ大阪）全国ネット一時休止[注 44]
- 12月24日
  - Weekly Music Magazine ヘルツ（毎日放送）
  - マヨブラジオ（読売テレビ）
- 12月25日 - バナナマンの神アプリ@（テレビ東京）レギュラー放送終了
- 12月27日 - 珍キャラ発掘バラエティ キャラもん（読売テレビ）

### 開始番組

#### 1月
- 1月 - お好み歌謡館（独立U局など）
- 6日
  - くだまき八兵衛X（テレビ東京）※改題、リニューアル
  - イラっとくる韓国語講座（テレビ東京）
- 8日
  - クイズ!先端tic（TOKYO MX）
  - みひリナのヨンイチ（TOKYO MX）放送局移籍による改題
- 11日 - さしこのくせに〜この番組はAKBとは全く関係ありません〜（TBS）
- 13日 - たけしの等々力ベース（BSフジ）レギュラー放送開始
- 14日
  - シロウト名鑑（テレビ東京）[注 45]※レギュラー放送開始
  - ナイツのHIT商品会議室（チバテレ）
  - 遊限会社女神屋（チバテレ）
- 15日 - マチャミ&なるみのいただき!ナハ〜レ（読売テレビ）[注 46]※レギュラー放送開始
- 16日 - 上沼・高田のクギズケ!（読売テレビ・中京テレビ）
- 17日 - 世界で誰も見たことがない対決ショー ほこ×たて（フジテレビ）レギュラー放送開始

#### 2 - 3月
- 2月2日 - バナナマンの神アプリ@（テレビ東京）※レギュラー放送開始
- 2月6日 - ニチバラ!（朝日放送）
- 3月6日 - さりげな教習所（BSフジ）
- 3月26日 - あの時、この曲（BSフジ）
- 3月27日 - 歌人伝説（BSフジ）
- 3月28日 - ヒルナンデス!（日本テレビ）
- 3月30日 - Rの法則（NHK教育）

#### 4月
- 1日
  - 名作ホスピタル（NHK教育）
  - 地球の最先端をスクープ!SCOOPER（日本テレビ）
  - NEXT BREAK!!（TOKYO MX）
- 2日
  - おはコロっす!（テレビ東京）改題
  - SKEのあいちテル（東海テレビ）
  - ぼいすた!（BS-TBS）
  - アップアップガールズ（仮）（エンタ!371 / Pigoo HD）[292]
- 3日
  - ホンネ日和（中部日本放送）
  - うたうワンワン 〜ピンクのブルドッグ〜（読売テレビ）
  - もっともっと笑い亭（テレビ神奈川）
- 4日
  - 楽ごはん（NHK教育）
  - 西方笑土 〜Western Owarai Paradise〜（NHK大阪・NHK BSプレミアム）[287]
  - Hello!毎日かあさん（テレビ東京）
  - 宇宙からウェイクアップコール（NHK BSプレミアム）
- 5日
  - その顔が見てみたい（フジテレビ）全国ネット化
  - マツコ&有吉の怒り新党（テレビ朝日）[28]
  - 珍キャラ発掘バラエティ キャラもん（読売テレビ）
  - NHKクラシックガイド（NHK BSプレミアム・Eテレ）
  - 本番前@控室（BS11）
- 6日
  - たけしアート☆ビート（NHK BSプレミアム）レギュラー放送開始
  - 関ジャニの仕分け∞（テレビ朝日）
  - すっぽんの女たち2（テレビ朝日）改題
  - 明坂聡美の「明けテレ」（TOKYO MX）※以後シリーズ化、3カ月ごとに「〜2」「3」と改題
  - 音楽ノチカラ（読売テレビ）
  - テリー伊藤の月に吠えろ（BS11）
  - 女傑の導き（BS11）
- 7日
  - 今月のMVP（テレビ朝日）
  - SAY! YOU! SAY! ME!（テレビ愛知、AT-X）
  - Amazing Voice 驚異の歌声（NHK BSプレミアム）
  - 見逃しチャンネル（テレビ朝日）
  - 叱るJr.（朝日放送）
  - お説教アイドル 叱るGENJI（朝日放送）
- 9日
  - ショータイム（NHK BSプレミアム）
  - ブラマヨとゆかいな仲間たち アツアツっ!（テレビ朝日）改題、レギュラー放送開始
  - サタメン!!!（中京テレビ）[293]
  - 真・ニッキゴルフ（TOKYO MX）改題、隔週（第2・4土曜）へ
  - オンガク開放区（テレビ神奈川）
- 10日
  - 演芸図鑑（NHK総合）
  - 特選オーケストラ・ライブ（NHKBSプレミアム）
  - 日曜笑劇場 ほっとけ!3人組（朝日放送）
- 11日 - 欽ちゃんのニッポン元気化計画（三重テレビ放送）
- 12日
  - スター☆ドラフト会議（日本テレビ）レギュラー放送開始
  - ブラマヨ衝撃ファイル 世界のコワ〜イ女たち(TBS)※レギュラー化[294]
  - ゴレンタン（フジテレビ）レギュラー化[295]
  - 本田んち（フジテレビ）[295]
  - トリハダ（秘）スクープ映像100科ジテン（テレビ朝日）レギュラー化[296]
  - ザキロバ!アシュラのススメ（メ〜テレ）[297]
  - BS MelodiX!（BSジャパン）
- 13日
  - 爆問パワフルフェイス!（TBS）改題
  - ミニョン・ヌーボー 里田まいのしゃかりき!（北海道文化放送）改題
- 14日 - ゴロウ・デラックス（TBS）
- 15日
  - Shibuya Deep A（NHK総合）BSから移籍
  - スクールLive Show（NHK教育→Eテレ）
  - Oh!どや顔サミット（朝日放送）レギュラー化[298]
  - ヨルパチーノ（関西テレビ）
  - 東京読モ(TOKYO MX)
- 16日
  - ごきげん歌謡笑劇団（NHK総合）BSから移籍（※月1回放送）
  - 〜あらゆる世界を見学せよ〜潜入!リアルスコープ（フジテレビ）※ゴールデン進出
  - ピカルの定理（フジテレビ）全国ネット化
  - ヤンヤンJUMP（テレビ東京）
  - たべごころ（RKB毎日放送）
  - LIS★P (りすぷろでゅーす)（BSフジ）
- 17日
  - 1年1組 平成教育学院（フジテレビ）改題
  - みんなDEどーもくん!（NHK BSプレミアム）
  - ベストスコアへの道!板東英二のゴルフ塾（関西テレビ）
- 18日
  - 世紀のワイドショー!ザ・今夜はヒストリー（TBS）
  - ワケありネェさんEX（フジテレビ）[295]
  - 爆裂バラエティー シャバダバの空に（関西テレビ）
  - Pigoo RADIO～Mousa(エンタ!371 / Pigoo HD)[292]
- 19日
  - 教科書にのせたい!（TBS）※レギュラー化[294][299]
  - どっキング48（関西テレビ）「情熱★エンためファクトリー どっキング!!!」から改題、NMB48が参加
- 20日
  - ファミ☆ピョン（TBS）
  - 20マウス（TBS）
  - オンカン♪（中国放送）[300]
- 21日
  - なるほど!ハイスクール（日本テレビ）レギュラー化[301]
  - フジテレビからの〜!（フジテレビ）[295]
  - タカトシ牧場+（北海道文化放送）改題・放送枠移動
  - ハロプロ!TIME（テレビ東京）「美女学」から改題
- 22日 - 爆笑問題の大変よくできました!（テレビ東京）レギュラー化
- 24日 - 爆笑 大日本アカン警察（フジテレビ）レギュラー化[34]
- 25日
  - Coming Soon!!（TBS）
  - beポンキッキーズ（BSフジ）「Beポンキッキ」より改題[302]
- 26日 - 仰天クイズ!珍ルールSHOW（テレビ東京）レギュラー化
- 27日 - ジャパーン47ch（毎日放送）[294]
- 29日
  - ちょこっとイイコト 〜岡村ほんこん♥しあわせプロジェクト〜（テレビ東京）
  - ザ・狩人（読売テレビ）※日本テレビでは4月28日開始
- 30日 - 山中秀樹のあそびにマジメ（BSフジ）

#### 5 - 6月
- 5月1日 - ニッポン!おもてなし旅（読売テレビ）
- 5月6日 - メンクイな魔女たち（東海テレビ）
- 5月7日 - しか〜も!!（日本テレビ）
- 5月9日 - テバッ!大国男児（TBS）
- 5月11日 - Generetion H ほっかいどう穴場ハンター（NHK札幌放送局）レギュラー放送開始
- 5月14日 - わっしょい!5up（朝日放送）[303]※9月18日レギュラー放送開始
- 5月18日 - そうだったのか!学べるニュース（テレビ朝日）「池上彰の学べるニュース」から改題[304]
- 5月26日 - 銀玉の魂2（テレビ北海道）改題
- 6月3日 - ノンスタ石田のガクショク!（朝日放送）
- 6月4日 - サタデー・ナイト・ライブJPN（フジテレビ）[45]
- 6月10日 - 我が家のチャンネルG（テレ朝チャンネル）[305]
- 6月29日 - JOYnt!（群馬テレビ）

#### 7 - 9月
- 7月1日 - つんつべ♂（TOKYO MX）
- 7月2日 - おてんこしゃんこ（千葉テレビ放送）[306]
- 7月3日 - STUDIO MUSIX（アニマックス）
- 7月5日 - キカナイト（フジテレビ）レギュラー放送開始
- 7月6日 - 宝探しアドベンチャー 謎解きバトルTORE!（日本テレビ）『密室謎解きバラエティー 脱出ゲームDERO!』から改題・リニューアル
- 7月8日
  - その顔が見てみたい（フジテレビ）ゴールデン進出
  - SKE48 ムスメにいかが!?(東海テレビ)
- 7月11日 - もえ×こん（テレビ東京）
- 7月22日 - 祇園笑者（読売テレビ）[307]
- 8月6日 - 幸せになりたいの 〜恋愛成就バラエティー〜（TOKYO MX）[308]
- 9月10日 - 関ジャニの仕分け∞（テレビ朝日）ゴールデン進出[309]

#### 10月
- 上旬 - 温泉女子（東名阪ネット6）[310]
- 1日
  - サワコの朝（毎日放送・TBS）
  - Asian Ace（TBS）
  - バカソウル（テレビ東京）
  - ジョージ・ポットマンの平成史（テレビ東京）
  - One Cup Of Coffee（BS日テレ）[270]
- 2日
  - ヴァンガ道（テレビ東京）
  - 乃木坂って、どこ?（テレビ愛知）
  - Johnnys'Jr.land/ジャニーズJr.ランド（BSスカパー!）[311]
- 3日
  - ストライクTV（テレビ朝日）[95]
  - マニュアル劇団（テレビ朝日）[291]
  - OTOBOKE Bar（TOKYO MX）「おとぼ家の夜」から改題、リニューアル
  - BAZOOKA!!!（BSスカパー!）
- 4日
  - 白黒ジャッジバラエティ 中居正広の怪しい噂の集まる図書館（テレビ朝日）レギュラー放送開始[95]
  - ソフトくりぃむ（テレビ朝日）[291]
  - 世界は言葉でできている（フジテレビ）[312]
  - 撮れ高次第（TOKYO MX）[313]
- 5日
  - マツコ&有吉の怒り新党（テレビ朝日）全国ネット化[95]
  - クイズ!スピードキング（テレビ朝日）[291]
  - 東京都さまぁ〜ZOO（テレビ東京）「さまぁ〜ZOO」 から改題、枠移動
  - さすらう犬の種まき（TOKYO MX）[314][出典無効]
  - ロケ争奪バラエティ ソガのプワジ（毎日放送）
- 6日
  - アタラシーノ（テレビ朝日）[291]
  - ハシゴマン（TOKYO MX）[314][出典無効]
  - 銀シャリ×藤崎マーケットの◎本の矢（関西テレビ）[315]
  - 竹中直人の大人の笑い（BS日テレ）[270]
- 7日 
  - 『ぷっ』すま（テレビ朝日）枠移動[291]
  - Music Travel（BSジャパン）
- 8日
  - グレーテルのかまど（NHK Eテレ）[316]
  - ざっくりハイボール（テレビ東京）
  - 集合!くらしのサプリ!鈴木三姉妹（BS朝日）[317]
- 9日 - ヨンパラ FUTUREゲームバトル（TBS）[318]
- 10日 - 炎の体育会TV（TBS）レギュラー放送開始[319]
- 11日 - 男のヘンサーチ!!（TBS）「ミッションV6」から改題
- 12日
  - 世界のみんなに聞いてみた（TBS）[320]
  - パワー☆プリン（TBS）[321]
  - ニッポン!いじるZ（TBS）[322]
  - KOZY'S NIGHT 負け犬勝ち犬（テレビ東京）
  - おねだりマスカットSP!（テレビ大阪）
- 13日
  - 木曜8時のコンサート〜名曲!にっぽんの歌〜（テレビ東京）
  - TOKYOヒットガール（日本テレビ）
- 14日
  - 〜どうぶつ冒険バラエティ〜ワンダ!（テレビ東京）
  - E-Girlsが! モンクの叫び（TBS）
  - Teenage Garden〜キメ!執事（テレビ神奈川）[323]
- 15日
  - サタネプ☆ベストテン（TBS）[290][319]
  - K-POPアイドル!登龍門（tvk、チバテレ、テレ玉）
- 16日
  - ほこ×たて（フジテレビ）ゴールデン進出[116]
  - シルシルミシル（テレビ朝日）ゴールデン枠一本化[95]
  - ウルトラゾーン（テレビ神奈川、チバテレ、テレ玉、サンテレビ）
- 17日
  - 世界行ってみたらホントはこんなトコだった!?（フジテレビ）レギュラー放送開始[324]
  - 芸能★BANG!（日本テレビ）[74]
  - ナダールの穴（フジテレビ）[312]
- 18日 - なんでもワールドランキング ネプ&イモトの世界番付（日本テレビ）[74][271]
- 19日
  - 1番ソングSHOW（日本テレビ）正式レギュラー
  - ジャパーン47chスーパー!（毎日放送）改題、枠拡大
  - なかよしテレビ（フジテレビ）[312]
- 20日 - 私の何がイケないの?（TBS）
- 21日
  - 爆報! THE フライデー（TBS）
  - マツコの知らない世界（TBS）
- 22日
  - 夢!どうぶつ大図鑑（TBS）[290][319][325]
  - THE GAMES（テレビ朝日）
- 26日 - 海老名さん家の茶ぶ台（TBS）[326]
- 27日 - 地球イチバン（NHK総合）レギュラー化[注 41]
- 29日 - マチャミ&なるみのぶっちゃけナハ〜レ!（読売テレビ）「マチャミ&なるみのいただき!ナハ〜レ」から改題、リニューアル[327]
- 30日 - ミュージックスタイルJAPAN（WOWOW）[328]

#### 11 - 12月
- 11月1日
  - もてもてナインティナイン（TBS）[119]
  - 雨上がりのやまとナゼ?しこ（朝日放送）[120]
- 11月2日 - 関西バンザイTV まぶしいチカラ（毎日放送）[329]
- 11月5日 - 松本人志のコントMHK（NHK総合）月1回レギュラー[121]
- 11月7日 - 僕がネコに嫌われる理由（BS日テレ）[330]
- 12月23日 - おどおどオードリー（フジテレビONE）[331]

### 期間限定番組
- 1月8日 - 4月2日、Q 〜わたしの思考探究〜（NHK教育）
- 1月9日 - 3月27日、謎解き!戦国ツアー（テレビ朝日）
- 1月9日 - 3月27日、TOKYO DRIFT GIRLS（BSジャパン）
- 1月10日 - 3月21日、妻と罰(TBS)レギュラー放送
- 1月10日 - 3月28日、夢がぁる（テレ玉）
- 1月11日 - 3月15日、熱血!テレビ番長（毎日放送）
- 1月17日 - 3月28日、おねがいかなえてヴェルサイユ（毎日放送、テレビ神奈川）
- 1月20日 - 3月31日、ゴトーチ!（北海道テレビ放送）[注 47]
- 1月26日 - 6月29日、クルマッチョ! 〜みんなの社会CAR見学〜（TBS）
- 1月31日 - 4月25日、一狩りいこうぜ!（テレビ東京）
- 2月3日、3月3日、4月7日、5月5日（全4回） - 松尾貴史の落語Bar 〜sideA&sideB〜（TwellV）
- 2月6日 - 4月2日、かってに!ブラボーAWARD（日本テレビ）
- 2月14日 - 28日、俺たちのプロ野球伝説 嗚呼エキサイティングリーグ・パ!（中京テレビ）
- 3月6日 - 27日、ネ申谷田丁バー（テレビ東京、AT-X）
- 3月15日 - 3月29日、原宿音楽物語 〜Music Restaurant〜（BSジャパン）
- 3月17日 - Wコロンのお台がととのいました。(TOKYO MX)
- 3月19日 - 5月下旬 - 歌でつなごう 〜被災者のみなさんへ〜(NHK)
- 3月6日 - 3月27日、アイドル動鑑（BSフジ）
- 4月 - 6月、方言彼女。2（tvk、チバテレ、テレ玉、サンテレビ、KBS京都、三重テレビ）
- 4月2日 - 6月4日、5MEN旅（日本テレビ）
- 4月2日 - 6月18日、アイドルの穴2011〜日テレジェニックを探せ!〜（日本テレビ）
- 4月2日 - 7月9日、 サンドウィッチマンのご当地アイドル発掘団（TOKYO MX）
- 4月4日 - 8日、11日 - 15日、24日 - SHINPUU 〜ニュージェネレーション!新番組争奪バトル〜（関西テレビ）
- 4月4日 - 9月26日
  - 劇団ひとりの新番組を考える会議（テレビ朝日）
  - おとぼ家の夜（TOKYO MX）
- 4月6日 - エンプロ -ENTER PRODUCTION-（北海道テレビ）
- 4月7日 - 6月30日、我思う、故に我ラーメン （北海道テレビ）[注 47]
- 4月7日 - 9月29日
  - J-POP青春の'80（NHK BSプレミアム）
  - キャワコレTV（TOKYO MX）
- 4月9日 - 30日 - R60 スネークマンショー（WOWOW）[332]
- 4月9日 - 9月24日、SDNイジリー（tvk、チバテレ、テレ玉）
- 4月10日 - 9月25日、さまぁ〜ZOO（テレビ東京）
- 4月11日 - 9月22日、天使の美容室 〜髪が乾くまで…〜（フジテレビ）[295]
- 4月12日 - 9月27日、旅は道ヅレ（毎日放送）
- 4月12日 - 5月27日、真夜中パンチィ（毎日放送）
- 4月13日 - 9月21日、しあわせの素（フジテレビ）レギュラー化[295]
- 4月14日 - 9月22日、さまぁ〜ずのヤリタ☆ガ〜リ〜（TBS）[294]
- 4月19日 - 9月13日、ホントに知りたいアノ質問 バカなフリして聞いてみた（日本テレビ）
- 4月20日 - 9月14日、幸せ!ボンビーガール（日本テレビ）
- 4月21日 - 6月30日
  - 妄想ガールズコレクション（関西テレビ）
  - MOTEL 〜欲しがる男女のモテ学〜（関西テレビ）
- 4月22日  - 9月30日、ザキ神っ! 〜ザキヤマさんとゆかいな仲間たち〜（TBS）「あいまいナ!」から改題
- 4月27日 - 10月26日、女性ホルモン分泌バラエティー 全力☆が〜る（毎日放送）[329]
- 5月1日 - 9月25日、イッテ♡恋48（テレビ神奈川）
- 5月8日 - cute365 みひろと○○芸人（TOKYO MX）
- 5月10日 - 9月27日、サラリーマンNEO season7（NHK総合）
- 5月12日 - 7月7日 / 5月21日、仕事ハッケン伝（NHK総合）
- 5月7日 / 5月12日 - 7月14日、タイムスクープハンター season3（NHK総合）
- 5月26日 - 9月29日、眠れぬ街のアプリンス（日本テレビ）
- 5月31日 - 9月30日、やかせて!ソーセージ（毎日放送）
- 6月11日 - 7月30日、1番ソングSHOW（日本テレビ）※パイロット版
- 7月3日 - 9月29日、Summer Night Music（テレビ東京）
- 7月4日 - 9月29日、爆笑!ばちーんんん（テレビ東京）
- 7月7日 - 9月29日
  - ブラっと嫉妬（関西テレビ）[333]
  - 暗躍!芸人ブローカー〜テレビに出ない(秘)芸人密売所〜（関西テレビ）[334]
  - もしものが〜まる（北海道テレビ）[335][注 47]
- 7月5日 - 12月27日、関西魂（テレビ大阪）
- 7月12日 - 12月28日、なにわなでしこ（日本テレビ）
- 7月13日 - 9月28日、関西発!メジャー音楽学園（関西テレビ）[336]
- 7月16日 - 9月24日、先端!ニューカマー（TOKYO MX）「クイズ!先端tic」から改題
- 7月16日 - 12月17日、スフィアクラブ（日本テレビ）
- 7月19日 - 9月13日、ジョブる!（メ〜テレ）
- 8月6日 - 9月24日、ブラマヨの世紀の和解SHOW（日本テレビ）
- 8月22日 - 9月8日、D2のメシとも!(朝日放送)[337]
- 8月29日 - 9月26日、熱血!なにわ突撃隊スペシャル（朝日放送）[89][338]
- 10月3日 - 24日、品川・千鳥のラブリー芸人家族（朝日放送）[89][339]
- 10月4日 - 12月27日、絆体感TV 機動戦士ガンダム 第07板倉小隊（テレビ東京）
- 10月5日 - 12月28日、水曜スペシャル（フジテレビ）[340]
- 10月6日 - 12月15日、帰省なう（北海道テレビ放送）[注 47]
- 10月7日 - 12月23日、ウレロ☆未確認少女（テレビ東京）
- 10月11日 - 12月20日、まさかのホントバラエティー イカさまタコさま（TBS）
- 10月10日 - 12月22日、おかっちM.C. THE MANZAI応援宣言!（フジテレビ）[312][341]
- 10月11日 - 12月20日、THE MANZAIへの道（フジテレビ）[341]
- 10月11日 - 12月27日、SKE48のマジカル・ラジオ（日本テレビ）
- 10月14日 - ドラクロワ シーズン2（NHK総合）[271]
- 10月15日 - 2012年2月25日、祝女〜shukujo〜 Season 3（NHK総合）
- 10月16日 - 12月25日、東北魂TV（BSフジ）[342]
- 10月18日 - 12月20日、KAT-TUNの絶対マネたくなるTV（日本テレビ）
- 10月22日 - 12月17日、極脳（日本テレビ）
- 10月25日 - 12月20日、モノ近（メ〜テレ）
- 11月10日 - 2012年4月5日、ブラタモリseason3（NHK総合）

### 再開番組
- 1月3日 - みうらじゅんのマイブームクッキング2(食と旅のフーディーズTV)[343]
- 1月9日 - 板東英二の南山マスターズ2（中部日本放送）
- 1月15日 - 落語者（テレビ朝日）再開
- 1月15日 - 7月2日、11月15日 - 2012年4月21日、拝啓!!鉄道人第五・六シリーズ（テレ朝チャンネル）
- 3月2日 - 5月18日、水曜どうでしょう（北海道テレビ放送）[344] 期間限定再開
- 4月8日 - 実践!英語でしゃべらナイト（NHK教育）
- 7月8日 - 9月30日、笑・神・降・臨（NHK総合）再々開
- 7月14日 - 10月20日、セカイでニホンGO!（NHK総合）前半部改題し再開
- 7月28日 - 10月13日、総合診療医ドクターG（NHK総合）BSから移籍
- 10月6日 - SONGSプレミアム（NHK BSプレミアム）旧BShiから移籍
- 10月19日 - 5MEN旅（日本テレビ）[74][271]

## 受賞
第48回ギャラクシー賞（放送批評懇談会主催）
- 大賞 - 『NNNドキュメント'11「夢は刈られて 大潟村・モデル農村の40年」』（秋田放送、2011年2月13日）
- 優秀賞
  - 『ダーウィンが来た! 〜生きもの新伝説〜「アリューシャン クジラと海鳥 世界一の大集結」』（NHK総合、2010年11月7日）
  - 『Q10』（日本テレビ、2010年10月16日〜12月11日、全10回）
  - 『ETV特集「枯葉剤の傷痕を見つめて〜アメリカ・ベトナム次世代からの問いかけ」』（NHK教育、2011年1月30日）
- 特別賞 - 『相棒』（テレビ朝日）
- 個人賞 - 福山雅治

第5回マイベストTVグランプリ
『フリーター、家を買う。』（フジテレビ）
日本民間放送連盟賞（日本民間放送連盟主催）
- テレビドラマ部門 - 『鈴木先生』（テレビ東京）
- テレビ報道部門 - 『年金不信』（朝日放送）
- テレビ教養部門 - 該当作品なし[注 48]
- テレビエンターテイメント部門 - 該当作品なし[注 48]

第6回日本放送文化大賞（日本民間放送連盟主催）
- グランプリ - 『SBSスペシャル「サヨばあちゃんの無人駅」』（静岡放送、2010年5月15日）
- 準グランプリ - 『その街の今は』（関西テレビ放送、2010年11月21日放送）

ABU賞
- グランプリ - 『心の糸』（NHK名古屋放送局、2010年11月27日に総合テレビで放送）

第38回日本賞（NHK主催）
- グランプリ - 『アメリカを振り返る 人種隔離バスへの抵抗』（ アメリカ合衆国・WBGH教育財団）

第29回向田邦子賞（東京ニュース通信社主催）
宮藤官九郎（『うぬぼれ刑事』TBS、2010年7月〜9月）
第19回橋田賞
- 大賞 - 『99年の愛〜JAPANESE AMERICANS〜』（TBS）
- 橋田賞
  - 福山雅治（NHK大河ドラマ『龍馬伝』主演）
  - 坂元裕二（日本テレビ水曜ドラマ『Mother』脚本）
  - 『兵士たちの戦争』（NHK）

東京ドラマアウォード2011
- 作品賞
  - 連続ドラマ部門グランプリ - 『フリーター、家を買う。』（フジテレビ）
  - 単発ドラマ部門グランプリ - 『99年の愛〜JAPANESE AMERICANS〜』（TBS）
- アジア賞 - 『JIN-仁-』（TBS）
- 個人賞
  - 主演男優賞 - 二宮和也 （『フリーター、家を買う。』）
  - 主演女優賞
    - 鈴木京香 （『セカンドバージン』NHK）
    - 芦田愛菜 （『マルモのおきて』フジテレビ）

第28回ATP賞テレビグランプリ2011（全日本テレビ番組製作者連盟主催）
- ドラマ部門
  - 最優秀賞：『フリーター、家を買う。』（フジテレビ）
- ドキュメンタリー部門 
  - 最優秀賞：『ハイビジョン特集「北海道 豆と開拓者たちの物語」』（NHK BS-hi、2011年1月30日）
- 情報・バラエティ部門
  - 最優秀賞：『世界で誰も見たことがない対決SHOW ほこ×たて』（フジテレビ）

平成22年度NHK放送文化賞
- 青柳正規（国立西洋美術館長）
- 池端俊策（脚本家）
- 小沢愼治（愛知工科大学教授）
- 桂三枝（後の六代 桂文枝）（落語家）
- 鎌田實（諏訪中央病院名誉院長）
- 外山雄三（NHK交響楽団正指揮者）
- 富司純子（女優）

2011年度第37回放送文化基金賞（公益財団法人放送文化基金）
- テレビドキュメンタリー番組部門・大賞 - 『NHKスペシャル「封印された原爆報告書」』（NHK広島放送局、2010年8月6日に総合テレビで放送）
- テレビドラマ部門・大賞 - 『遺恨あり 明治十三年 最後の仇討』（テレビ朝日、2011年2月26日）
- 特別賞 - 児玉清（俳優、5月16日没）[355]

モンテカルロ・テレビ祭（ モナコ、6月10日（日本時間6月11日））
- テレビ・フィルム部門最優秀作品賞、モナコ赤十字賞：『塀の中の中学校』（TBS、2010年10月11日）
- ニュースドキュメンタリー部門最優秀作品賞：『CBCスペシャル「笑ってさよなら〜四畳半下請け工場の日々〜」』（中部日本放送、2010年5月26日放送）
- 最優秀男優賞：渡辺謙（『塀の中の中学校』）
- ユネスコ賞：『心の糸』（NHK名古屋放送局、2010年11月27日）

第51回ACC CMフェスティバル（全日本シーエム放送連盟主催）
- 総務大臣賞・CMグランプリ - 九州旅客鉄道「九州新幹線全線開業・総集編」

## この年の主なキャンペーン
- 「ミトカナイトフジ!」（フジテレビ、5月・8月・10月・12月）